# Seth
Vous lisez un « article de qualité » labellisé en 2015.
Pour les articles homonymes, voir Seth (homonymie).
Seth (de l'égyptien Setesh / Soutekh) est l'une des plus anciennes divinités égyptiennes. Sa représentation, au museau effilé et aux oreilles dressées mais tronquées, est une composition hybride née de l'imaginaire des Égyptiens des temps prédynastiques. Cette iconographie monstrueuse est peut-être inspirée de l'oryctérope, un termitivore, fouisseur des savanes africaines. Dans le mythe, Seth est le dieu de la confusion, du désordre et de la perturbation, ce que souligne l'écriture hiéroglyphique dans laquelle l'animal séthien sert de déterminatif pour des concepts négatifs (autoritarisme, fureur, cruauté, crise, tumulte, désastre, souffrance, maladie, orage).
Maître du tonnerre et de la foudre, il exerce sa puissance sur les marges de l'Égypte que sont les contrées désertiques, les zones arides et les pays étrangers à la plaine du Nil. Seth est un dieu complexe. Sa nature brutale se manifeste plus particulièrement dans un comportement sexuel agressif, tant homosexuel avec Horus qu'hétérosexuel avec de belles déesses qu'il harcèle. Sa puissance désordonnée contribue néanmoins à l'équilibre cosmique. Selon la vision égyptienne, les forces destructrices sont en lutte perpétuelle contre les forces positives. En cela, Seth s'oppose à son frère Osiris, symbole de la terre fertile et nourricière. Dès les Textes des pyramides, Seth est l'éternel rival d'Horus. Au cours d'une lutte, il arrache l'œil de son adversaire qui en retour le blesse aux testicules. L'antagonisme des deux dieux illustre la double nature de Pharaon qui unit en sa personne ces deux forces contraires mais complémentaires. Si Horus est le dieu de l'ordre pharaonique, la puissance irraisonnée de Seth participe à la symbolique royale en tant qu'image de la force violente et déchaînée que le roi déploie contre ses ennemis. Protecteur de Rê, Seth combat le serpent Apophis et participe donc à la bonne marche du monde. Bien qu'inquiétant et lié à des forces aveuglément destructrices, Seth est cependant plus un dérangeant fripon qu'un démon maléfique, du moins dans les mythes anciens.
Ce n'est qu'à partir de la Troisième Période intermédiaire que l'image de Seth se ternit durablement, peut-être en réaction aux prises de contrôle successives de plusieurs peuples étrangers sur le royaume d'Égypte. Seth, associé aux puissances étrangères, devient l'agent maléfique de la perte du pays. Les mythes relatifs à Seth le dépeignent alors comme ambitieux, comploteur, manipulateur, se concentrant sur l'assassinat de son frère Osiris. Il est progressivement confondu avec Apophis, le serpent du chaos, malgré l'ancienne tradition selon laquelle il le combattait au nom de Rê. Le monde grec l'a identifié à Typhon, monstre primordial du chaos et entité maléfique comparable.

## Figure emblématique

### Animal séthien

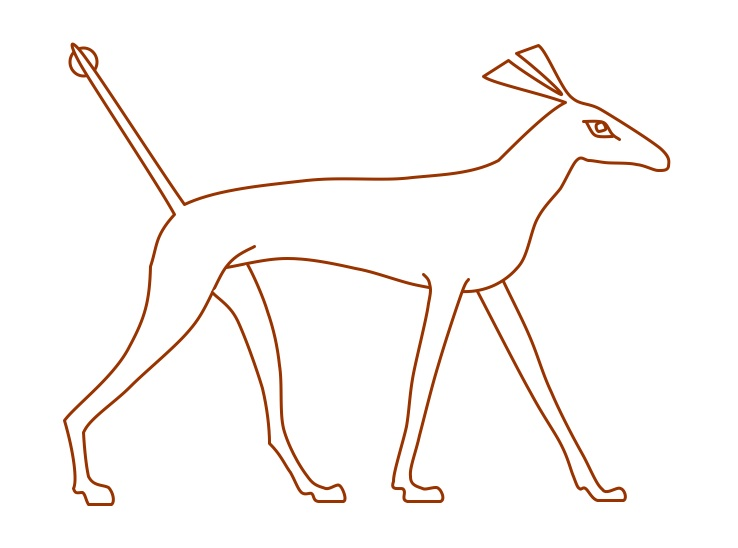
Croquis de l'animal séthien d'après une tombe de Beni Hassan (période du Moyen Empire).

Dès les débuts de l'égyptologie, la morphologie générale de Seth sous sa forme entièrement animale a beaucoup intrigué les savants. Pour les fondateurs de la science comme Jean-François Champollion (1790-1832), Ippolito Rosellini (1800-1843) ou Karl Richard Lepsius (1810-1884), il s'agit d'un animal imaginaire né de l'esprit humain. Leurs successeurs se sont éloignés de cette thèse et ont tenté de déterminer précisément son identité zoologique. La représentation de l'animal séthien, telle qu'elle est connue depuis la IIIe dynastie, lui donne un corps de canidé efflanqué. Son museau est long et courbé, ses oreilles sont droites et tronquées comme aucun animal sauvage n'en est doté. Sa queue est toujours dressée même quand l'animal est figuré couché sur son ventre. Cet aspect étrange fit naître bon nombre d'hypothèses. Tour à tour, l'animal été identifié à l'âne, l'oryx, l'antilope, le lévrier, le fennec, la gerboise, le chameau, l'okapi, l'oryctérope, la girafe, le tapir, le lièvre, etc.
Il y a cependant toujours eu des égyptologues pour dire que l'animal était fabuleux tels les Allemands Ludwig Borchardt (1863-1938) et Günther Roeder (1881-1966). Selon le Néerlandais Herman te Velde, auteur en 1967 d'une monographie sur Seth, le hiéroglyphe de l'animal séthien ne représente aucun animal réel et vivant. Des indices laissent même avancer que les Égyptiens le considéraient comme un animal fabuleux. Dans une tombe de Beni Hassan datée du Moyen Empire, des scènes de chasse montrent différents animaux censés peupler le désert. L'animal séthien, nommé Sha, est suivi d'un canidé à tête de faucon et muni d'ailes et d'un second être, un canidé à tête de serpent. Le débat est cependant loin d'être clos et régulièrement des arguments sont avancés pour identifier l'animal séthien à tel ou tel animal réel.

Trois animaux identifiés hypothétiquement à l'animal séthien
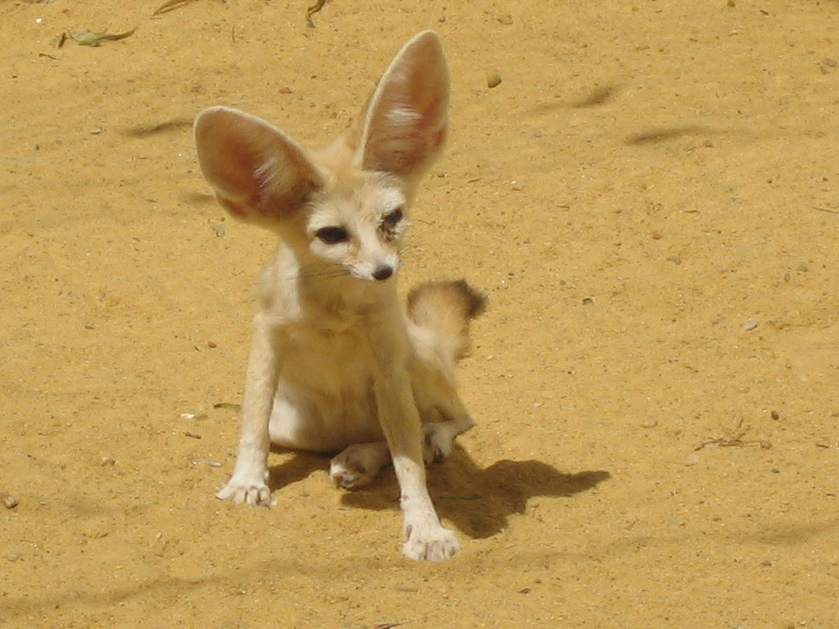
Fennec.
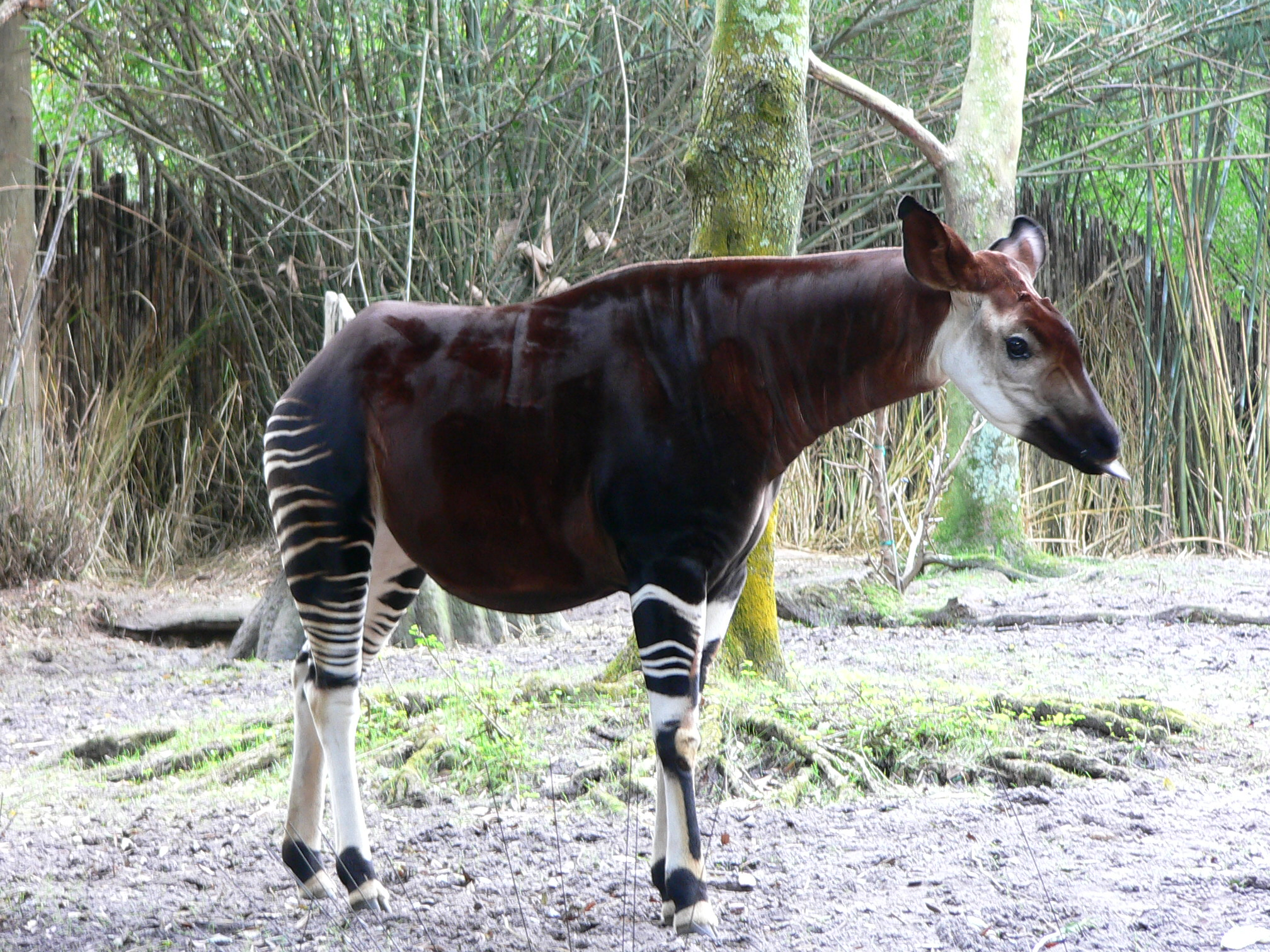
Okapi.
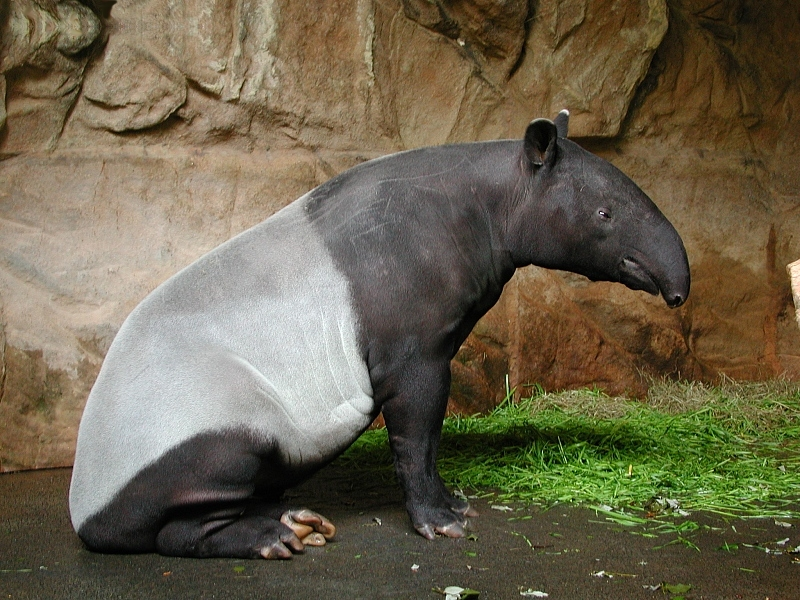
Tapir.

### Seth l'oryctérope?

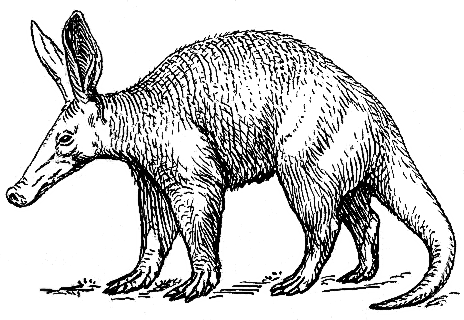
Oryctérope, vue d'artiste (période contemporaine).

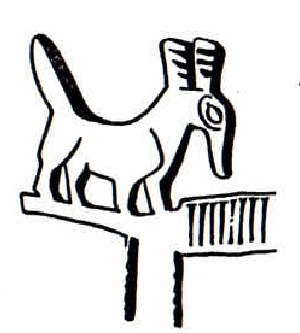
Animal séthien figuré sur la massue du roi Scorpion II (Période prédynastique).

En 2005, l'africaniste belge Pierre de Maret, tout en admettant que l'animal séthien soit un être fabuleux et composite, montre que l'oryctérope a sans doute servi de référent zoologique majeur pour cette construction issue de l'imaginaire humain. Mammifère solitaire et fouisseur efficace, l'oryctérope ne sort que la nuit de son terrier pour se nourrir. Son régime se compose principalement de termites, mais aussi de pupes d'insectes et de végétaux divers, dont le concombre sauvage. Glouton, son poids peut varier de quarante à cent kilogrammes selon les saisons et la quantité de nourriture disponible. Doté d'une très mauvaise vue mais d'un odorat très fin, l'oryctérope renifle bruyamment le sol lorsqu'il se met à quêter les insectes. Effrayé, ses sursauts sont spectaculaires ; blessé ou apeuré, son cri est sourd proche du hurlement de la hyène. En temps normal, sa démarche rappelle celle des suidés, saccadée, zigzagante et ponctuée de grognements.

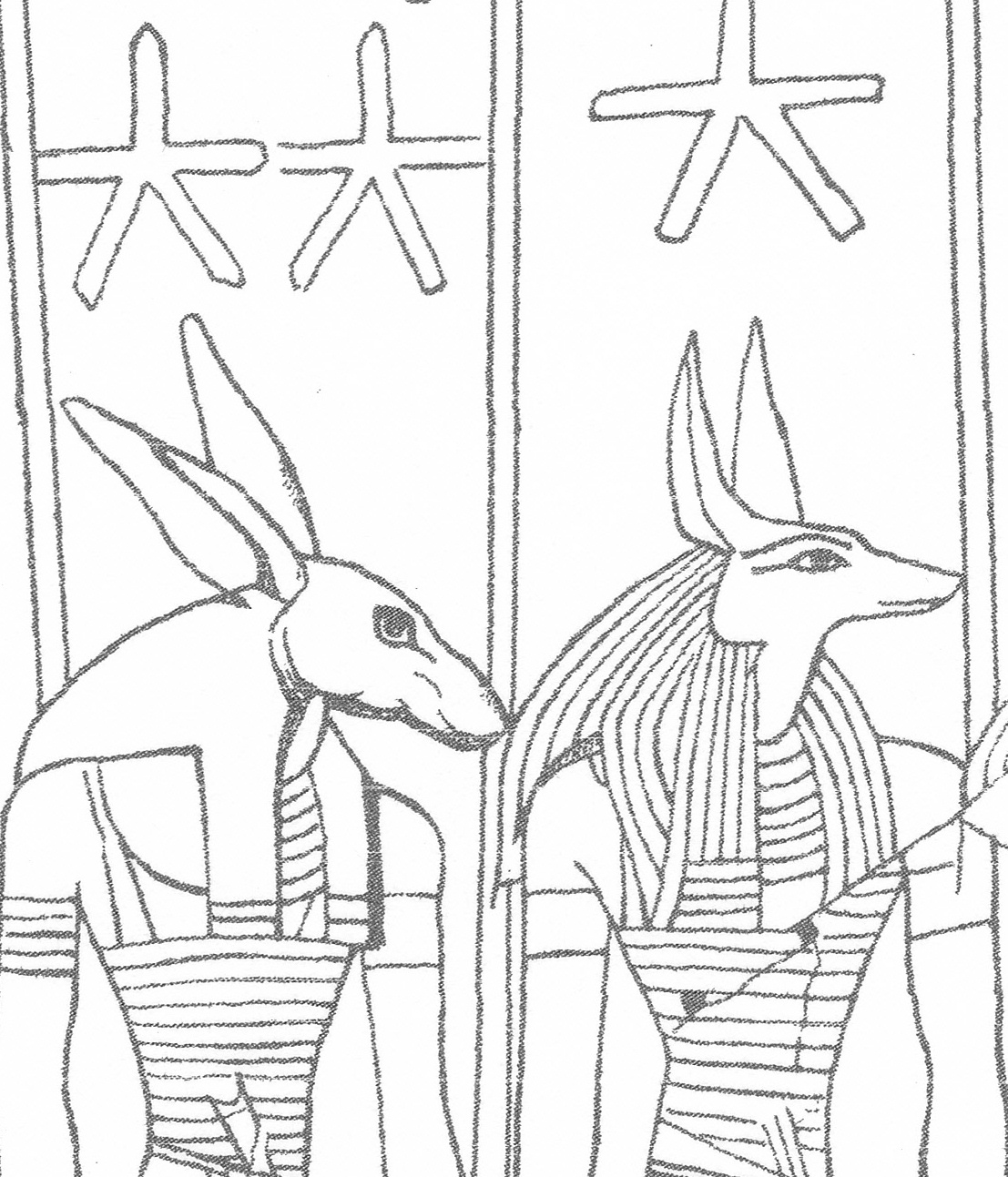
Les dieux Seth et Anubis d'après le plafond astronomique du tombeau de Séthi Ier (Nouvel Empire).

De nos jours, l'oryctérope n'est attesté qu'à travers l'Afrique subsaharienne. Dans la vallée du Nil, il faut ainsi descendre dans les régions méridionales du Soudan pour en rencontrer. L'archéozoologie des sites égyptiens n'a jusqu'à présent pas livré de restes osseux de cet animal. Faute de traces certaines, il est malgré tout possible de croire que les Égyptiens de la période prédynastique, du moins ceux de Haute-Égypte, ont côtoyé et connu l'oryctérope. Selon toute vraisemblance, l'animal est figuré sur quelques vases datés des époques Nagada II (3500-3300 avant notre ère) et Nagada III (3300-3100 avant notre ère). Il disparaît d'Égypte après cette période à cause des changements climatiques, son biotope, la savane, faisant progressivement place au désert du Sahara.
Les plus anciennes représentations, certaines et connues, de l'animal séthien remontent à la Dynastie 0. La massue de Scorpion II montre un animal massif au dos court, muni de courtes pattes griffues, d'une grosse queue dressée, d'un long crâne surmonté de deux oreilles allongées et d'un museau long en forme de groin. Cette iconographie semble somme toute s'inspirer de l'oryctérope. Avec le temps les représentations évoluent. Au Moyen Empire, le corps de l'animal séthien devient plus svelte et plus haut sur pattes, sa tête cependant change peu. Durant la période ramesside, il est hautement probable que l'oryctérope a inspiré l'artiste chargé de peindre le dieu Seth, homme à tête d'animal, qui figure sur le plafond astronomique du tombeau de Séthi Ier. Le souverain s'est peut-être fait livrer un oryctérope depuis les territoires nubiens les plus reculés ; l'animal pouvant s'adapter à la vie captive.

### L'oryctérope, un symbole africain contemporain

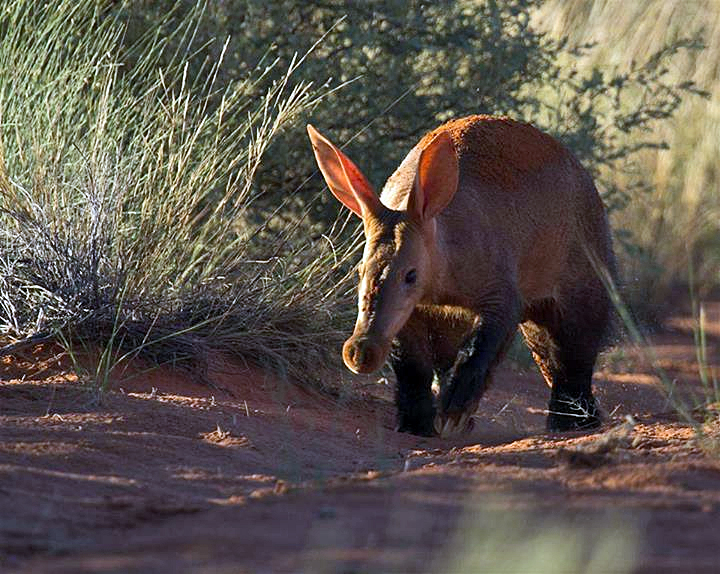
Oryctérope.

Si l'identification de Seth à l'oryctérope n'est pas certaine, il s'avère que dans l'Afrique contemporaine, nombre de peuples tels les Bambara ou les Tabwa l'ont intégré dans leur pensée symbolique. Son apparence étrange et son comportement effrayant ont engendré nombre de mythes et de croyances à son propos. Une des plus vieilles statues en bois d'Afrique centrale le représente. Datée du VIIIe siècle, elle a été découverte dans le lit d'une rivière de l'Angola. Perçu comme un animal hors normes, l'oryctérope est situé à la frontière entre le village et la savane, entre le monde visible des humains et le monde souterrain des morts. Sa personnalité complexe évoque les couples d'opposition (visible / invisible ; lumière / obscurité ; bon / malfaisant). Certaines facettes de l'oryctérope le rapprochent des humains et inspirent la révérence. Tel un humain, il peut se redresser sur ses deux pattes arrière. La femelle, monopare, n'enfante qu'un seul petit, deux plus rarement. Cette fécondité tempérée l'écarte de l'univers sauvage aux naissances innombrables. D'autres caractéristiques inspirent la peur et la méfiance. Animal fouisseur, ses terriers sont de longues galeries labyrinthiques où les chasseurs peuvent s'égarer. Quant aux terriers abandonnés, ils accueillent volontiers les plus redoutables serpents. Animal griffu, l'oryctérope gratte et fouille la terre à la recherche de nourriture. Cette fonction le rapproche des tradipraticiens à la recherche de plantes médicinales mais aussi des agriculteurs occupés à biner les champs le dos courbé. Lors de l'initiation, les jeunes Bambara doivent séjourner dans ses terriers pour acquérir son endurance au travail, sa science et sa persévérance. Selon les Nyanga, l'oryctérope possède champs et bananeraies et emprisonne, la nuit durant, le soleil dans sa tanière. Chez les Tschokwé, une de ses pattes ou pour le moins, une de ses griffes, entre dans les objets qui composent le panier du devin en tant que symbole du médecin et du passé oublié. Pour ces derniers comme pour les Rukuba, l'animal symbolise le chef qui régule la fécondité, le garant de l'ordre et de l'harmonie.

## Dénomination

### Hiéroglyphes
| E21 |

| E21 |

| E20 |

| E20 |

| C7 |

| C7 |

| s | t · S |

| s | t · S |

| O34 · t · S |

| O34 · t · S |

| s | t · F32 |

| s | t · F32 |

| O34 · t · F32 |

| O34 · t · F32 |

| M23 | G43 | X1 · Z4 |

| M23 | G43 | X1 · Z4 |

| E21 |

| E21 |

| E20 |

| E20 |

| C7 |

| C7 |

| s | t · S |

| s | t · S |

| O34 · t · S |

| O34 · t · S |

| s | t · F32 |

| s | t · F32 |

| O34 · t · F32 |

| O34 · t · F32 |

| M23 | G43 | X1 · Z4 |

| M23 | G43 | X1 · Z4 |

Les Textes des pyramides sont les plus anciens écrits religieux de l'Égypte antique. Ils apparaissent gravés sur les murs des salles souterraines des pyramides des souverains des Ve et VIe dynasties. Dans la pyramide d'Ounas, où ils figurent pour la première fois, le nom de Seth est exclusivement écrit avec le logogramme de l'animal séthien couché sur son ventre. Chez ses successeurs, le théonyme est écrit Setesh avec des signes unilitères. Plus tard, le théonyme s'écrit aussi avec les logogrammes de l'animal assis et de l'homme assis à la tête séthienne. Au cours de l'histoire égyptienne, plusieurs formes du nom coexistent : Setesh / Zetesh, Setekh / Zetekh, Soutekh, Set / Souty, etc. Toutes ces formes sont des variantes orthographiques du même nom et ne désignent en aucune manière diverses divinités. À partir du Moyen Empire, la forme Set / Souty tend à se généraliser à côté de la forme Setesh, plus ancienne et traditionnelle. Après la XIXe dynastie, s'installe la forme Setekh / Soutekh. La forme Set / Souty est la marque de l'affaiblissement de la consonne finale. Ce phénomène est probablement apparu en Haute-Égypte où la prononciation peut avoir été Sùt puis Sèt. En Basse-Égypte, la prononciation est restée plus dure sous les formes successives de Sùtekh et Sétekh. Ces variations de prononciation persistent durant l'époque copte dans les différents dialectes de la langue. Le Bohaïrique conserve la dureté de la consonne finale tandis que le Sahidique restitue son amoindrissement. Au cours du premier millénaire avant notre ère, lorsque les Anciens Grecs sont entrés au contact des Égyptiens, ils ont restitué le théonyme sous les graphies Sēth (Σήθ) / Sēt (Σήτ).

### Signification
| M17 | O4 | C7 · S12 |

| M17 | O4 | C7 · S12 |

| M17 | K1 · M35 | I10 | C7 |

| M17 | K1 · M35 | I10 | C7 |

| U23 | G17 · D21 | C7 |

| U23 | G17 · D21 | C7 |

| O1 · D21 | M17 | M17 | X1 | C7 |

| O1 · D21 | M17 | M17 | X1 | C7 |

| N35 · N37 | N35 · Z4 | E21 |

| N35 · N37 | N35 · Z4 | E21 |

| N35 · N29 | G17 | C7 |

| N35 · N29 | G17 | C7 |

| D33 · N35 | N35 · E21 | A24 |

| D33 · N35 | N35 · E21 | A24 |

| N29 · D21 | M17 | E21 |

| N29 · D21 | M17 | E21 |

| V31 · O4 | G1 | E20 | A24 |

| V31 · O4 | G1 | E20 | A24 |

| N35 · O4 · V1 | N35 · O4 · V1 | E20 |

| N35 · O4 · V1 | N35 · O4 · V1 | E20 |

| M17 | O4 | C7 · S12 |

| M17 | O4 | C7 · S12 |

| M17 | K1 · M35 | I10 | C7 |

| M17 | K1 · M35 | I10 | C7 |

| U23 | G17 · D21 | C7 |

| U23 | G17 · D21 | C7 |

| O1 · D21 | M17 | M17 | X1 | C7 |

| O1 · D21 | M17 | M17 | X1 | C7 |

| N35 · N37 | N35 · Z4 | E21 |

| N35 · N37 | N35 · Z4 | E21 |

| N35 · N29 | G17 | C7 |

| N35 · N29 | G17 | C7 |

| D33 · N35 | N35 · E21 | A24 |

| D33 · N35 | N35 · E21 | A24 |

| N29 · D21 | M17 | E21 |

| N29 · D21 | M17 | E21 |

| V31 · O4 | G1 | E20 | A24 |

| V31 · O4 | G1 | E20 | A24 |

| N35 · O4 · V1 | N35 · O4 · V1 | E20 |

| N35 · O4 · V1 | N35 · O4 · V1 | E20 |

Dans l'état actuel des connaissances, à l'instar d'autres divinités égyptiennes majeures, l'étymologie du nom de Seth reste incertaine. Le grec Plutarque est le premier auteur à fournir une signification en rapportant qu'il s'agit d'un terme qui « signifie force opprimante et contraignante, et veut aussi dire souvent renversement, bond en arrière » (Sur Isis et Osiris, §.49). Selon les critères scientifiques modernes, cette explication tient plus de la pseudo-étymologie. D'après l'égyptologue allemand Hermann Kees elle est néanmoins valable car elle provient des conceptions religieuses égyptiennes tardives et de mots égyptiens qui signifient « embrouiller, morceler ». Dans les textes religieux, les prêtres égyptiens ont usé de jeux de mots où le nom de Seth a été mis en rapport avec les mots tekhtek « mettre en désordre, emmêler », teshtesh « écraser » comme dans la phrase tash ni semaout Setesh « j'ai mis en pièces les compagnons de Seth » (Textes des sarcophages, chap. 213.i). Jusqu'à la fin du Nouvel Empire, les lettrés égyptiens ont utilisé l'idéogramme de l'animal séthien comme déterminatif de quelque 25 mots du vocabulaire (voir quelques exemples dans le Tableau 2). Ces mots recouvrent des notions désagréables et des aspects peu favorables de la réalité. D'une manière évidente, à travers la graphie, la signification de ces mots a été mise en rapport avec l'animal séthien considéré comme étant à l'origine de ces aspects néfastes. Ce groupe de mot fait référence à des comportements humains perturbateurs contraires à la maât (concept de l'harmonie cosmique et sociale) tels que la vantardise, la partialité, l'autoritarisme, le rugissement, la cruauté, la crise, le tumulte, le désastre, la souffrance, la maladie et l'affliction. Le dieu Seth a aussi été perçu comme étant à l'origine des perturbations atmosphériques comme la tempête, le tonnerre, les bourrasques de pluie.

## Mythologie
Seth est associé à deux grands mythes. Le mythe héliopolitain le met en scène avec Rê, dont il est l'arrière petit-fils, né de l'union de Geb et de Nout la déesse du ciel (eux-mêmes nés de l'union de Shou et de Tefnout). Il est ainsi vu comme un dieu bénéfique représentant la force et l'énergie, défenseur de la barque solaire contre Apophis le serpent, le Mal incarné qui menace l'équilibre du monde. Il s'agit du principal mythe où Seth possède un rôle bénéfique et positif. Dans le mythe osirien, Seth assassine son frère Osiris pour régner à sa place. Il s'oppose à Isis et au fils qu'elle a eu d'Osiris, Horus qui réclame le trône et l'héritage de son père. À la suite de la bataille entre Seth et Horus, les dieux examinent la cause et se prononcent en faveur de ce dernier qui devient alors roi de toute l'Égypte. Dans ce mythe, Rê défend Seth qui lui est encore fortement associé.

### Naissance

#### Seth, fils de Nout

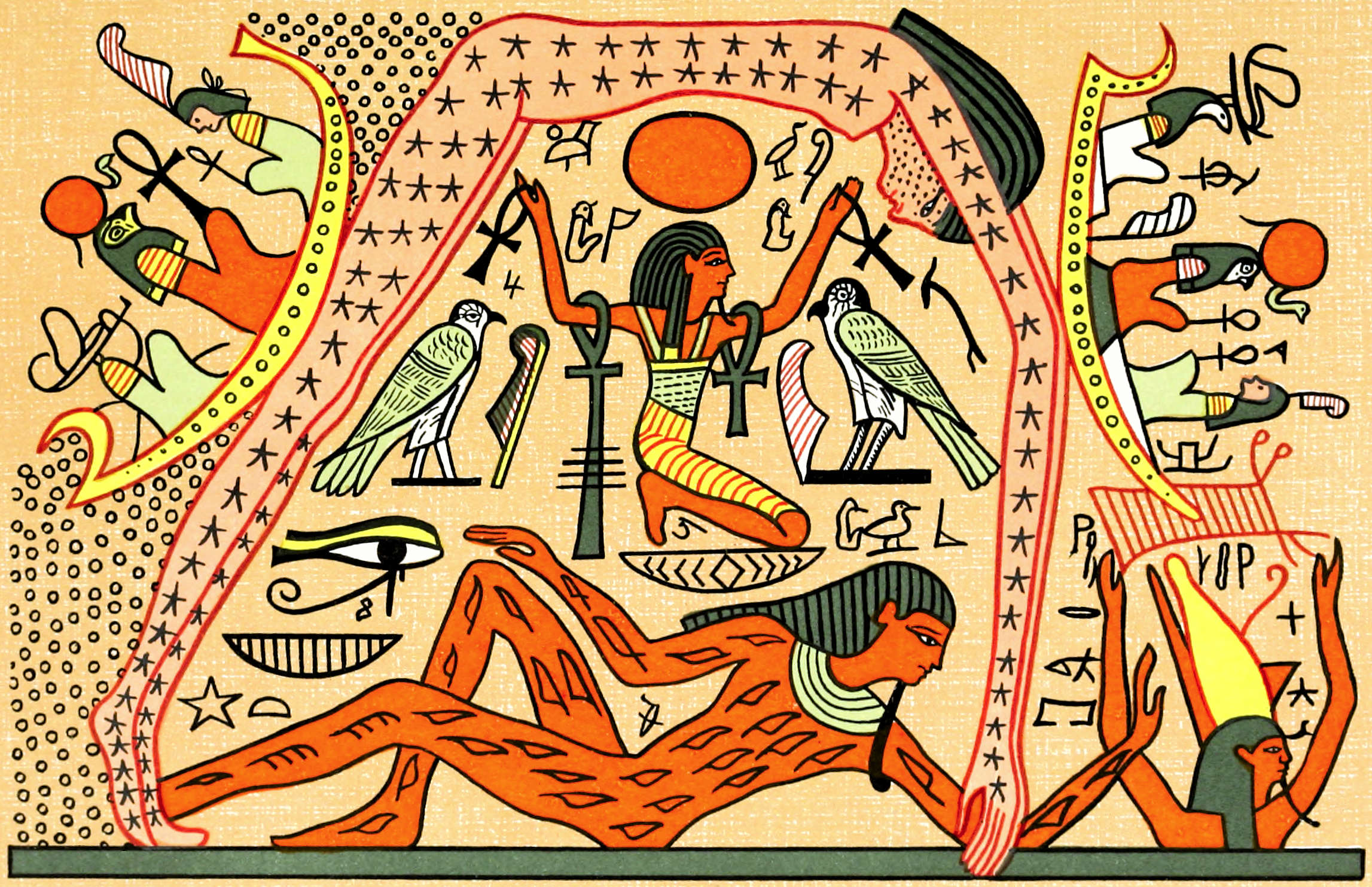
La déesse du ciel Nout séparée de Geb par Shou d'après une illustration du Livre des Morts.

Dès les débuts de la civilisation égyptienne, une des épithètes les plus employées au sujet de Seth est « fils de Nout ». Utilisée sans aucune autre précision, elle est connue pour être le synonyme de « Seth ». Les textes n'évoquent toutefois pas d'amour ou de tendre attachement entre la mère et le fils. Seth et Nout sont deux des neuf divinités de l'Ennéade d'Héliopolis composée d'Atoum le dieu créateur, de Shou et Tefnout (Souffle et Harmonie), Geb et Nout (Sol et Voûte céleste) et des quadruplés Osiris, Isis, Seth et Nephtys. Dans les temps primordiaux, Atoum a donné naissance à un couple mâle et femelle, Shou et Tefnout, en éjaculant dans sa main. À leur tour, ces jumeaux ont donné naissance à un couple divin, Geb et Nout. Dès sa naissance, Seth perturbe le processus régulier de la création en venant au monde d'une manière hors norme. Selon le grec Plutarque, auteur au IIe siècle d'un traité sur la mythologie égyptienne, Seth, qu'il assimile à Typhon, est né le troisième des cinq jours épagomènes :

« Le troisième jour vint au monde Typhon, non pas à terme ni par la voie commune, mais en s'élançant à travers le flanc maternel, qu'il avait ouvert et déchiré en le frappant d'un grand coup. »

— Plutarque, Isis et Osiris (extrait du § 12), traduction de Mario Meunier.
L'affirmation du grec Plutarque semble s'appuyer sur une très ancienne tradition égyptienne. Dès le XXIVe siècle, dans les Textes des pyramides, le mot mesi « naissance, être né » est évité quant à l'apparition de Seth. Lorsque l'âme du roi Ounas (Ve dynastie) entame son ascension au ciel, elle est comparée à Seth, le dieu fort en magie (Our-hekaou) que sa mère enceinte a violemment vomi :

« Tu t'es pourvu de Our-hekaou, celui qui se trouve dans Ombos, Seigneur de la Haute-Égypte. On ne détachera pas à cause de toi. On ne sentira pas mauvais à cause de toi. Vois donc, tu es un ba, tu es plus puissant que les dieux de Haute-Égypte et que leurs esprits-akh, toi que la parturiente a vomi, tu as fendu la nuit. Tu t'es pourvu de Seth qui a été stoppé ! Combien est prospère celui qu'Isis a loué ! »

— Textes des pyramides, extrait du chap. 222. Traduction de Raphaël Bertrand.

#### Provocateur d'avortement

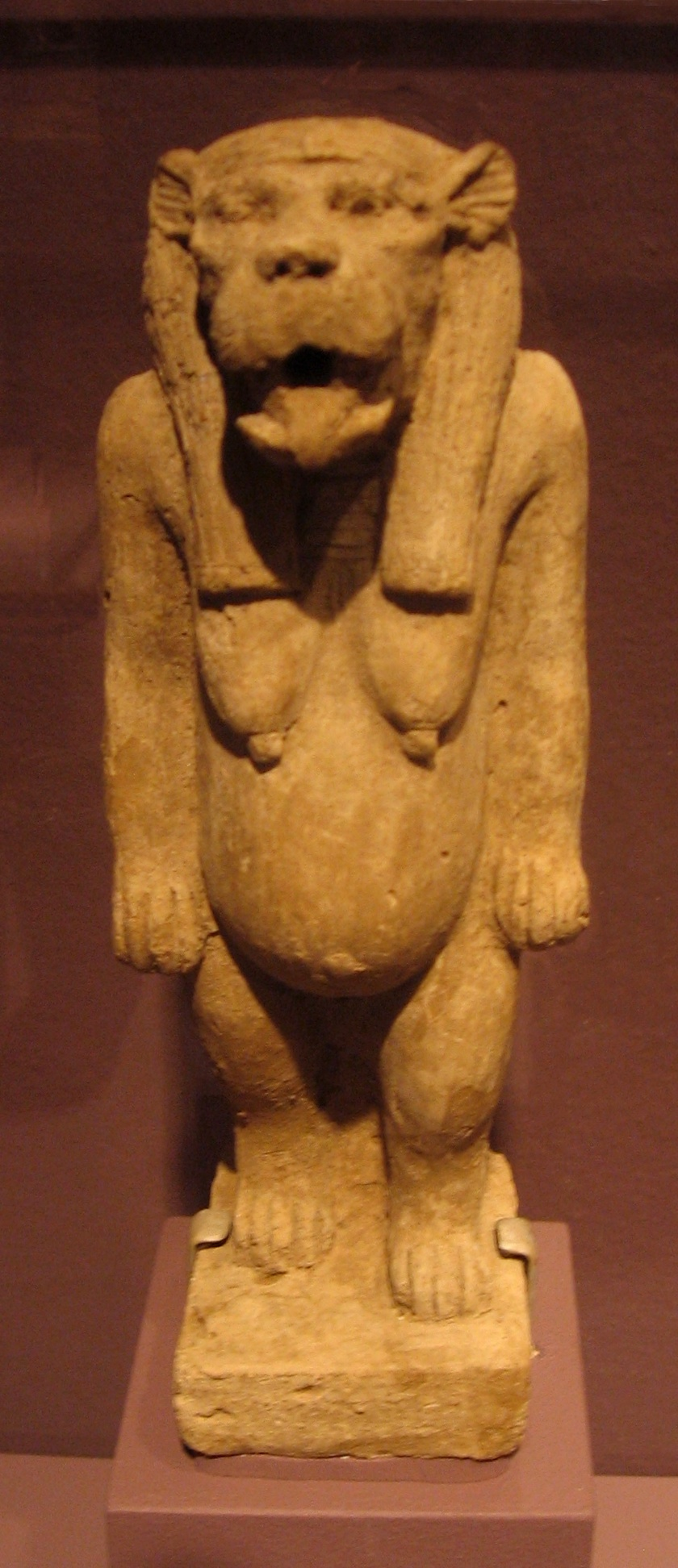
Taouret, la déesse hippopotame gravide - Royaume de Napata - Musée des Beaux-Arts (Boston).

Dans le mythe, la venue au monde de Seth est violente et inopportune. Par superstition, cet épisode a fait craindre aux femmes égyptiennes que le dieu puisse être une puissance malsaine cause d'avortement et de fausse couche. Une formule des Textes des sarcophages datée du Moyen Empire, nous informe qu'Isis, durant sa grossesse, était dans la peur de Seth et qu'elle craignait pour la vie de son fœtus, le futur Horus fils d'Osiris. La déesse se présente devant Atoum-Rê afin qu'il ordonne qu'aucun dieu ne fasse du tort à l'enfant à venir :

« Je suis Isis, plus Bienheureuse et Vénérable que les dieux. Le dieu qui est à l'intérieur de ce ventre qui est mien, c'est la semence d'Osiris ! » Rê-Atoum dit alors : « Que tu sois enceinte signifie que tu caches aux dieux, ô jeune fille, que tu mets au monde, que tu es enceinte et que c'est la semence d'Osiris ! Que ne vienne pas cet antagoniste (= Seth) qui a tué son père pour briser l'œuf pendant sa jeunesse ! Que le Grand de magie-hékaou (= Thot) monte la garde contre lui ! » « Obéissez à cela, dieux ! » dit Isis puisque Rê-Atoum, le Maître du Château des Voraces, a parlé, et qu'il a ordonné pour moi qu'on protège mon fils à l'intérieur de mon ventre ! »

— Textes des sarcophages, extrait du chap. 148. Traduction de Claude Carrier.
Selon Plutarque, la déesse Taouret est la concubine de Seth mais elle le quitte lorsque Horus entreprend de le capturer afin de pouvoir monter sur le trône royal (Sur Isis et Osiris, § 19). L'égyptologue néerlandais Herman te Velde explique cette affirmation en avançant que la déesse hippopotame, toujours figurée comme étant gravide, est la protectrice des femmes enceintes. Elle est par conséquent une puissance divine située à l'opposé de Seth. Dans le vocabulaire égyptien, le mot hai signifie à la fois « Homme » et « commettre l'avortement » tout en étant l'un des surnoms de Seth. Un papyrus magique tardif à présent conservé au musée égyptologique de Turin fait d'ailleurs dire à ce dernier :

« Je suis un Homme d'un million de coudées, dont le nom est « jour de malheur ». Pour ce qui est du jour de naissance ou de conception, il n'y a aucune naissance et les arbres ne porteront aucun fruit. »

— Papyrus magique de Turin (extrait).

### Meurtre d'Osiris

#### Complot familial
On peut lire que les Anciens Égyptiens n'avaient pas pour coutume de narrer longuement les épisodes mythologiques néfastes.
Cependant, la mise à mort d'Osiris par Seth est clairement exprimée dès les Textes des pyramides. Le choix des termes employés ne correspond pas à un souci d'édulcorer la réalité mais à celui d'établir un jeu de mots entre l'acte et le lieu de l'action : Osiris est étendu (ndj) à Nedyt, jeté sur le côté (gs) à Gehesti. Osiris est frappé, jeté à terre, lié, tué, découpé en morceaux. La violence de Seth est très clairement exprimée dès les Textes des pyramides. Les Textes des sarcophages développent la quête d'Isis et de Nephtys. La stèle Louvre C 286 relate l'ensemble du mythe. Cependant, il faut attendre le IIe siècle de notre ère pour voir le Grec Plutarque rédiger un récit complet et suivi. Lors d'un complot, Seth apparaît comme un être rusé qui arrive à berner Osiris afin de se débarrasser de lui pour usurper le trône royal :

« Il s'adjoignit soixante-douze complices, et il fut en outre secondé par la présence auprès de lui d'une reine d'Éthiopie, qui s'appelait Aso. Ayant pris en secret la longueur exacte du corps d'Osiris, Typhon (= Seth), d'après cette mesure, fit construire un coffre superbe et remarquablement décoré, et ordonna qu'on l'apportât au milieu d'un festin. À la vue de ce coffre, tous les convives furent étonnés et ravis. Typhon alors promit en plaisantant qu'il en ferait présent à celui qui, en s'y couchant, le remplirait exactement. Les uns après les autres tous les convives l'essayèrent, mais aucun d'eux ne le trouvait à sa taille. Enfin Osiris y entra et tout de son long s'y étendit. Au même instant, tous les convives s’élancèrent pour fermer le couvercle. (…) L'opération terminée, le coffre fut porté sur le fleuve, et on le fit descendre jusque dans la mer (…). »

— Plutarque, Sur Isis et Osiris, extrais du § 13. Traduction de Mario Meunier

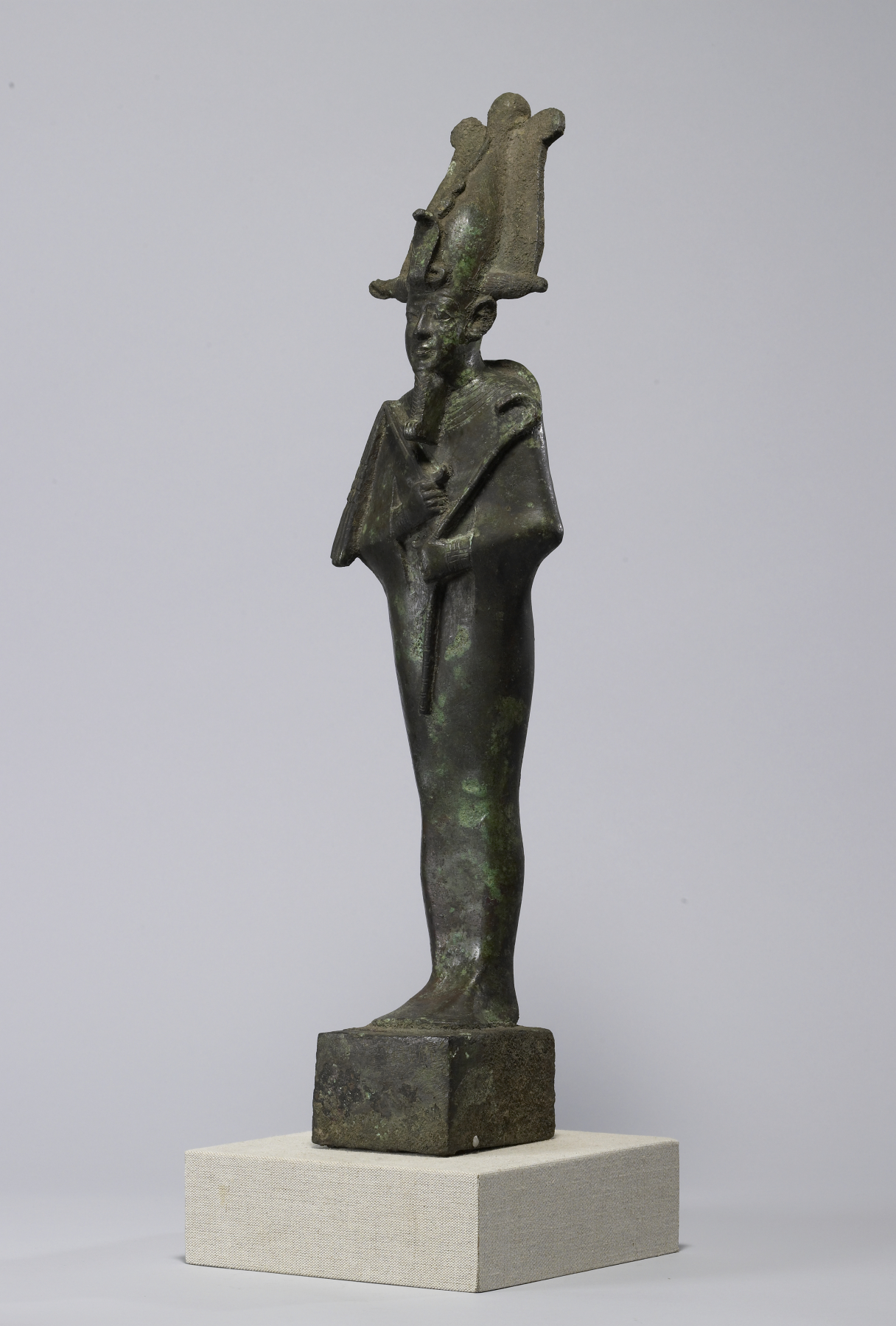
Statuette momiforme d'Osiris - Basse époque - Walters Art Museum.

Dans cette version du mythe, les quadruplés Osiris et Isis, Seth et Nephtys forment deux couples. Après avoir découvert qu'Osiris et Nephtys ont commis l'acte d'adultère (d'où Anubis serait né), Seth est au comble de la jalousie. Il décide alors de se venger en organisant un complot au cours duquel Osiris sera assassiné en étant noyé dans le Nil. Cependant après de longues recherches, Isis, l'épouse d'Osiris, retrouve le corps de son mari à Byblos et décide de le cacher dans la végétation des marais de Chemnis. Malheureusement, au cours d'une partie de chasse nocturne, Seth tombe par hasard sur la dépouille. Fou de colère, il dépèce le corps en quatorze morceaux puis éparpille les membres à travers tout le territoire égyptien. Au cours d'une seconde quête, Isis reconstitue le cadavre et lui insuffle la vie éternelle. Grâce à sa magie funéraire, elle parvient même à concevoir un fils, Horus. Ce dernier, une fois adulte, fera tout pour devenir le successeur légitime du roi assassiné.

#### Noyade d'Osiris
Dès les Textes des pyramides, les plus anciens écrits religieux égyptiens, des allusions mentionnent le meurtre d'Osiris par Seth. Pour amoindrir la violence du geste, des expressions comme « jeter au sol » ou « couché sur son flanc » paraphrasent le verbe « tuer » :

« Tu es venu chercher ton frère Osiris, quand son frère Seth l'avait jeté sur son flanc de ce côté-là de la terre de Gehesti »

— Textes des pyramides, § 972
Il semble toutefois que l'épisode de la mort d'Osiris ait connu des variantes discordantes. D'autres allusions rapportent en effet qu'Osiris fut noyé ou que Seth laissa le corps de sa victime dériver sur les flots du Nil. Il est aussi permis de penser que la noyade et le meurtre sont deux facettes d'un même funeste événement :

« Je suis l'Incandescent frère de l'Incandescente, le frère d'Isis. Mon fils Horus m'a protégé, avec sa mère Isis, de ce vil ennemi qui a fait ce que vous savez contre moi par Seth, quand il sortit du sein de sa mère, et qui a causé sa noyade, étendu dans les eaux ; ses liens ont été mis à ses mains et ses chaînes à ses bras. Je suis Osiris le plus grand de la corporation, l'Aîné des Cinq, l'héritier de son père Geb. (…) »

— Textes des sarcophages, formule pour se transformer en Osiris. Extrait du chap. 227. Traduction de Paul Barguet.

### Mythe originel

#### Les Deux Combattants

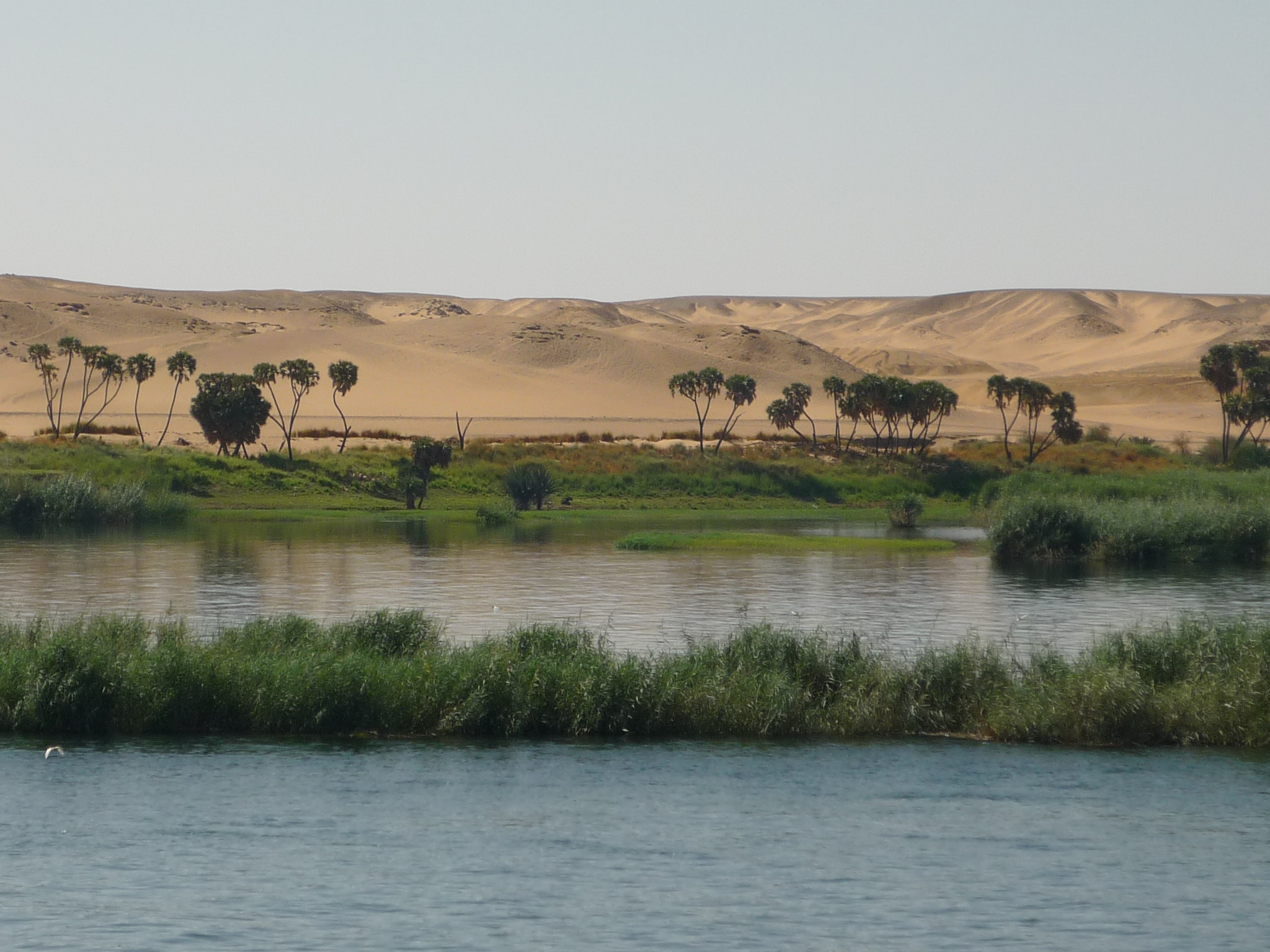
Paysage égyptien.

Seth est un dieu complexe attesté dans l'iconographie dès la période protohistorique (≈ XXXIVe siècle). D'un point de vue mythologique, il est surtout connu pour être le meurtrier de son frère Osiris et le rival de son neveu Horus pour l'obtention du trône royal. Il apparaît toutefois que la figure d'Osiris n'est apparue que plus tardivement, durant le XXVe siècle. L'intégration de Seth dans la famille osirienne est par conséquent le résultat d'une reformulation théologique. Dans les Textes des pyramides, les plus anciens écrits religieux disponibles, certaines allusions mentionnent un conflit entre Horus et Seth. Ces données peuvent être vues comme les traces ténues d'un mythe archaïque pré-osirien. Plusieurs expressions lient les deux divinités en un binôme en les appelant les « Deux Dieux », les « Deux Seigneurs », les « Deux Hommes », les « Deux Rivaux » ou les « Deux Combattants ». Le mythe n'est pas exposé en un récit suivi mais seulement évoqué par des bribes éparses :

« Quand aucune colère n'avait encore surgi. Quand aucun cri n'avait encore surgi. Quand aucun conflit n'avait encore surgi. Quand aucune confusion n'avait encore surgi. Quand l'œil d'Horus n'était pas encore devenu jaune. Quand les testicules de Seth n'étaient pas encore impotents »

— Textes des pyramides, § 1463, Traduction de Christian Bégaint.
À partir de ces données, il apparaît que bien avant l'apparition du dieu Osiris au cours de la Ve dynastie, existait un mythe archaïque sans doute élaboré durant la Période thinite (Ire et IIe dynasties) où, déjà, Horus et Seth se chamaillent, se livrent bataille et se blessent l'un l'autre ; le premier perdant son œil, le second ses testicules :

« Horus est tombé à cause de son œil, Seth a souffert à cause de ses testicules »

— Textes des pyramides, § 679d. Traduction de Bernard Mathieu.

#### Seth ou l'histoire de la défaite de Nebout

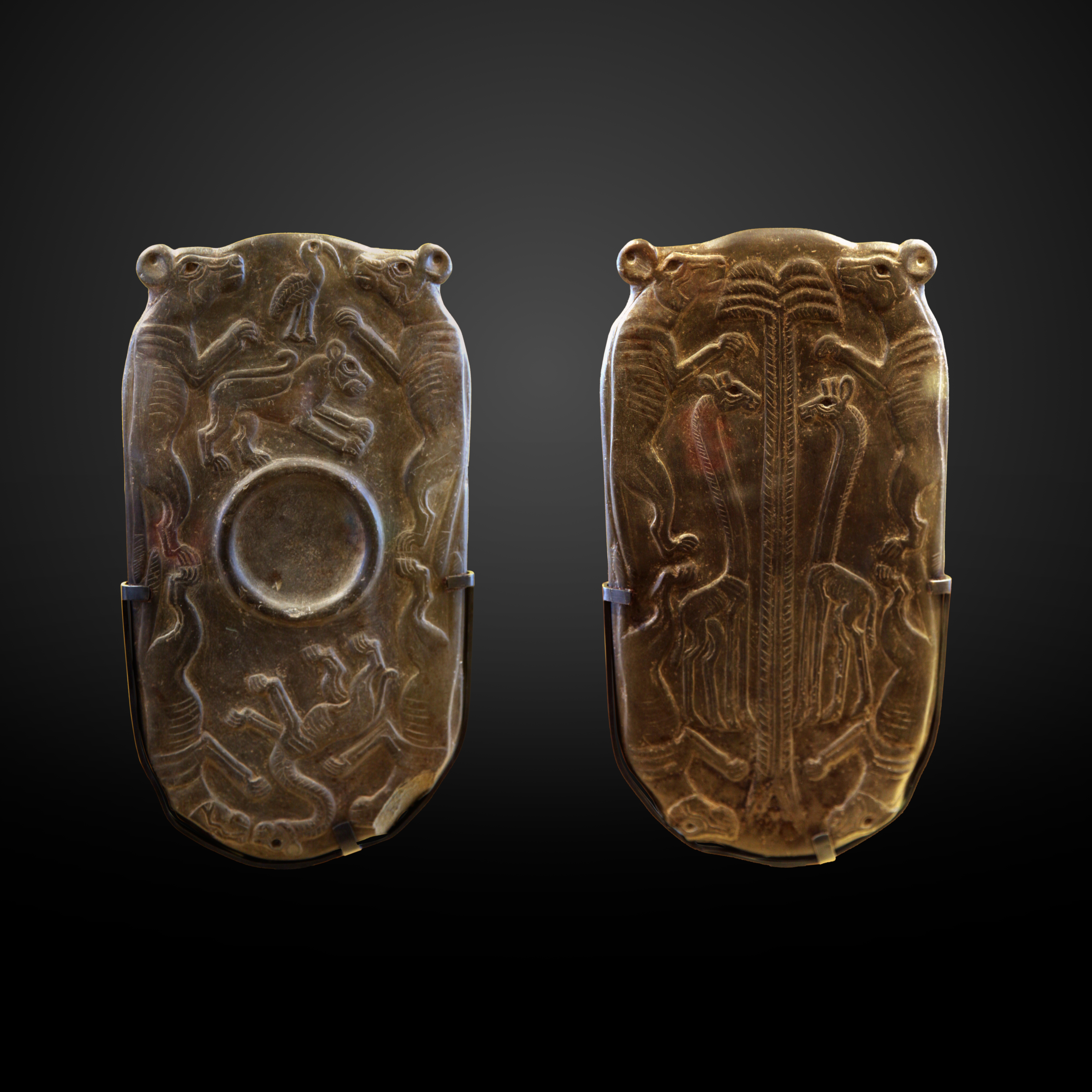
Palette aux quadrupèdes., Musée du Louvre.

Dès les plus anciennes attestations écrites, le dieu Seth est lié à la ville de Nebout (Ombos en grec, Nagada en arabe). À la fin de la période protohistorique, les cités de Nebout et Nekhen, respectivement patronnées par les dieux Seth et Horus, jouent un rôle socio-économique essentiel. D'après certains égyptologues comme l'Allemand Kurt Sethe (1869-1934) ou le Gallois John Gwyn Griffiths (1911–2004), le conflit entre Horus et Seth est d'origine politique et reflète les tensions tribales qui existaient alors entre les deux villes. La lutte des « Deux Combattants » symbolise les guerres menées par les fidèles d'Horus contre ceux de Seth. Sous le roi Narmer, probablement le légendaire Ménès, ce conflit s'est soldé par la victoire horienne de Nekhen sur Nebout. D'autres universitaires comme les Néerlandais Henri Frankfort (1897-1954) et Adriaan de Buck (1892-1959) sont revenus sur cette théorie en considérant que les Égyptiens, à l'instar d'autres peuplades antiques ou primitives, appréhendaient l'univers selon des termes dualistes fondées sur des paires contraires mais complémentaires : homme / femme ; rouge / blanc ; ciel / terre ; ordre / désordre ; Haute- / Basse-Égypte, etc. Dans ce cadre, Horus et Seth sont les parfaits antagonistes, les symboles de tous les conflits, de toutes les disputes où finalement l'ordre soumet le désordre sans jamais pouvoir l’annihiler complètement. En 1967, Herman te Velde estime que le mythe archaïque d'Horus et Seth ne peut pas entièrement se comprendre à partir des événements survenus à l'aube de la civilisation pharaonique. Ses origines se perdent dans les brumes des traditions religieuses de la préhistoire. Un mythe n'est pas inventé mais modifié, de nouvelles variantes se greffant sur les motifs plus traditionnels et anciens.

#### Lumière horienne contre sexualité séthienne

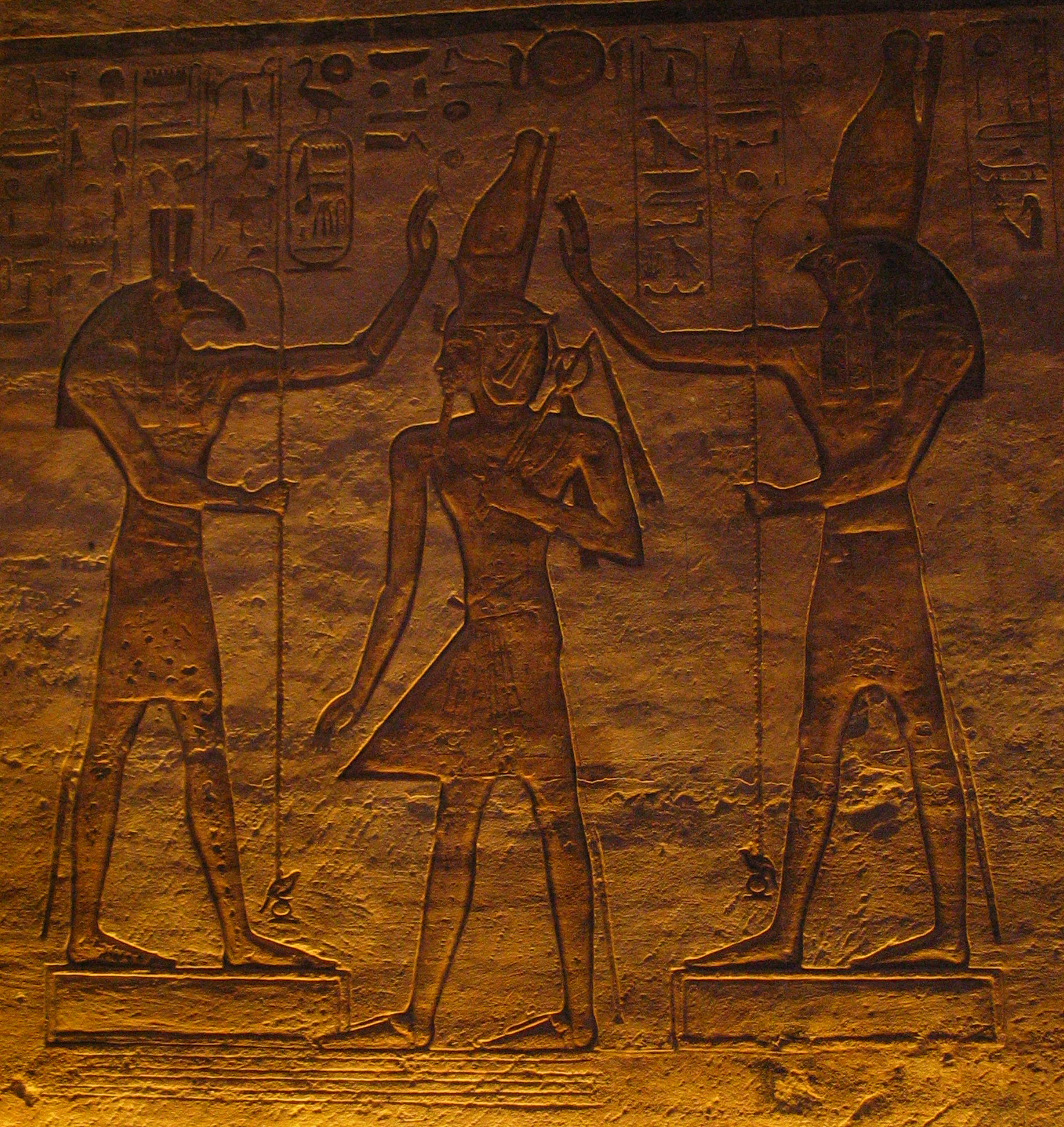
Seth (à gauche) et Horus (à droite) couronnant Ramsès II. Relief du grand temple d'Abou Simbel,.

Depuis les plus anciens textes religieux égyptiens jusqu'aux plus récents, l'œil d'Horus et les testicules de Seth, lumière et sexualité, sont deux symboles contraires appairés. Lorsque l'un domine, l'autre ne peut se manifester et inversement. L'Oudjat (ou Œil d'Horus) est une métaphore complexe, très couramment utilisée par les lettrés égyptiens pour désigner l'astre lunaire et ses différentes phases. L'Œil désigne aussi les offrandes livrées aux dieux lors du culte journalier ainsi que toutes les bonnes choses qui surviennent lorsque règne la Maât (harmonie). Les testicules de Seth représentent la sexualité débridée, les envies sauvages, la confusion des attirances qui doivent être formatées et encadrées avant de pouvoir être fructueuses. Or Seth est un dieu sans limites, irrégulier et confus qui veut avoir des relations tantôt hétérosexuelles, tantôt homosexuelles. Les testicules de Seth symbolisent tant les aspects déchaînés du cosmos (tempête, bourrasques, tonnerre) que ceux de la vie sociale (cruauté, colère, crise, violence). D'un point de vue rituel, les testicules sont la contrepartie de l'Oudjat. Pour que l'harmonie puisse advenir, Seth et Horus doivent être en paix, départagés. Une fois vaincu, Seth forme avec Horus un couple pacifié gage de la bonne marche du monde. Unies, les deux divinités symbolisent la fonction royale. Dès la Ire dynastie, le pharaon régnant est un « Horus-Seth » et la reine, à partir du règne de Khéops est « Celle qui voit Horus-Seth ». L'unification de la Basse et Haute-Égypte sous le terme des « Deux Terres » est plus qu'un processus historique ponctuel. Il s'agit avant tout de concilier, d'une manière cyclique et renouvelée, les deux pôles opposés de la création en un homme mortel : le pharaon. Pour assurer la prospérité de son peuple, le souverain intronisé doit à la fois combattre et utiliser la puissance séthienne. Cette violence doit cependant être maîtrisée pour qu'elle puisse être bénéfique à l'ensemble des sujets. Pour ce faire, tel Horus, le roi chasse la confusion hors du royaume en écrasant les rebelles, en appliquant les lois coutumières et en apaisant les tensions sociales. Cependant, tel Seth, le pharaon créé le tumulte au sein des peuples étrangers, les rend inopérants et organise l'accaparement de leurs richesses en recourant à des moyens guerriers (expéditions militaires, raids punitifs, chasses et pillages).

### Violence et confusion sexuelles

#### Les Aventures d’Horus et Seth
Parmi les plus remarquables récits hérités de l'Égypte antique figurent Les Aventures d’Horus et Seth. Le texte est consigné sur le papyrus Chester Beatty I et a été publié pour la première fois en 1931 par le Britannique Alan Gardiner (1879-1963). L'auteur et narrateur de ce récit mythologique n'est pas connu. On sait toutefois que le papyrus fut conservé dans une bibliothèque familiale du village de Deir el-Médineh durant l'époque ramesside. Le déroulement de l'intrigue met en scène une succession d'épisodes où Seth affronte, sans succès, Horus et Isis afin d'obtenir le droit légitime de monter sur le trône jadis possédé par Osiris.

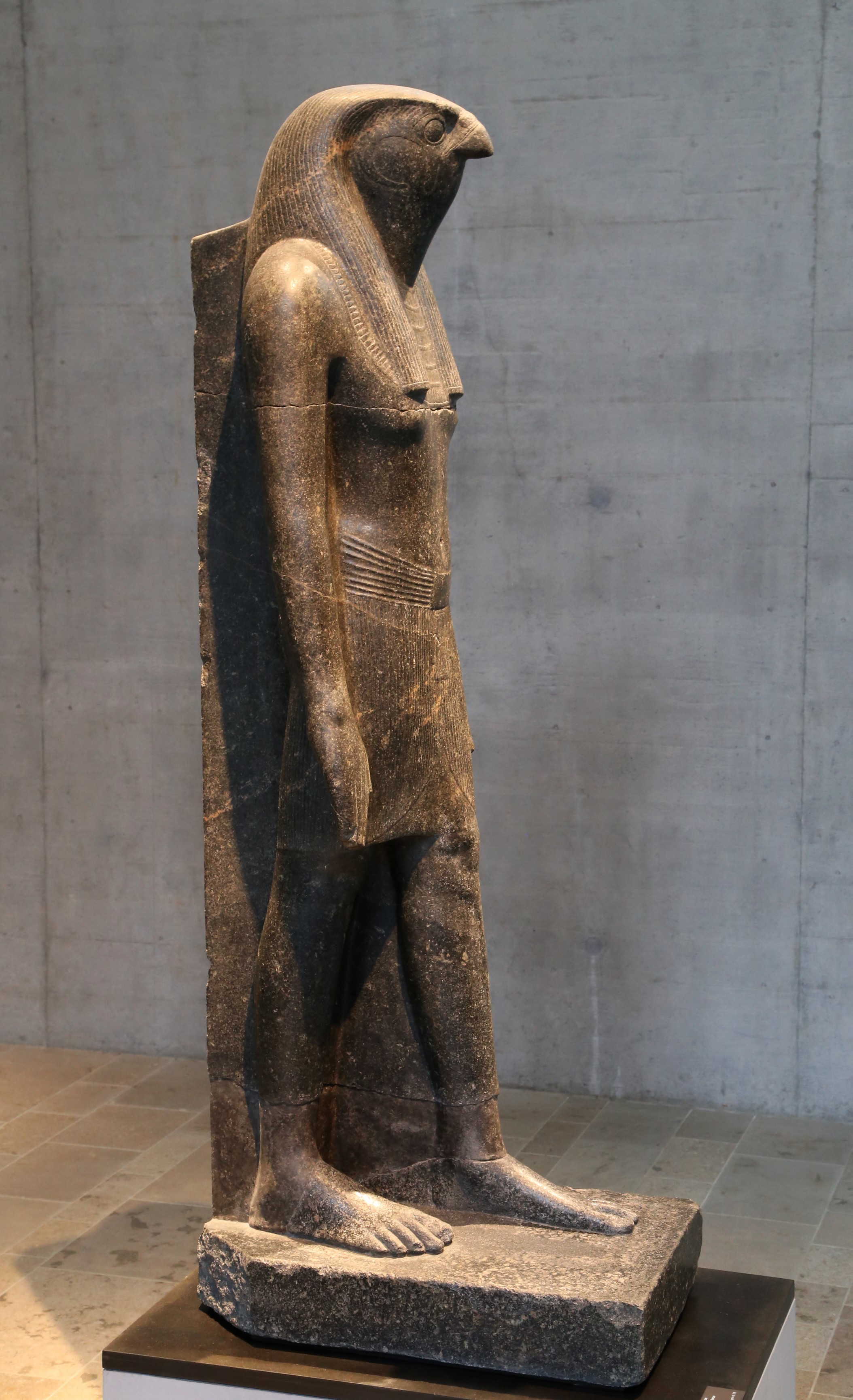
Statue d'Horus, XVIIIe dynastie, Musée national d'art égyptien de Munich.

Appuyé par sa mère Isis, Horus fait convoquer le tribunal des dieux afin de régler le contentieux dynastique en suspens depuis 80 années. Le vieux Rê, plutôt favorable à Seth préside les débats, tandis que Thot tient le rôle du greffier. Faute de trouver un accord satisfaisant, les dieux confient à Thot le soin de rédiger une missive à Neith afin de s'enquérir de ses bons conseils. Celle-ci, en réponse propose d'octroyer la couronne à Horus, tandis que Seth devra recevoir les déesses Anat et Astarté comme épouses.
Estimant Horus trop jeune, Rê s'oppose à cette médiation. En retour il se voit gravement insulté par Onouris. Après quelques débats infructueux, Rê décide de déplacer le tribunal de l'Ennéade dans l'île du milieu (Héliopolis) et accepte la demande de Seth d'écarter Isis des délibérations. Il spécifia au passeur Anti de ne faire traverser aucune femme ressemblant à la déesse. Avec ruse Isis se métamorphose d'abord en une vieille femme prétendant apporter un pot de farine pour son fils affamé se trouvant sur l'île et corromp le passeur en lui offrant un sceau d'or. Puis, elle prend l'apparence d'une belle servante, se présente devant Seth et le séduit. Elle lui explique qu'étant devenue veuve, un étranger a profité de sa faiblesse et s'est approprié le bétail appartenant à son fils. Seth est scandalisé par l'injustice sans réaliser qu'il se juge ainsi lui-même, au regard de la légitimité d'Horus. Constatant que Seth s'est déjugé, Rê donne la couronne à Horus. Puis, Anti se voit puni en se voyant retirer l'extrémité de ses jambes : depuis, il maudit l'or, décrétant qu'il sera tabou dans sa cité. Dans une colère noire, Seth propose de gagner la couronne lors d'un combat sportif : une épreuve d'apnée sous la forme d'hippopotames. Isis lance un javelot qui frappe involontairement Horus. Elle lance l'arme à nouveau vers Seth mais, émue par ses lamentations, rappelle son harpon. Furieux, Horus décapite sa mère et prend la fuite. Seth retrouve son neveu puis arrache et enterre ses deux yeux et retourne se présenter devant le tribunal. Aveugle, Horus recouvre la vue grâce à la médecine d'Hathor. Rê conseille alors à Seth et Horus de se réconcilier lors d'un banquet. Seth invite Horus et, le soir tombé, tente une relation homosexuelle afin de l'humilier et de discréditer ses prétentions au pouvoir :

« Après le temps du soir, on dressa un lit pour eux, et les deux compagnons s'étendirent. Durant la nuit, Seth durcit son membre viril et le plaça en écartant les cuisses d'Horus ; alors celui-ci mit sa main entre ses cuisses et recueillit ainsi sa semence »

— Aventures d'Horus et Seth, extrait. Traduction de Claire Lalouette
Horus déjoue toutefois cet assaut et parvient à berner et humilier son oncle sur les conseils d'Isis qui, entre-temps, a recouvré sa tête grâce à Thot. Après une ultime joute nautique, la dispute est définitivement réglée par Osiris qui, depuis l'au-delà, menace de mettre fin à la fertilité de l'Égypte. Dans la crainte de cette éventualité, les autres dieux couronnent Horus. Seth, définitivement écarté du pouvoir, est appelé par Rê à monter sur la barque solaire et à le défendre contre Apophis. Il devient « celui qui hurle dans le ciel » et ouvre le chemin au soleil. Il remplit alors sa fonction de dieu des tempêtes en déchaînant ses cris sous forme de tonnerre pour écarter le danger.

#### Homosexualité divine

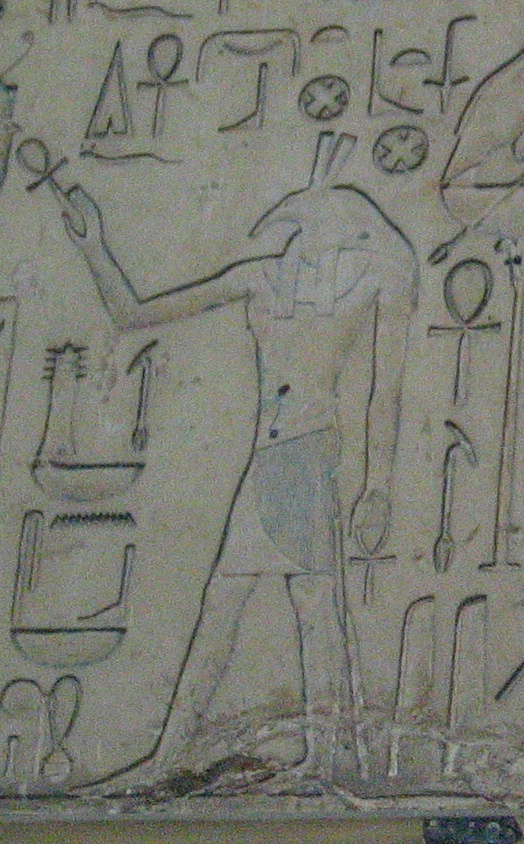
Seth. Détail d'un linteau du temple de Seth, XVIIIe dynastie, Musée égyptien du Caire.

L'assaut homosexuel de Seth sur son neveu Horus dans les Aventures d'Horus et Seth a d'abord passé pour un trait salace isolé qui témoignerait de la culture populaire, ipso facto vulgaire, de l'Égypte tardive (la période ramesside étant l'apogée, et les derniers feux de la période pharaonique). L'éditeur princeps, Alan Gardiner, critiquait ainsi la valeur à la fois littéraire et morale de l'œuvre, qu'il imaginait récitée par un conteur, à la veillée, devant des auditoires de paysans. De même, on a pu estimer que les Aventures, en raison de cet épisode de promiscuité et d'autres passages scandaleux comme la décapitation d'Isis, appartiennent à une branche spéciale de la littérature égyptienne. Mais deux autres passages homosexuels démentent cette conclusion et laissent à penser que l'homosexualité de Seth, tour à tour sexuellement agressif et passif (hemty), doit être un trait de sa personnalité divine comme figure de la confusion et du chaos. Le premier est connu depuis
1898 et figure dans les fragments du Papyrus de Kahun daté du Moyen Empire. Là, Seth interpelle son neveu en vantant la belle croupe de ce dernier : « La Majesté de Seth dit à la Majesté d'Horus : combien belles sont vos fesses ». Désemparé, Horus raconte à Isis que Seth veut le prendre sexuellement et celle-ci explique à son fils comment le duper durant le rapport :

« La Majesté d'Horus a dit à sa mère Isis… Seth désire avoir des relations avec moi. Et elle lui dit, prends garde, ne t'approche pas de lui à cause de cela ; quand il t'en parlera de nouveau, dis lui : tout bien considéré, c'est trop difficile pour moi à cause de ma nature, puisque tu es trop lourd pour moi ; ma force ne sera pas égale à la tienne, dis lui. Alors, quand il aura constaté ta force, place tes doigts entre tes fesses. Et voilà, ça donnera… et voilà, il jouira excessivement »

— Fragment du Papyrus de Kahoun. Traduction de Christian Bégaint.

Le second passage, plus ancien encore, est connu depuis 1977 et seulement publié pour la première fois en 2001. Il s'agit d'un fragment des Textes des pyramides, daté de la Ve dynastie et trouvé dans l'antichambre de la pyramide de Pépi Ier. Seth et Horus sont décrits comme se sodomisant mutuellement, chacun tenant un rôle actif : 

« Si Horus a amené sa semence dans le postérieur de Seth, c'est que Seth avait amené sa semence dans le postérieur de Horus ! »

— Textes des pyramides, extrait du chap. *1036. Traduction de Claude Carrier.

#### Naissance du disque lunaire
D'après le papyrus des Aventures, lorsque Seth tente de coucher avec Horus, ce dernier parvient à recueillir la semence de son oncle dans ses deux mains. Le jeune dieu, apeuré et ne sachant quoi faire, accourt auprès de sa mère Isis. La bonne déesse, horrifiée, se saisit d'un couteau, tranche les deux mains, les jette dans le Nil et lui en procure de nouvelles. D'après une variante des Textes des sarcophages, sur ordre de Rê, les deux mains purifiées par l'eau du fleuve, sont repêchées par le crocodile Sobek puis réimplantées par Isis à leurs places. La mère masturbe alors son fils et recueille sa semence dans un pot.

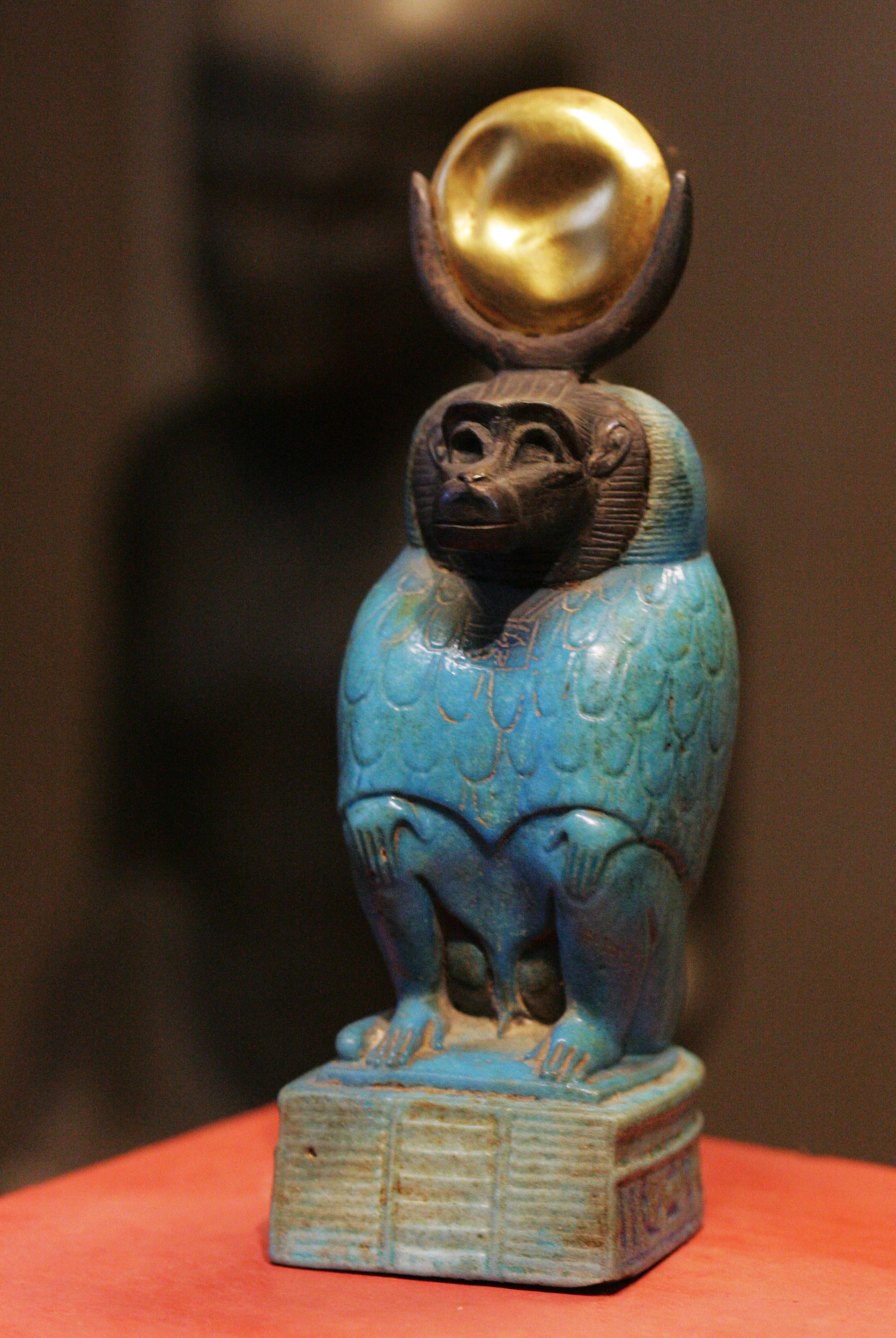
Thot, dieu-babouin au disque lunaire. Période ptolémaïque, Musée du Louvre.

Elle se rend ensuite dans le jardin potager de Seth. Après une discussion avec son jardinier, la déesse apprend que Seth ne mange que des laitues. Alors « Isis mit le sperme d'Horus sur celles-ci. Et Seth vint selon son habitude quotidienne, et mangea les laitues qu'il mangeait habituellement ! Et voici qu'il se retrouva gros du sperme d'Horus ». Ignorant tout de la ruse d'Isis et croyant avoir humilié Horus, Seth convoque Horus devant les dieux afin de se faire couronner pharaon : 

« Faites qu'on me donne la fonction de souverain, car Horus que voici, j'ai fait œuvre de mâle contre lui ». L'Ennéade poussa un grand cri. Ils crachèrent à la face d'Horus. Horus rit d'eux. Horus fit un serment par le dieu en ces termes : « Tout ce qu'a dit Seth est mensonge. Faites appeler le sperme de Seth, que nous voyions d'où il répondra, et qu'on appelle le mien, que nous voyions d'où il répondra. »

Thot s'empresse d'appeler la semence de Seth et elle lui répondit depuis le Nil. Il fait de même pour la semence d'Horus :

« Elle lui répondit : « Par où vais-je sortir ? ». Thot lui dit : « Sors par l'oreille ». mais elle répliqua : « Moi, liquide divin, je ne vais tout de même pas sortir par son oreille ! ». Thot lui dit : « Sors par son front ». Elle jaillit sous la forme d'un disque d'or sur la tête de Seth. Seth entra dans une rage folle et tendit la main pour se saisir du disque d'or. Thot le lui enleva et le plaça comme couronne sur sa tête. »

— Les Aventures d'Horus et Seth, extraits. Traduction de Michèle Broze.

#### Thot, fils des Deux Rivaux

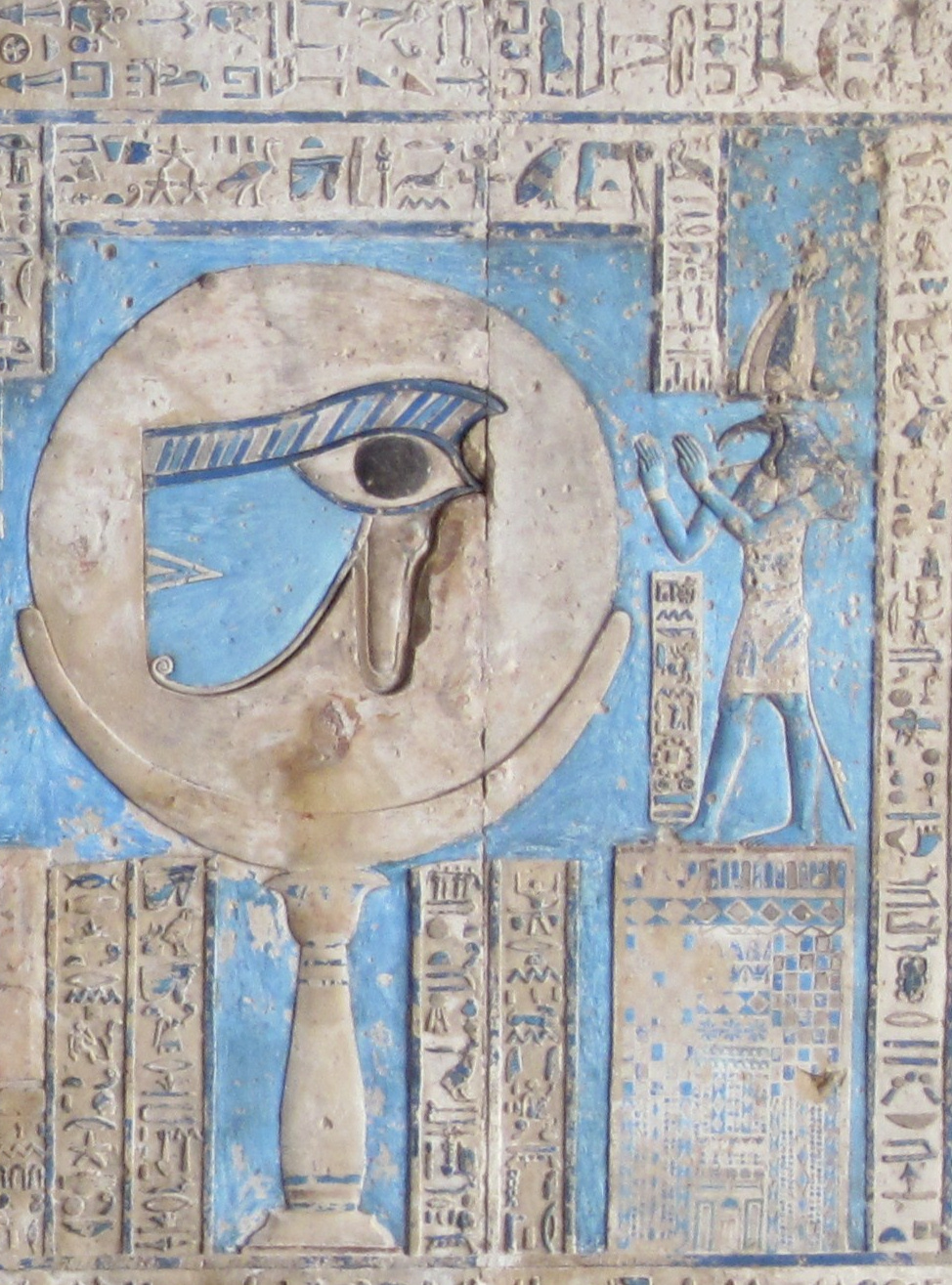
Thot en adoration devant le disque lunaire (Oudjat), plafond du temple de Dendérah, Période ptolémaïque.

D'après les Aventures, lorsqu’après la ruse d'Isis, Thot appelle la semence d'Horus, elle surgit hors du front de Seth sous la forme d'un disque d'or et se place sur la tête de Seth. En colère, il veut s'en saisir mais Thot, plus rapide, la fixe sur sa propre tête telle une couronne. Depuis 1962, grâce à une étude sur les mythes lunaires menée par le Belge Philippe Derchain (1926-2012), nous savons qu'il s'agit là d'une tradition relative à l'apparition de la Lune. Ce mythe a traversé toute l'histoire religieuse égyptienne. Déjà dans les Textes des pyramides, des allusions indiquent que le disque lunaire est identifié à Thot et à l'Oudjat, l'Œil d'Horus. D'autres allusions rapportent que l'Oudjat a été retiré du front de Seth, qu'il est à la merci de sa colère, qu'il peut s'en saisir ou le voler. Le mythe est attesté jusqu'à la période gréco-romaine. À Edfou, une scène montre pharaon offrir de la laitue à Min l’Ithyphallique tout en rappelant la conception singulière du singe Thot : 

« Ô Horus, prends la belle plante sur laquelle tu as éjaculé ta semence, elle s'est dissimulée en elle ; Seth l'Efféminé l'a avalé, il en a été fécondé, il a accouché d'un fils mâle qui est sorti de son front sous la forme d'un singe lorsque tu as été légitimé par l'Assemblée divine »

— Temple d'Edfou (E. II, 44). Traduction de Sylvie Cauville.
Dans les Textes des sarcophages, Thot s'adresse à Osiris, tel son petit-fils, lui rappelant sa conception : « je suis le fils de ton fils, la semence de ta semence, celui qui a séparé les Deux Frères ». Dans d'autres textes, le dieu lunaire est appelé le « fils des Deux Rivaux » ou le « fils des Deux Seigneurs qui est sorti du front ». D'autres allusions montrent que le conflit entre Seth et Horus prend fin lorsque Thot s'interpose entre les deux divinités et qu'il parvient à les réconcilier après leur longue querelle.

#### Symbolisme de la laitue

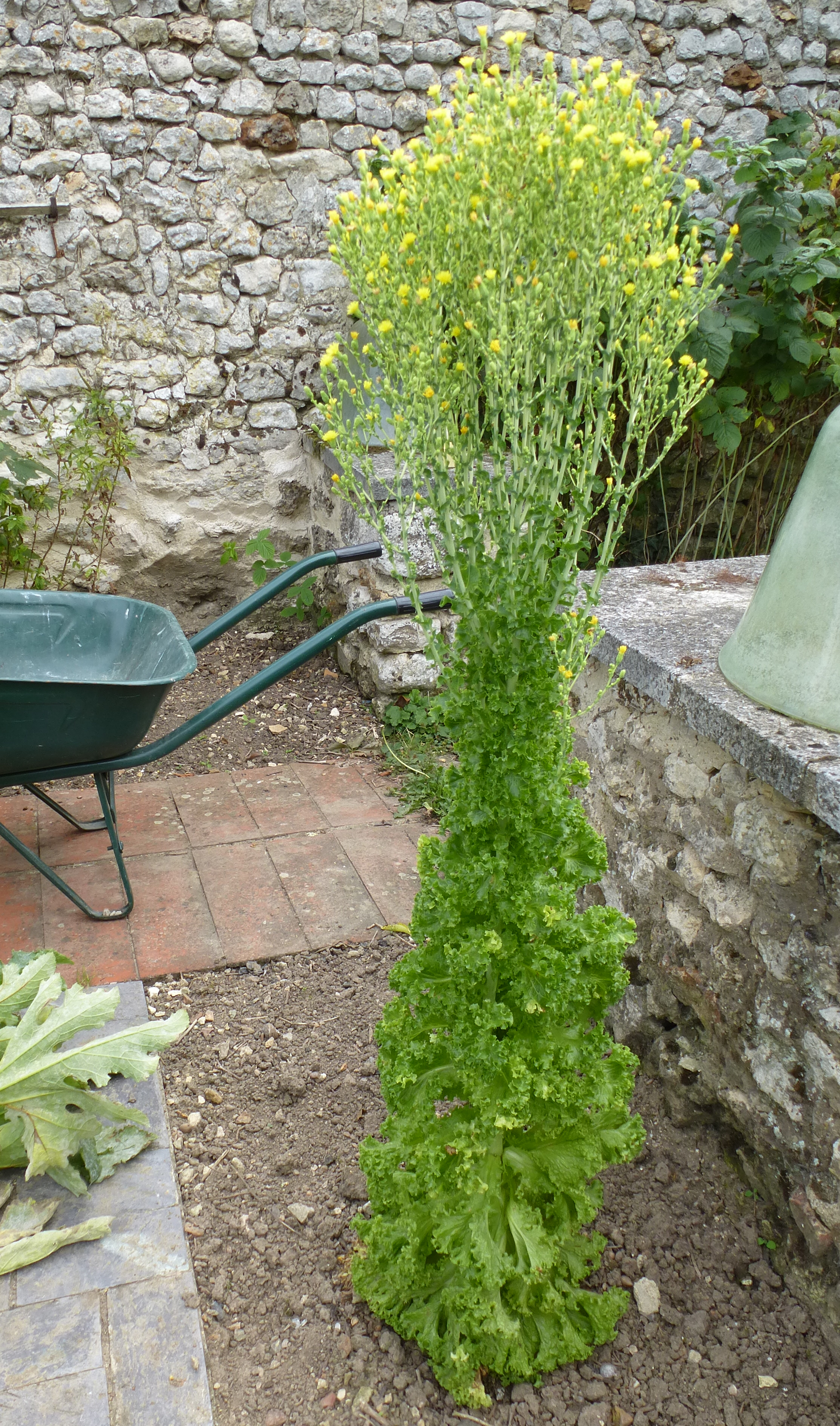
Laitue montée en fleur.

La laitue est dans la mentalité égyptienne un légume symboliquement lié à la fertilité masculine. Aussi, n'est-il pas anodin de voir la déesse Isis verser la semence d'Horus sur un plant de laitue afin de féconder Seth et ainsi le féminiser en l'engrossant. Dans le XVIe nome de Basse-Égypte, la relique conservée par la ville de Mendès est le phallus d'Osiris. En ce lieu, le mot menehep désigne conjointement ce phallus divin et la laitue sacrée plantée dans un jardin attenant au temple. Ce terme est un composé issu de la racine nehep « jaillir, saillir, féconder » et du préfixe me « dans ». Toujours à Mendès, la laitue est mise en relation avec le culte de Banebdjedet, le dieu-bélier considéré comme le réceptacle de l'âme-Bâ d'Osiris. Or, le bélier est un animal à fortes potentialités génésiques. Dans un papyrus ptolémaïque conservé par le Musée du Louvre, Seth de passage dans cette ville tente de détruire la laitue sacrée, signe visible et annonciateur de la venue au monde prochaine d'Horus, son concurrent à la succession d'Osiris.
La laitue est aussi mise en rapport avec le dieu Min de Coptos. Ce dieu est toujours représenté ithyphallique et, très souvent, avec des plants de laitue derrière lui. Dans les temples tardifs, à Edfou et Dendérah par exemple, des scènes montrent Pharaon offrir des laitues à Min, un don clairement assimilé au phallus. Là, le discours royal évoque le mythe de la fécondation de Seth l'efféminé par la salade. En retour de son offrande, le souverain égyptien attend de Min qu'il favorise la fertilité masculine. Selon une hypothèse avancée en 1924 par l'égyptologue allemand Ludwig Keimer (1892-1957) l'origine du symbolisme phallique de la laitue résulte du rapprochement entre le lactucarium de la plante et le liquide séminal. Un autre point de vue est défendu en 1985 par Michel Defossez qui met en avant les potentialités de croissance de la salade qui peut « monter » et atteindre, en Égypte, une taille dépassant le mètre, voire le mètre cinquante. Ce même auteur signale que dans l'Égypte contemporaine, la croyance populaire paysanne veut que le fait de manger de la laitue pour un homme le rend susceptible d'engendrer un grand nombre d'enfants.

#### Violeur de déesses

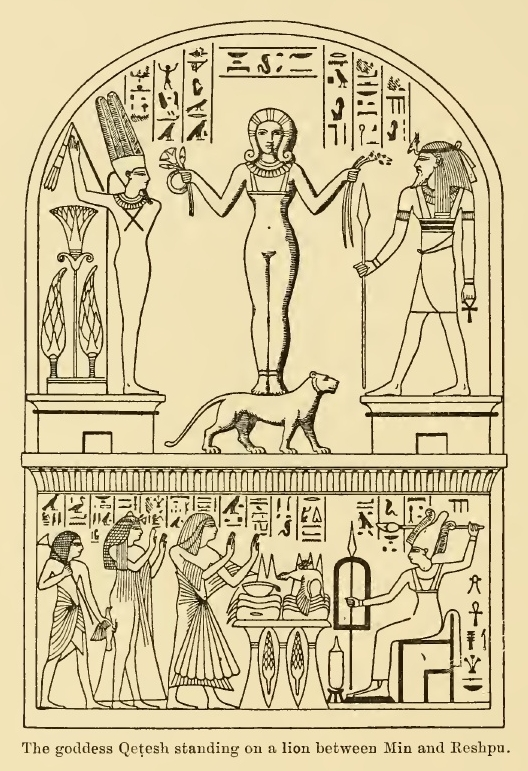
Croquis d'une stèle dédicatoire. En haut, Min, Qadesh, Reshep, en bas Anat. Nouvel Empire.

La sexualité confuse de Seth ne se limite pas à ses débordements homosexuels avec Horus, son neveu. Si le grec Plutarque fait de Seth l'époux de Nephtys, les sources égyptiennes, sans contredire ce point, sont cependant assez discrètes. D'après la documentation rencontrée, il serait plus juste de parler d'un lieu commun qui fait de Seth un mâle violeur. Même la déesse Isis a eu maille à partir avec lui. D'après le Papyrus Jumilhac, reflet des traditions du nome cynopolitain, lorsque « Seth vit Isis dans cet endroit, il se transforma en taureau pour courir après elle, mais celle-ci se rendit méconnaissable, en prenant l'aspect d'une chienne, avec un couteau, à l'extrémité de sa queue ». Dans l'impossibilité de la saillir, le taureau souilla de sa semence le sol du désert d'où poussèrent des pastèques au goût amer. D'après une autre source, Seth a également violé son épouse Anat ; il « la monta comme un taureau et saillit comme saillit un bélier. Mais la semence vola à son front et ses sourcils et il gisait dans son lit, dans sa maison ». Malade, Seth se trouve rétabli grâce à la médecine d'Isis. Une légende attribuée au nome tanite par le Papyrus Brooklyn fait de Seth le violeur de la déesse cobra Ouadjet, dame de la ville d'Imet (actuellement Tell Farâoun/Nebesheh), près de Bubastis ; « Il la viola en s'emparant d'elle, et elle devint enceinte de sa semence qui est aussi devenue pour lui Thot qui sort du front ». Les viols d'Anat et Ouadjet se présentent comme des variantes de l'étrange naissance du disque lunaire évoquée par les Aventures. Tous ces récits se basent sur deux jeux de mots majeurs. Premièrement sur le mot égyptien metout qui signifie conjointement « semence » et « venin » et, deuxièmement, sur la paronymie des mots oupet « front » et oupty « singe ». Concernant le viol de Ouadjet, lors de l'assaut, Seth est touché au front par le venin lancé par la victime. Il se produit ainsi un échange de semences, le dieu fécondant la déesse et inversement. Blessé par le venin-semence, Seth donne naissance à Thot qui surgit hors de son front. La déesse Ouadjet donne quant à elle la vie à un singe prématuré dans les eaux du Nil où il reste immergé. Ce petit être symbolise l'astre lunaire dans sa période d'invisibilité mais prêt à réapparaître.

#### Nephtys, l'épouse adultère

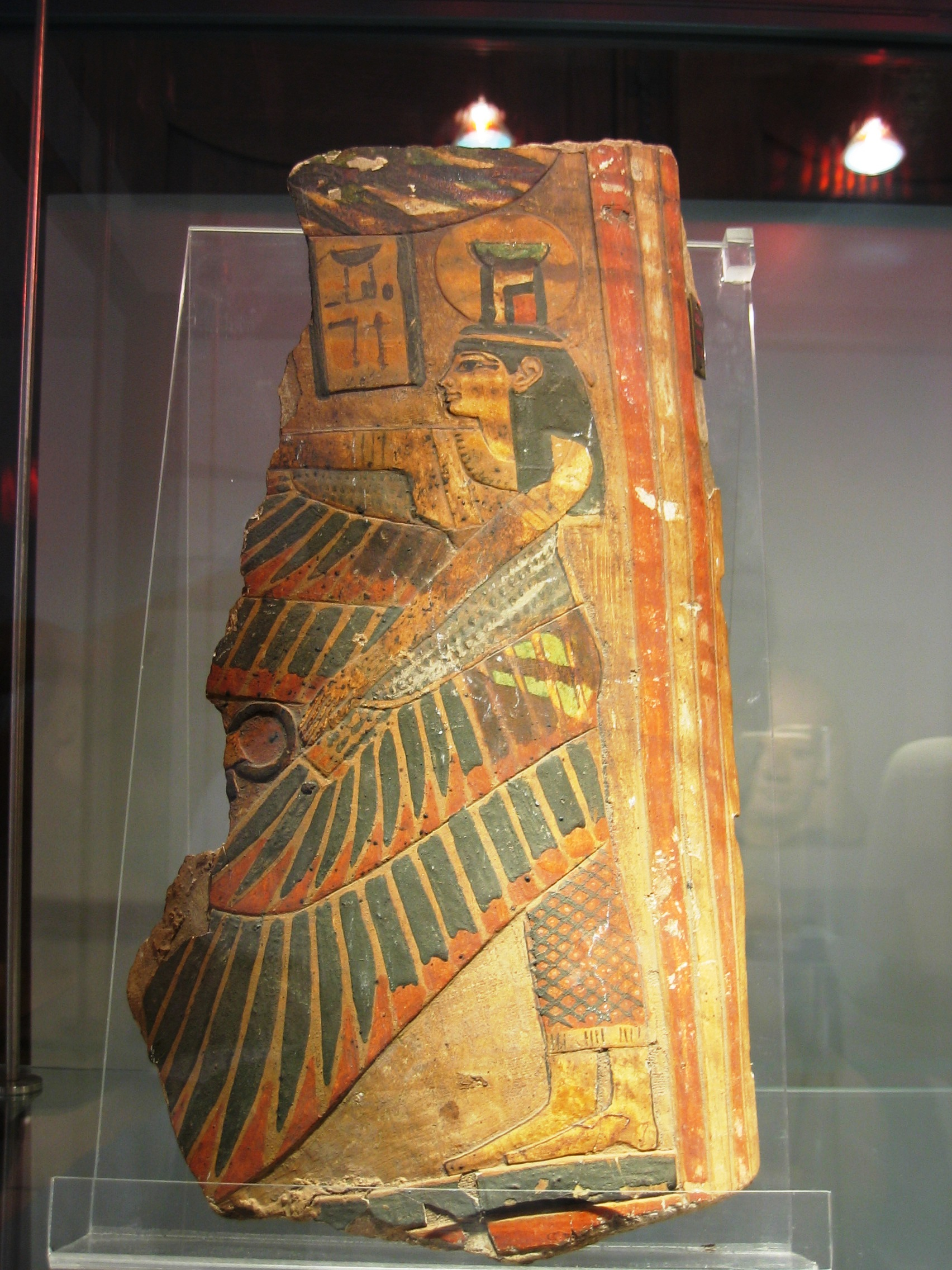
Nephtys sur un fragment d'un sarcophage., Musée Barracco de Rome.

D'après le Grec Plutarque, la déesse Nephtys est l'épouse de Seth. Celle-ci est inféconde avec lui et une allusion des Textes des pyramides va même jusqu'à affirmer qu'elle est privée de vagin. Cependant, avec Osiris qui croyait s'unir avec Isis, elle conçoit clandestinement Anubis. Dans la peur de Seth, Nephtys abandonne son fils et le confie aux bons soins d'Isis qui l'élève comme son propre enfant. Depuis lors, Anubis le dieu chacal est le gardien et le protecteur de sa mère adoptive pourchassée par Seth (Sur Isis et Osiris, § 14). L'union de Seth et Nephtys est confirmée par des sources égyptiennes. Dans la ville de Seper-Merou consacrée à Seth, la déesse est ainsi placée à ses côtés en disposant d'un sanctuaire propre à son culte. Pour Plutarque la stérilité de Nephtys avec Seth est une métaphore destinée à expliquer l'infertilité des sols agraires rendus secs et durs par un excès de chaleur et un manque d'eau. Cet auteur explique le mythe osirien en faisant des deux frères Osiris et Seth des dieux cosmiques antagonistes mais complémentaires. À Osiris, il attribue les notions bénéfiques de calme, de justice, de fertilité et d'humidité tandis qu'à Seth échoient les notions négatives de colère, d'injustice meurtrière, d'infertilité et de chaleur dévastatrice. Osiris est l'eau du Nil qui féconde Isis, c'est-à-dire l'étroite bande de terre située de part et d'autre du fleuve chargée des limons noirs et fertiles charriés par la crue annuelle. Quant à Nephtys, elle est le symbole des parties extrêmes de la terre d'Égypte, les terres qui sont proches du désert et de la mer, à savoir les deux zones gouvernées par Seth. Ces terres extrêmes sous l'influence de Seth sont habituellement desséchées et infécondes. Mais, lors d'inondations plus fortes, elles se trouvent sous la puissance fécondante d'Osiris. Gorgées d'eau, ces terres stériles deviennent propre à la vie et aussitôt voient croître des plantes. Tel est le cas du mélilot dont une couronne tressée laissée par Nephtys sur le lit d'Osiris a permis à Isis et Seth de constater l'union du couple illicite (Sur Isis et Osiris, § 38).

#### Isis, la sœur rivale

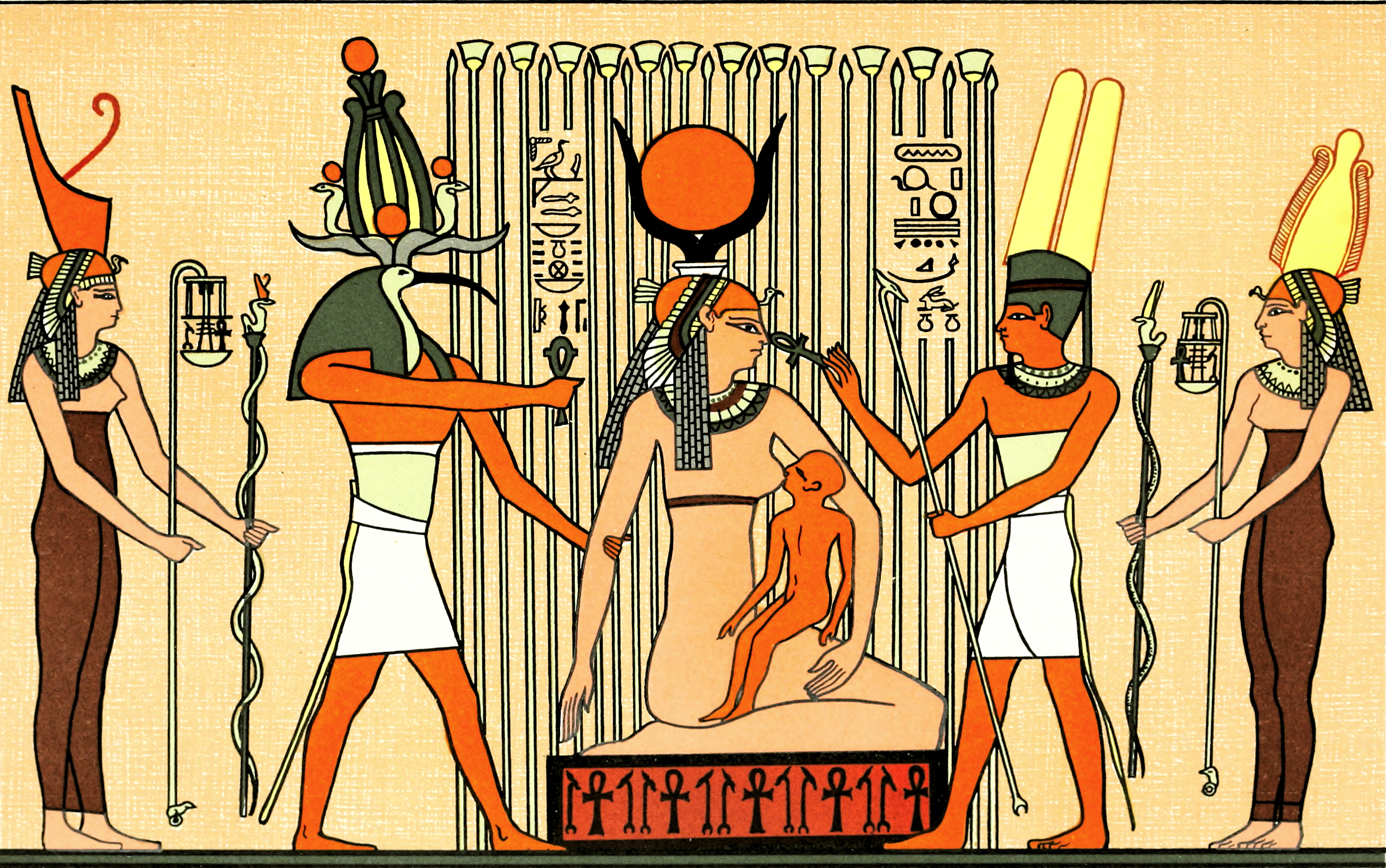
Isis et Horus cachés de Seth dans les marais à papyrus de Chemnis. Croquis d'après un bas-relief d'un temple ptolémaïque.

Frère et sœur, Seth et Isis entretiennent des relations basées sur la rivalité et le conflit.
La déesse Isis est le personnage principal du mythe osirien, bien plus que son époux Osiris qui est un personnage essentiellement passif du fait de sa mort tragique. Dotée d'un caractère vif et rusé ainsi que d'une puissance magique incomparable, Isis devient au cours du premier millénaire avant notre ère, la figure la plus populaire du panthéon égyptien. Son adoration s'exerce même au-delà des frontières égyptiennes lorsque les cultes isiaques se sont vus se répandre dans tout l'Empire romain. Dans de nombreux épisodes mythologiques, la déesse joue le rôle touchant de la mère parfaite, prête à tous les stratagèmes afin de venir à bout des prétentions royales de Seth. Fidèle à Osiris par delà la mort, elle éloigne l'assassin du trône en concevant le malingre Horus, né d'une union posthume entre elle et la momie d'Osiris. Durant l'enfance d'Horus, la déesse-mère, dans la peur de Seth, est condamnée à l'errance et, cachée dans les marais de Chemnis, elle élève son fils avec l'aide de quelques proches dont Thot, Anubis et Nephtys. Toujours sur ses gardes, Isis se doit de protéger la vie de son fils qui est constamment en danger de mort. Débarrassé d'Horus, Seth est le seul prétendant au trône. Durant cette période d'exil, la colère de Seth se manifeste au détriment d'Horus sous la forme de fièvres, de piqûres de scorpions et de morsures de serpents toutes heureusement guéries par la magie médicale des dieux alliés. Isis doit aussi veiller à échapper aux assauts sexuels de Seth. Pour ce dernier, violer Isis l'épouse d'Osiris et la reine d'Égypte revient de facto à contracter un mariage et ainsi à s'emparer définitivement de la fonction royale tant convoitée. Dans les Aventures d'Horus et Seth, au milieu du récit, un épisode cocasse rapporte qu'Isis a retourné la libido débordante de Seth à son encontre. Tandis que les dieux s'offrent une pause lors de leurs délibérations pour savoir à qui des deux rivaux doit revenir le trône, Isis se transforme en la plus désirable des jeunes femmes du monde. Aussitôt Seth remarque la belle et veut la séduire. Voyant que Seth veut lui être agréable, Isis lui expose sa vie dans une parabole :

« Moi, j'étais l'épouse d'un pasteur…, je lui donnai un fils ; mon mari est mort et le garçon a pris la responsabilité du troupeau de son père. Mais voilà qu'un étranger arrive et s'installe dans mon étable et s'adresse en ces termes à mon jeune enfant : « Je te battrai, m'emparerai du troupeau de ton père et je te jetterai dehors ». C'est ce qu'il lui a dit. Et je désire faire en sorte que tu sois son champion ». À quoi Seth répondit : « Est-ce à l'étranger qu'on donne le troupeau, tandis que le fils du patriarche est laissé pour compte ? »

— Aventures d'Horus et Seth (extrait). Traduction de Michèle Broze.
En entendant cette histoire, Seth tombe dans le piège. Il s'offusque et donne raison à la belle. Folle de joie, Isis raille Seth qui s'est déjugé lui-même de ses prétentions. Vexé, ce dernier répète la fable à Rê mais en des termes altérés qui nuisent encore plus à sa cause. Halluciné par la bêtise de Seth, Rê ne peut que donner raison à Horus et ordonne son couronnement.

### Punition de Seth

#### Procès

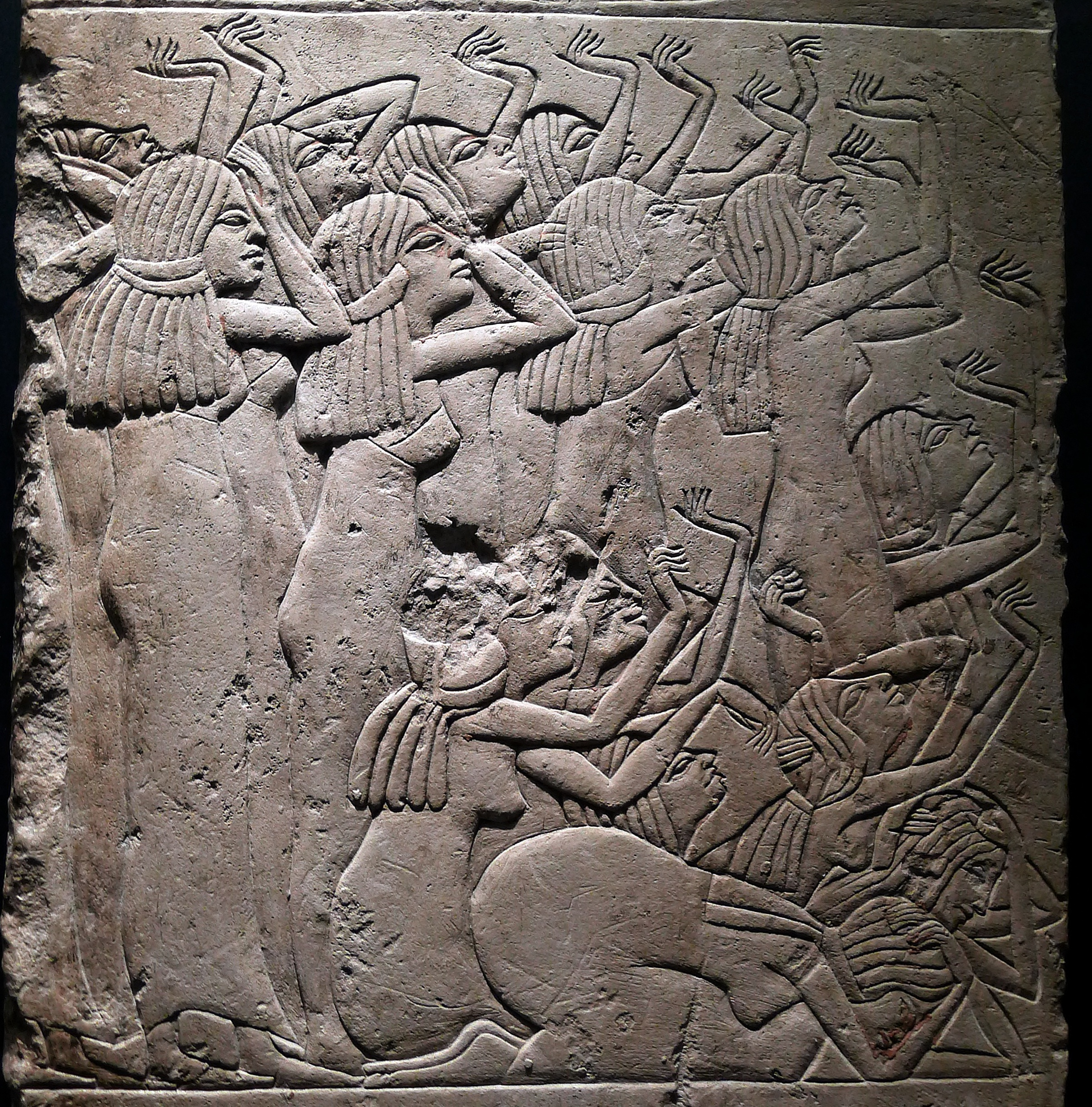
Désarroi des pleureuses durant des funérailles. XVIIIe dynastie, Musée du Louvre.

Dans le mythe osirien, la mort n'est pas un état de fait mais une personne, à savoir Seth le meurtrier. Le moment le plus critique, l'acmé du mythe, n'est cependant pas l'assassinat d'Osiris et son démembrement par Seth mais sa renaissance qui n'est pas garantie par avance. La première étape du retour d'Osiris est la reconstitution de son corps. Son épouse Isis parcourt le pays et, au bout d'une longue quête, parvient à rassembler les quatorze lambeaux que le meurtrier avait dispersé. La seconde étape est la lutte d'Horus pour faire reconnaître ses droits à la succession au trône. Sans cette reconnaissance, Horus n'est rien. Il en va de même pour Osiris, tant que son fils n'est pas conforté dans ses droits, il reste une victime inerte privée de tout statut. Ce n'est qu'après le couronnement d'Horus qu'Osiris trouve une place sociale dans le cosmos ; celle de souverain de l'au-delà entouré et protégé par les dieux. L'épisode le plus important, tant pour Horus que pour Osiris, est celui de l'affrontement judiciaire qui voit le fils et le père triompher de Seth. Jugé et puni par ses pairs, Seth (et donc la mort) est éliminé et vaincu. Lors des cérémoniels funéraires, chaque défunt égyptien, par la magie des rituels et des paroles invocatoires devient un nouvel Osiris et suit la même procédure judiciaire. Comme chaque décès est une atteinte à la maât, chaque enterrement devient une procédure visant à s'emparer de Seth. Le but recherché n'est pas de nier la mort (chaque défunt se doit de rejoindre l'au-delà de la nécropole) mais de rétablir l'équilibre social que Seth a bouleversé en s'en prenant à l'un des membres du corps social. Par la capture de Seth et le versement de son sang par le truchement d'un sacrifice taurin il s'agit de mettre fin à la confusion que le trublion divin a semé au sein de la famille et, plus largement, dans l'ensemble de la communauté égyptienne.

« [Isis] allaite l'enfant dans la solitude d'un lieu inconnu, l'intronise, son bras devenu fort, dans la Grande Salle de Geb. Alors l'Enéade est pleinement en joie ! « Bienvenu ! fils d'Osiris ! Horus au cœur ferme, justifié, fils d'Isis, héritier d'Osiris ! » Le tribunal de justice est réuni pour lui ; l'Ennéade, le Seigneur Universel lui-même. Les Seigneurs de Justice se sont ralliés à elle, voici qu'ils se détournent de l'injustice eux qui siègent dans la Grande Salle de Geb, pour donner la fonction royale à son possesseur, la royauté à qui elle revient de droit. On trouve que la voix d'Horus est juste. (…) On a livré au fils d'Isis son ennemi qui a succombé à sa force. On a fait du mal à l'adversaire. Celui qui attaque le fort, son malheur l'atteint ! Le fils d'Isis a défendu son père. Son nom devient sacré et bienfaisant. Le respect s'est reposé en sa place, la révérence est rétablie selon ses propres lois. (…) Le pays est pacifié sous l'autorité de son seigneur. La justice est établie pour son Seigneur, on tourne le dos à l'injustice. Ton cœur est heureux, Onnofris ! Le fils d'Isis a reçu la couronne blanche, la fonction de son père lui a été transmise au sein de la Grande Salle de Geb (…) »

— Grand hymne à Osiris du Louvre (extraits). Traduction de A. Barucq et Fr. Daumas.

#### Victoire d'Horus
La victoire du jeune Horus sur son oncle Seth est l'un des points essentiels du mythe osirien. Le conte ramesside des Aventures d'Horus et Seth, aussi dénommé Procès d'Horus et Seth, rédigé aux alentours du -XIIe siècle, rapporte un long conflit judiciaire entre deux logiques successorales. En fin de compte, au bout de 80 ans, Rê le juge suprême donne la préférence à la succession directe (du père au fils) sur la succession collatérale (du frère au frère). Cette notion judiciaire est évoquée dès les Textes des pyramides, dans la chambre funéraire de Pépi Ier (XXIIIe siècle). Un passage évoque le procès de Seth devant le tribunal des dieux à Héliopolis dans le Hout-Ser ou « Château du Prince ». Le prêtre ritualiste rappelle à Seth sa défense maladroite devant ses juges ; ses paroles n'ayant pas convaincu le dieu Geb et l'Ennéade. Le verdict de Geb, père d'Osiris et Seth, en faveur de son petit-fils Horus est le reflet d'une volonté politique. Il s'agit de privilégier le fils et de rendre le frère illégitime en cas de conflit dynastique au sein de la famille royale :

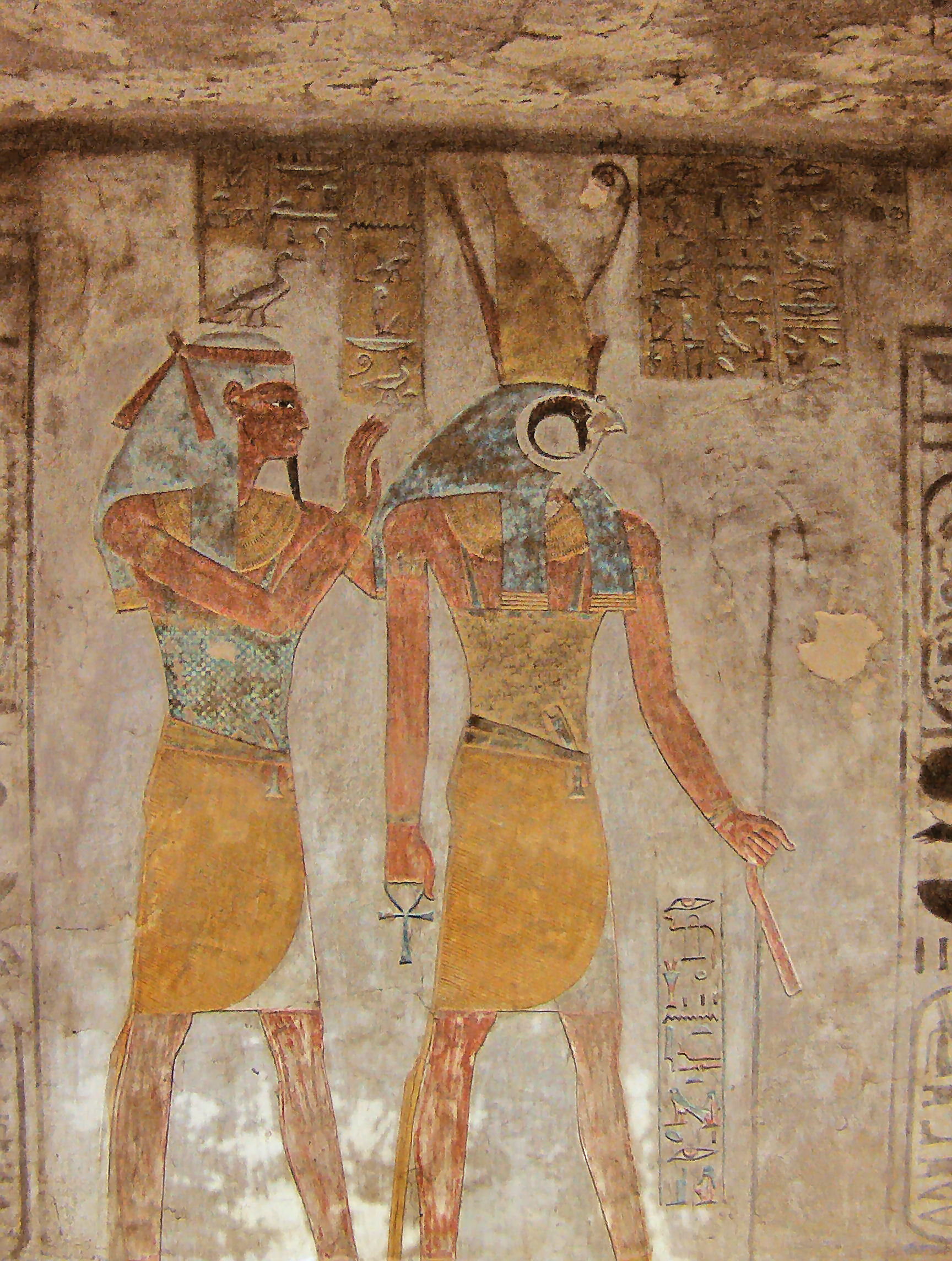
Geb assurant la protection d'Horus. Tombe du roi Sethnakht,.

« Souviens-toi, Seth et place dans ton esprit

cette parole qu'a dite Geb et cette menace qu'ont brandie les dieux

contre toi dans le Château du Prince à Héliopolis

parce que tu avais jeté Osiris à terre

quand tu as dit, Seth :

  « Je ne peux avoir fait cela en vérité contre lui ! »

alors que tu avais disposé de lui t'étant sauvé,

alors que tu avais disposé de Horus ; quand tu as dit, Seth :

  « Il m'a en vérité attaqué ! »

— est alors survenu ce nom qui est sien de "Ikouta" — ;

quand tu as dit, Seth :

  « Il m'a en vérité assailli ! »

— est alors survenu ce nom qui est sien de "Orion",

aux longues jambes et aux foulées amples

qui est à la tête de la Haute Égypte.

Redresse-toi, Osiris, puisque Seth s'est déjà redressé

car il a entendu la menace des dieux parlant du père du dieu ! »
— Claude Carrier, Textes des Pyramides, Extrait du chap. 477
La défense de Seth ne consiste pas à nier son geste meurtrier mais de fournir une explication censée le disculper. Afin de pouvoir prétendre à l'héritage d'Osiris, Seth rejette la faute sur son frère Osiris qui, selon lui, l'aurait attaqué en premier. Seth aurait alors été contraint de riposter en état de légitime défense. Selon ce dernier, Osiris a été victime de sa propre brutalité. Cet argument ne dupe pas son auditoire et les juges condamnent Seth. Le discours de Seth permet même la création de deux glorieux surnoms attribués à Osiris. Le terme ik « attaquer » qui peut aussi se traduire par « secouer » est à l'origine de Ikouta « Celui-qui-secoue-la-terre », tandis que le terme sah « assaillir, atteindre » est à l'origine du nom Sah désignation égyptienne de la constellation d'Orion, la forme astrale d'Osiris dans le ciel nocturne.

#### Bête de sacrifice

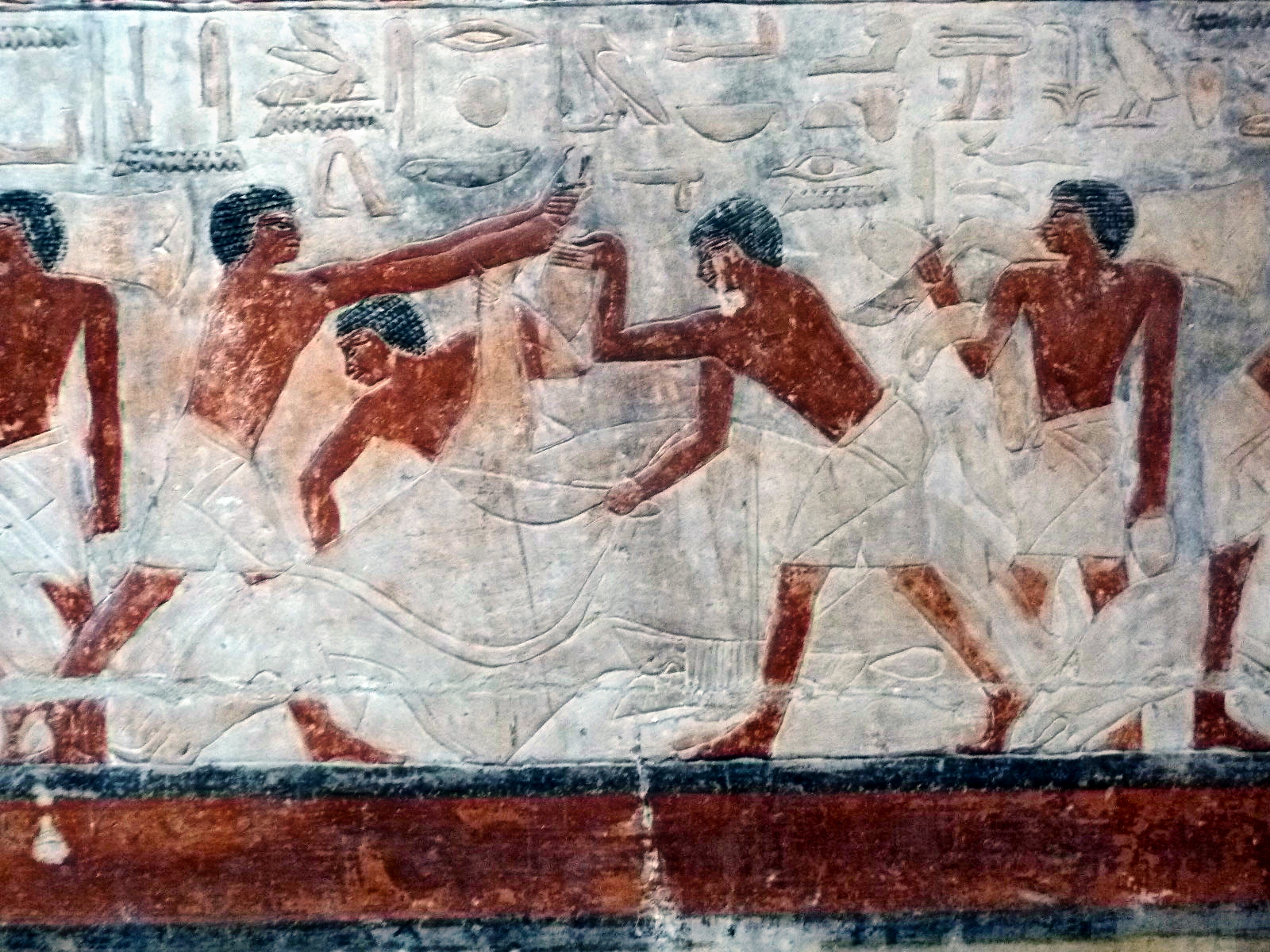
Scène de sacrifice. Mastaba de Kagemni, Ancien Empire.

Déféré devant le tribunal divin, Seth est reconnu coupable par les dieux. Il est fait prisonnier et solidement ligoté. Horus et Osiris sont rétablis dans leurs droits ; le fils règne sur la terre et le père sur le monde de l'au-delà. Tout au long de l'histoire égyptienne, de l'Ancien Empire à la période gréco-romaine, la condamnation de Seth et son exécution donnent lieu à un rite d'abattage sacrificiel. Un taureau est conduit devant la momie du défunt et sa mise à mort constitue la fin de la liturgie funéraire. Dans la pensée mythologique égyptienne Horus et Osiris symbolisent la pérennité des liens familiaux par delà la mort. Horus est le fils idéal qui offre au père décédé les rituels funéraires et donc une place dans l'éternité. En contrepartie, Osiris est l'ancêtre idéal qui, depuis l'au-delà, offre aux vivants la prospérité agraire, la fertilité des troupeaux, en bref, l'épanouissement de la descendance. Osiris est aussi le symbole du pouvoir monarchique. Or tout pouvoir doit faire face à l'opposition et à la rébellion. Le geste meurtrier de Seth sur Osiris est une transgression qui doit être suivie d'un châtiment. La mort sacrificielle de Seth vise à rétablir l'ordre cosmique que son action funeste a ébranlé. Seth n'est pas le Diable ou le Mal absolu tel qu'il est entendu dans les conceptions chrétiennes. Seth est la contrepartie d'Osiris ; l'agent qui apporte la canicule, la sécheresse, le désordre et la stérilité. Seth participe à une dynamique ; il explique la présence du mal et de la mort dans le monde. Mais, en même temps, à travers son assimilation à l'animal sacrifié, Seth est la mort que l'on peut faire mourir. Le sacrifice du taureau symbolise la fin de Seth, la fin de la mort, la fin de l'ennemi, la fin de la dualité Vie / Mort. Lors du sacrifice, le coup que Seth a porté à Osiris rejaillit sur lui. Ce fait est murmuré à l'oreille du taureau par une prêtresse qui joue le rôle d'Isis. La puissance vitale de Seth, contenue dans le sang de l'animal sacrifié, est offerte au défunt. Pour ce dernier, la mort est une maladie dont on peut guérir ; la guérison complète coïncide avec l'exécution du taureau. Dans le rituel de l'Ouverture de la bouche, point d'orgue des cérémoniels funéraires, les cinq sens sont redonnés au défunt. Le rite donne lieu à une série de sacrifices animaliers où le prêtre cérémoniaire joue le rôle d'Horus. Les animaux sont les substituts de Seth et de ses complices qui s'en sont pris au défunt :
« Le prêtre Sem : tendre le bras vers le taureau-nag de Haute-Égypte.

Le Boucher : monter sur lui, découper son cuissot, extraire son cœur.

Paroles dites par la Grande-Djeret à son oreille :

Ce sont tes lèvres, qui ont fait cela contre toi. Ta bouche s'ouvrira-t-elle ?

Amener un bouc, lui trancher la tête. Amener une oie du Nil, lui trancher la tête.

Paroles dites par le Cérémoniaire :

Je me suis emparé de lui pour toi, et je t'amène ton ennemi afin qu'il soit sous toi, ses bras au-dessus de lui.

Je l'ai tué pour toi ! N'approche pas de ce dieu ! »
— Jean-Claude Goyon, Le Rituel de l'Ouverture de la bouche, Scène XXIII

#### Porteur d'Osiris

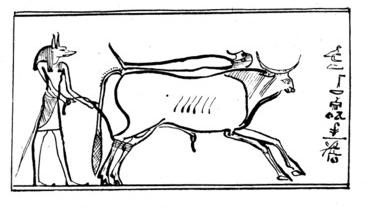
Anubis capture Seth transformé en taureau lors du vol de la momie d'Osiris. Illustration du Papyrus Jumilhac, période gréco-romaine.

Dès l'époque des Textes des pyramides (VIe dynastie), la littérature funéraire déclare que Seth est condamné à porter Osiris sur son dos. À partir de la dynastie saïte (XXVIe dynastie) ce propos vient à être illustré sur les sarcophages, dans les temples et les tombeaux par le taureau Apis portant une momie vers son tombeau. D'après le Papyrus de Brooklin, une monographie religieuse rédigée sous Psammétique Ier et traitant des mythes du Delta, le transport des lambeaux du corps d'Osiris est confié à deux animaux ; les viscères sur le dos du taureau Mnévis, le tibia et l'omoplate sur celui d'un âne guidé par Isis. Selon un épisode mythique rapporté par le Papyrus Jumilhac (époque gréco-romaine), Seth est capturé au lasso par Anubis, castré par ce dernier et condamné à porter la momie d'Osiris sur son dos. Depuis sa castration, Seth porte le nom de Bata, le bœuf sacré de la ville de Saka.
Le transport d'Osiris sur le dos de Seth a été diversement interprété par les égyptologues. Pour Hermann te Velde, une allusion des Textes des pyramides montre que le taureau ou la tête de taureau ont un rapport avec la barque funéraire chargée de convoyer les défunts vers la nécropole. Il est plausible de penser que la barque d'Osiris ait pu être décorée avec la tête d'un taureau sacrifié. Placé à la proue, le protome représente Seth portant le défunt en tant que bateau funéraire. Pour Frédéric Servajean, le Papyrus Jumilhac est à mettre en rapport avec le Conte des deux frères, un texte mythologique ramesside qui narre les aventures d'Anubis et Bata. Dans ce texte, durant la période des semailles, Anubis propriétaire d'une grande ferme ordonne à Bata, son valet, de porter sur ses épaules une lourde charge de grains, du grenier depuis les champs. Après une étude structurelle des deux textes, il apparait que le transport de la momie ou des grains par Bata (Seth castré) aurait pour origine un ancien mythe agraire où Anubis est un dieu civilisateur qui fait passer les animaux du monde sauvage au monde domestique.

#### Constellation de la Patte-du-Taureau (Grande Ourse)

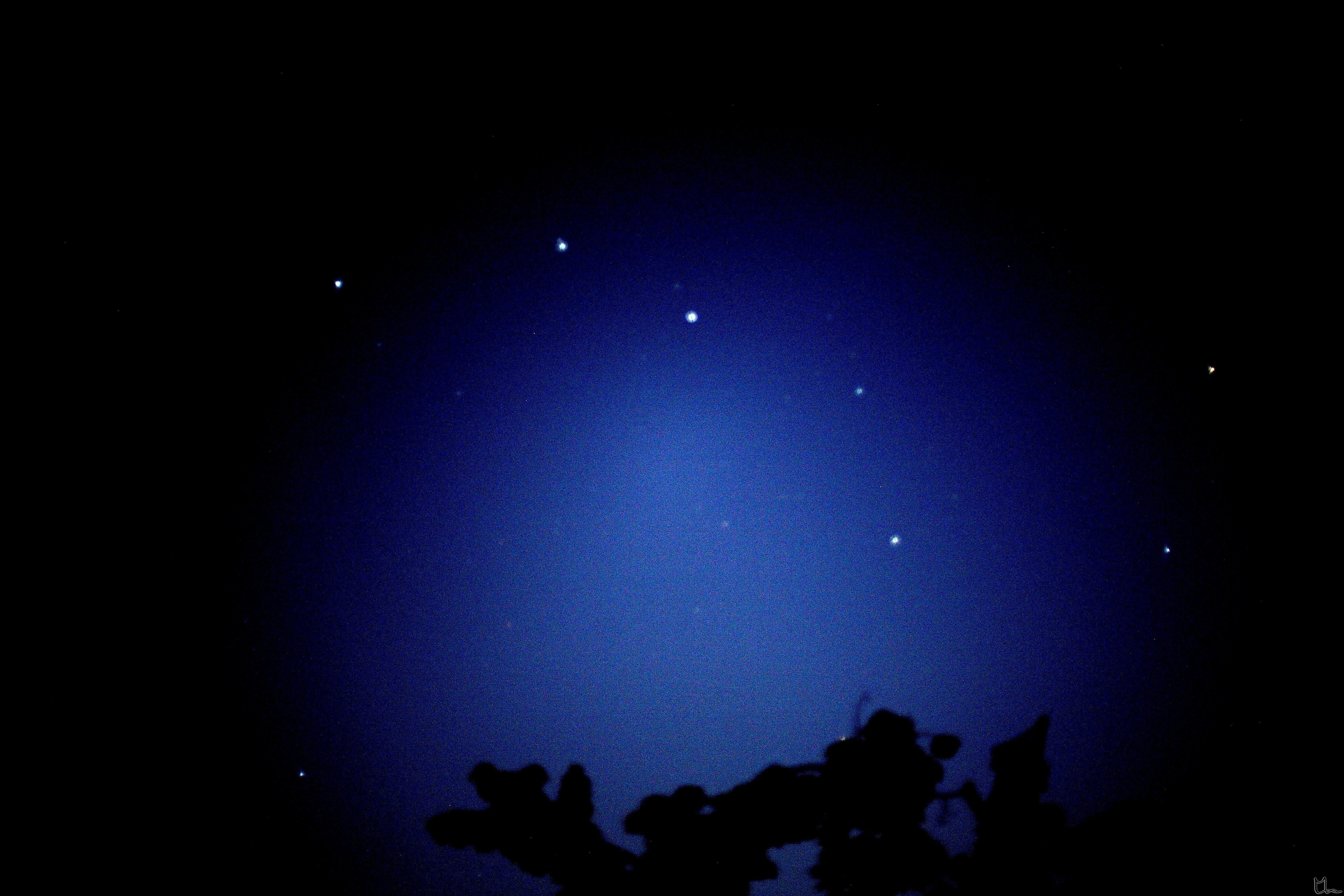
Les sept étoiles de la Grande Ourse.

D'après une tradition égyptienne rapporté par le papyrus Leide I348, Seth tue Osiris alors qu'il s'est transformé en taureau. Il frappe son frère avec sa patte antérieure, une partie du corps dénommée khepesh en langue égyptienne : « la patte avant, la massue de Seth avec laquelle en tant que taureau il tua Osiris ». Selon le Papyrus Jumilhac (époque gréco-romaine), Horus s'est vengé de Seth en anéantissant tous ses complices, en détruisant ses possessions et en mutilant l'agresseur. Il lui coupe la patte et la jette dans le ciel, formant ainsi une nouvelle constellation :

« Après avoir fait cesser le combat et avoir taillé en pièces les rebelles, il anéantit Seth, extermina ses alliés, détruisit ses villes et ses nomes, effaça son nom dans ce pays ; après avoir mis en pièces ses statues dans tous les nomes et avoir coupé son khepesh, il l'emporta au milieu du ciel, des génies étant là pour le garder ; c'est la Meskhtyou (= Grande Ourse) du ciel septentrional, et la Grande Truie (= Taouret) le tient, de telle sorte qu'il ne puisse plus naviguer parmi les dieux. »

— Papyrus Jumilhac, XVII, 9-12. Traduction adaptée d'après Jacques Vandier.
Dans les sept étoiles qui constituent la constellation de la Grande Ourse (ou Grand chariot), les Anciens Égyptiens voyaient soit une herminette-meskhtyou soit la cuisse avant d'un taureau. D'après le chapitre 17 du Livre des Morts, les enfants d'Horus sont quatre des sept divinités chargée de protéger Osiris d'une ruade de Seth. Dans les scènes astronomiques peintes sur les sarcophages à partir de la Première Période intermédiaire et sur les plafonds des tombes du Nouvel Empire, les sept étoiles sont figurées soit comme une patte, soit comme un taureau en entier. La dangerosité de ce dernier est maîtrisée par la déesse Taouret figurée avec un corps d'hippopotame muni de pattes de lion et d'un dos de crocodile (peut-être la constellation du dragon).

Astronomie égyptienne
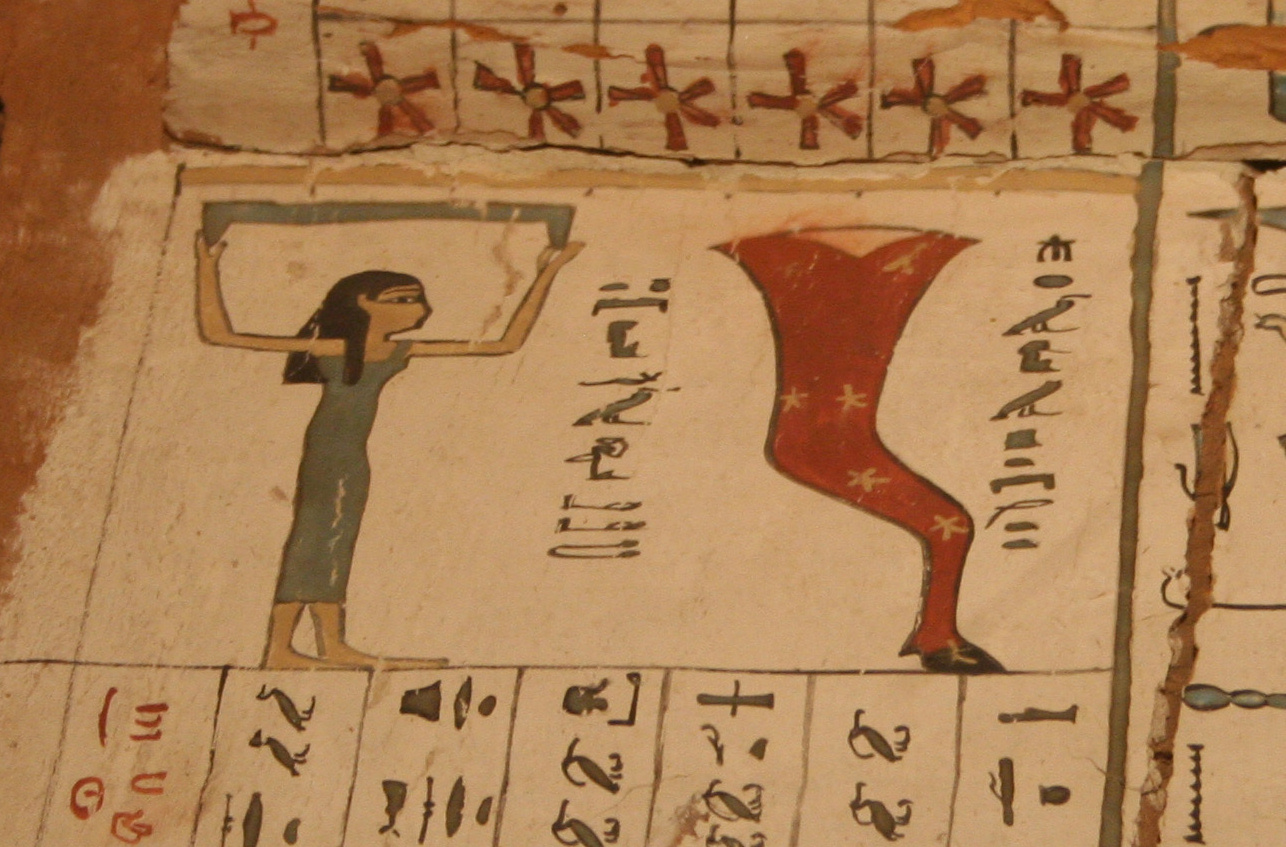
La déesse Nout et la constellation Mésekhy (Grande Ourse). Cercueil du Moyen Empire, Roemer und Pelizaeus Museum de Hildesheim.
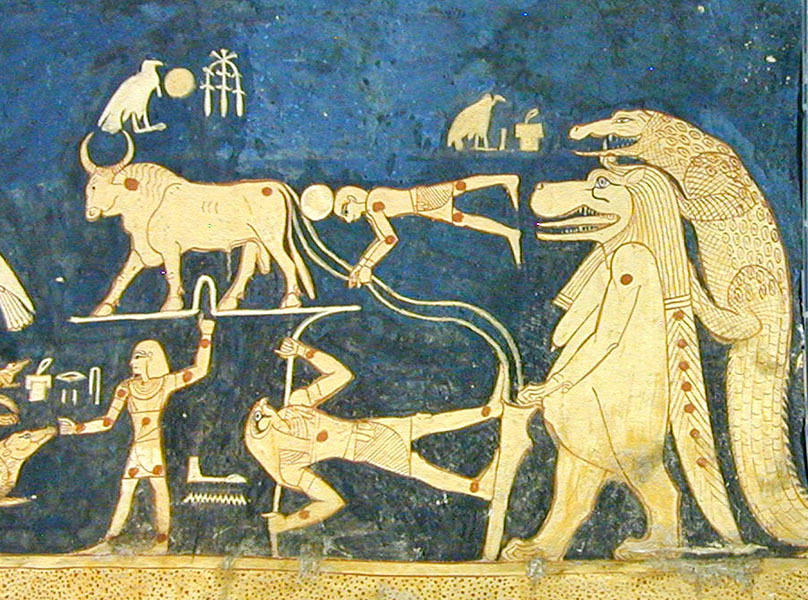
Le taureau séthien enchaîné à Taouret. Plafond astronomique du tombeau de Séthi Ier, XIXe dynastie.

## Lieux de culte
Tout au long de l'histoire de l'Égypte antique, le dieu Seth a bénéficié de lieux de culte, grands ou petits, disséminés le long de la vallée du Nil mais de préférence en lisière du désert au débouché de routes caravanières. Les hauts lieux de la croyance ont été le temple de la ville de Noubt (Ombos), le temple de Seper-Merou et le temple d'Avaris (Pi-Ramsès). Ces trois sanctuaires sont à présent arasés.

### Zones désertiques

#### Seigneur des pays étrangers

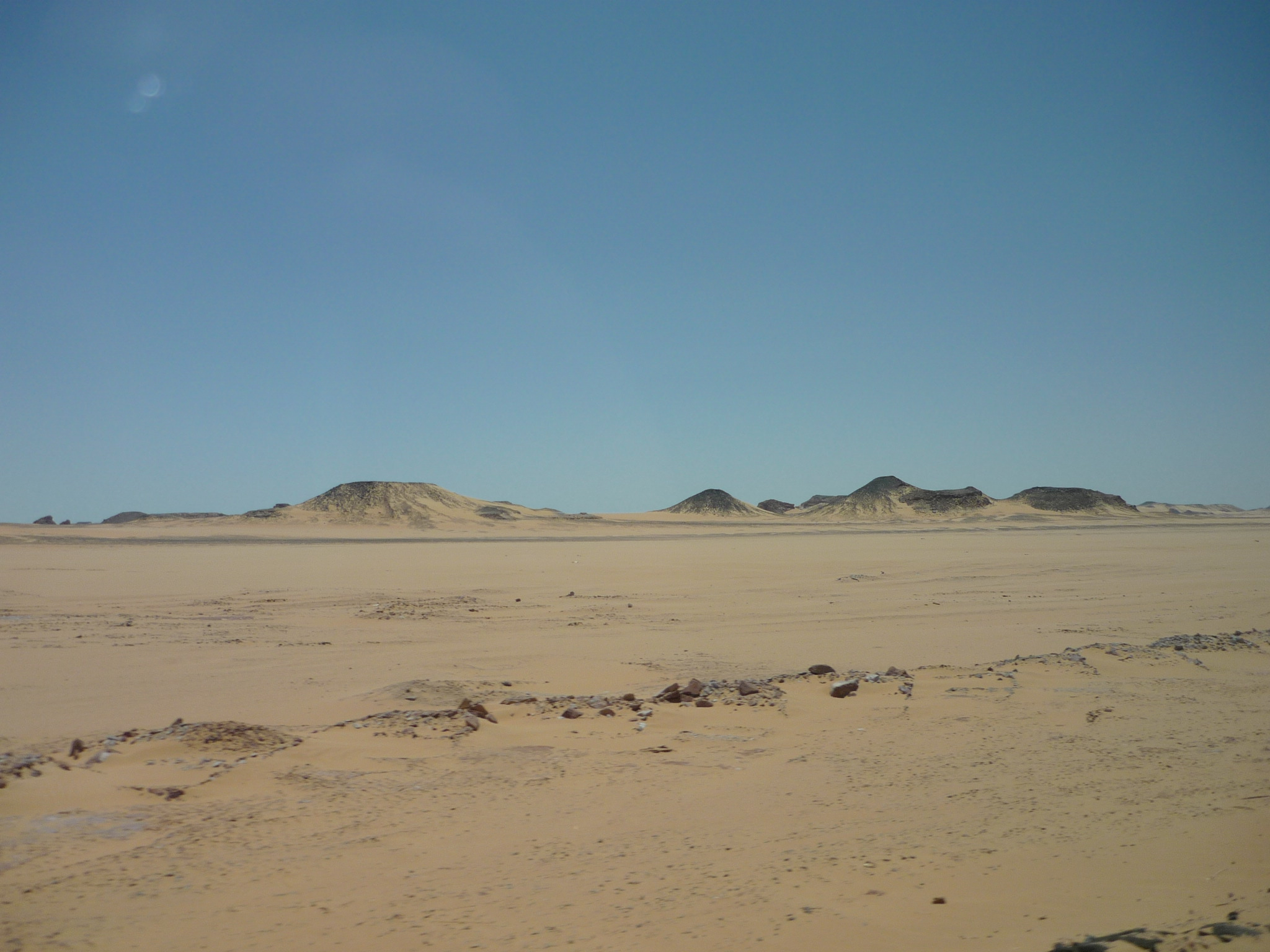
Vue sur le Désert Lybique.

Dès les débuts de la civilisation égyptienne, Seth a été considéré comme le dieu qui régente les pays étrangers, les espaces désertiques en manque d'eau, les oasis du désert et tous les territoires extérieurs à l'Égypte. Le dieu Anty, tel Horus, peut être représenté avec une tête de faucon. Sur une stèle du Moyen Empire trouvée dans le désert du Sinaï, en tant que « Seigneur de l'Est », il est cependant représenté avec une tête de Seth. Dès la IIe dynastie, le dieu Ach « Seigneur de la Libye » peut être figuré avec une tête séthienne. Durant la période tardive, ce même dieu voit son nom déterminé par le hiéroglyphe de l'animal séthien. À partir du Nouvel Empire, les sources écrites démontrent que Seth assure la protection des oasis et des routes qui y mènent depuis la vallée du Nil. L'archéologie a montré que jusqu'à la fin du paganisme, les oasis du désert Libyque ont voué un culte à Seth. L'égyptologue Hermann Kees a en outre remarqué que le culte de Seth, en Égypte même, était principalement pratiqué en des villes situées aux portes du désert et d'où partaient des routes caravanières (Ombos, Seper-Merou, etc.). L'implantation de Seth en ces lieux n'est pas un fait anodin. La construction d'un temple mais aussi son entretien et ses dotations résultent de choix décidés par les pharaons eux-mêmes. Dans le cadre d'une politique religieuse planifiée, les souverains ont ainsi verrouillé les frontières du pays par le moyen des rites afin d'apaiser Seth, le perturbateur mythique de la paix, pour qu'il n'envoie pas des hordes bédouines sur le pays du Nil.

#### Oasis de Kharga

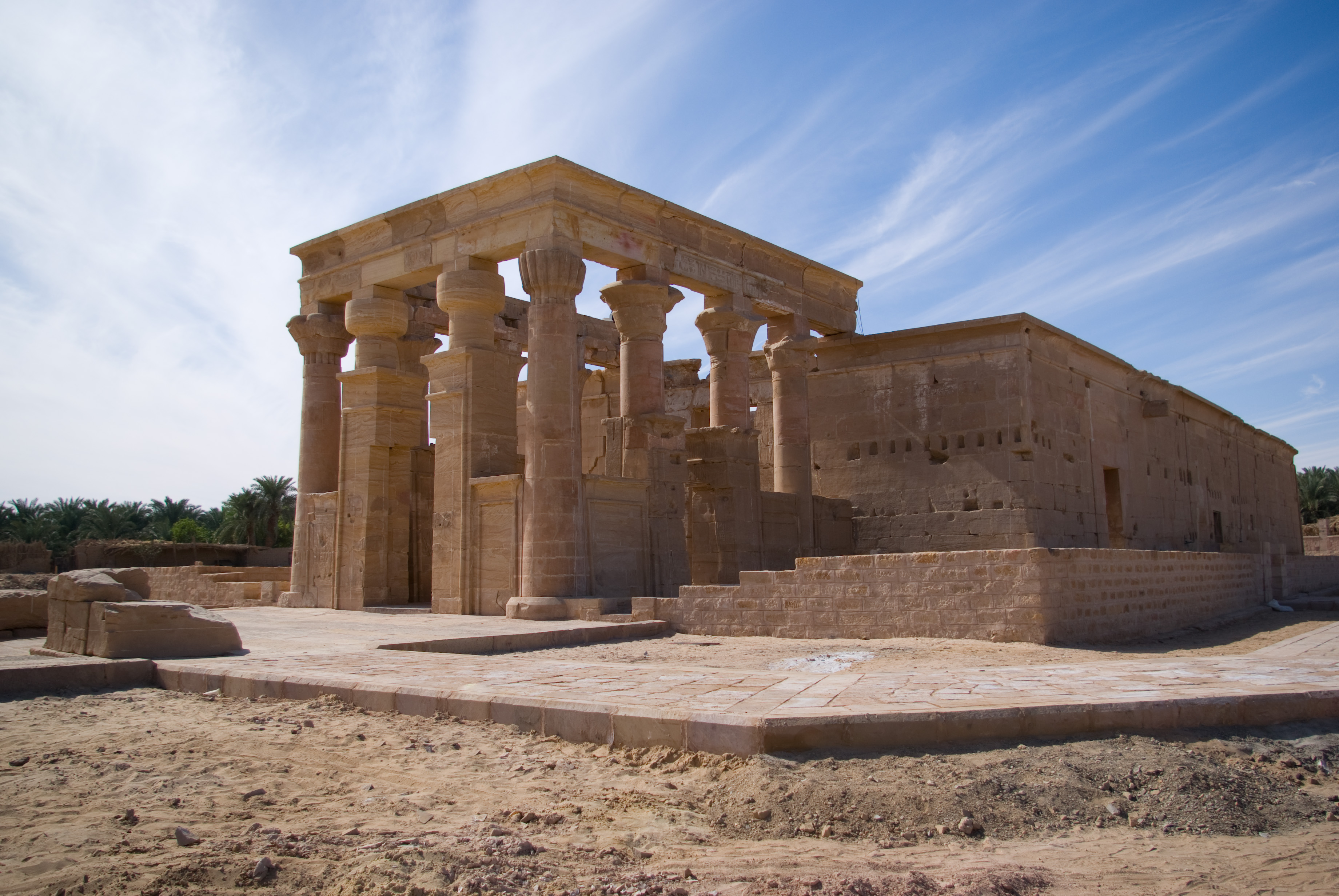
Temple de la ville d'Hibis.

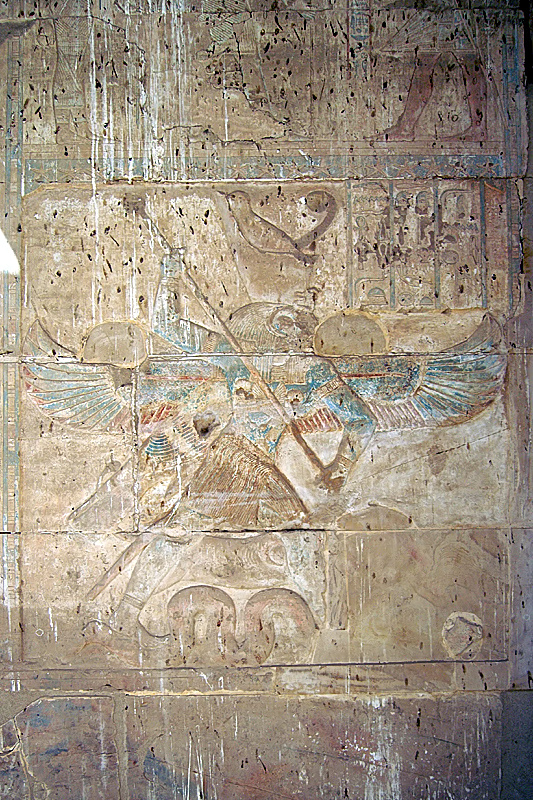
Seth en faucon ailé terrassant le serpent Apophis (Hibis).

À l'ouest de la vallée du Nil, le désert Libyque est une vaste étendue aride qui abrite quelques îlots de verdure due à la présence de points d'eau. Les oasis les plus importantes sont, du sud au nord, Kharga, Dakhla, Farafra, Bahariya et Siwa. L'oasis de Kharga est un site ponctué de nombreux sites archéologiques. Parmi eux figure la ville de Hibis (nom grec), en égyptien Hebet « la ville de l'araire ». Cette cité est un carrefour de routes caravanières ; étape obligée entre la vallée du Nil et l'oasis de Dakhla. Plusieurs pistes y convergent depuis les villes nilotiques de Lycopolis, Diospolis Parva, Thèbes, Latopolis et Hermonthis. Assez bien conservé, le temple d'Hibis est principalement consacré à la triade thébaine (Amenebis « Amon d'Hibis », Mout, Khonsou) et à la triade abydéenne (Osiris, Isis, Horus). Le sanctuaire est de taille moyenne, 42 mètres de long pour 20 mètres de large. Le bâtiment a été construit en plusieurs étapes, la partie centrale remonte à Psammétique II, des éléments de décoration de Darius II et les portails de l'allée processionnelle de Ptolémée II. Le temple est édifié perpendiculairement au lac de l'oasis auquel il est relié par une allée bordée de sphinx. Sur cette étendue d'eau, longue de 750 mètres pour 225 mètres de large, naviguait la barque sacrée conduite en procession lors des festivités cérémonielles ; durant les Mystères d'Osiris par exemple. Dans le temple, un curieux bas-relief met en scène « Seth, grand de force, qui réside à Hibis » en un personnage anthropomorphe à tête de faucon couronné du pschent. Son corps se double par la silhouette d'un faucon aux ailes déployées. Entre ses jambes, il est accompagné d'un lion dont la tête est malheureusement perdue. Dans ses mains, Seth tient une lance et, très vigoureusement, il transperce le serpent Apophis.

#### Oasis de Dakhla

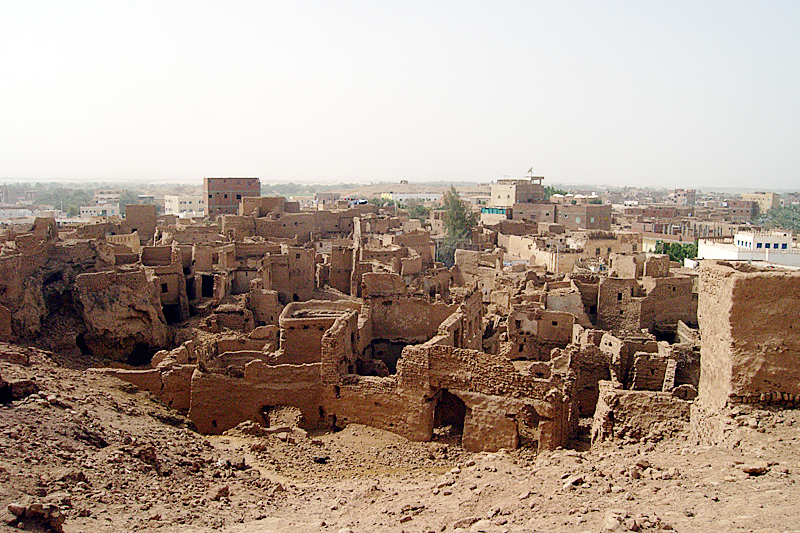
Vue sur les ruines de l'ancienne Mout.

L'oasis de Dakhla est un îlot de verdure, de 80 km de long sur 25 km de large, perdu dans les sables sahariens à quelque 800 km à l'ouest du Caire. Le culte de Seth était implanté à Mout, la cité principale, sur le site de l'actuelle Mout el-Kharab. Les sources gréco-romaines mentionnent le lieu sous les toponymes de Môthis et Môthiton polis, la « Ville-des-Môthites ». Les ruines du temple de Seth ont disparu sous la ville moderne mais des fouilles archéologiques ont démontré qu'il se dressait dans un enclos rectangulaire de 240 m de long pour 180 m de large. Des blocs épars mentionnent le dieu Seth ainsi que les noms de plusieurs souverains qui lui ont rendu hommage : Thoutmôsis III, Horemheb, un Ramsès et Psammétique Ier. Après la Troisième Période intermédiaire, les représentations de Seth ne font plus voir l'animal séthien mais une divinité à tête de faucon surmonté du disque solaire, près proche des représentations d'Horus. Durant la période ptolémaïque, le culte de Seth subit la concurrence d'un dieu nouveau Amon-Nakht « Amon est puissant » issu de la fusion théologique des dieux Amon-Rê-Horus et doté d'un temple d'importance à Ain Birbiyeh. Seth n'est pourtant pas entièrement supplanté. Même en ce sanctuaire, un relief du IIe siècle un des derniers gravés, fait voir la figure du dieu, preuve de la suprématie persistante de Seth à Dakhla.

### Nome coptite

#### Noubt (Ombos)
(Coordonnées géographiques : 25° 54′ 00″ N, 32° 43′ 36″ E)

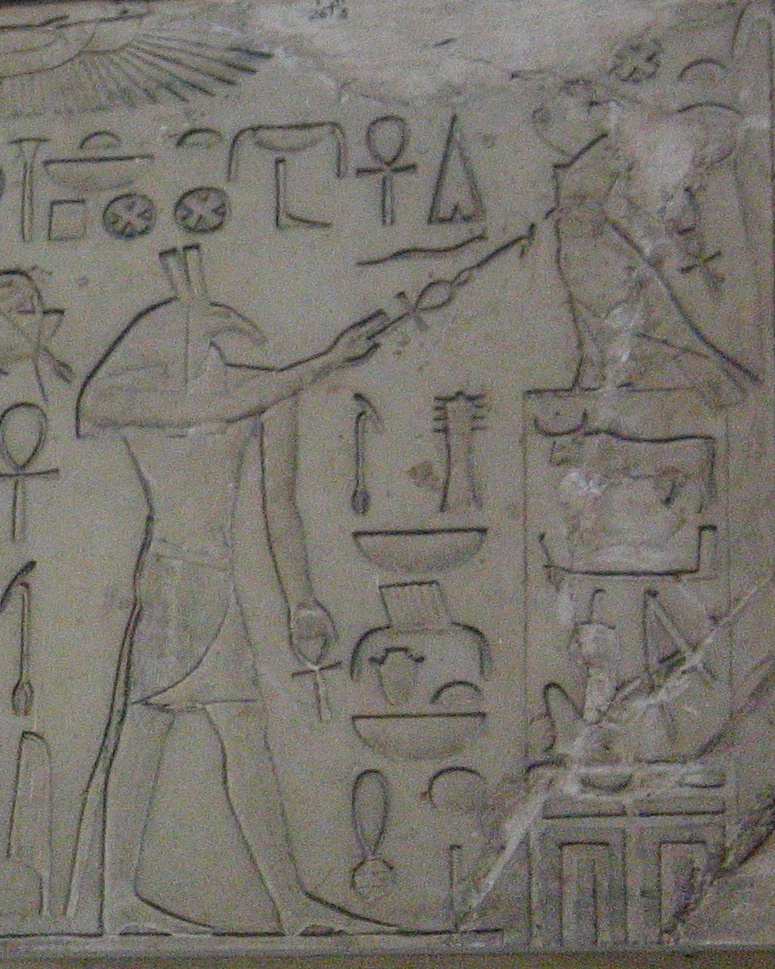
Seth de Noubt donnant vie et puissance à pharaon (à travers la titulature royale). Détail d'un linteau du temple de Seth, XVIIIe dynastie, Musée égyptien du Caire.

Le dieu Seth est très anciennement lié au nome coptite (Ve nome de Haute-Égypte) localisé à une quarantaine de kilomètres au nord de Louxor. Ce nome tire son nom de Coptos, ville vouée au dieu Min et située sur la rive orientale du Nil. Un peu plus en amont et sur l'autre rive se situe la ville de Noubt (Ombos en langue grecque et Nagada en arabe) plus spécialement consacrée au dieu Seth. Le toponyme égyptien Noubt « La Cité de l'Or » trouve probablement son origine au fait que le lieu se trouve être placé au débouché des principales routes conduisant aux mines aurifères, jadis prospères, du désert Arabique. L'expression « Seth de Noubt » est connue dès les débuts de la civilisation pharaonique. Elle se trouve gravée sur un fragment de bol en porphyre, de provenance inconnue, daté de la IIe dynastie, sur un fragment d'un naos héliopolitain daté du règne de Djéser (IIIe dynastie) ou, encore, sur un bloc de pierre issu du temple funéraire de Sahourê (Ve dynastie). Dans les Textes des pyramides, Seth est indifféremment appelé « Seth de Noubt », « Seth qui est à Noubt », « Celui de Noubt » ou « Le Haut de Noubt qui est à l'avant de sa chapelle ». Le dieu disposait dans cette ville d'un temple qui lui était consacré, un lieu saint déjà mentionné sur une stèle érigée à Saqqarah dans le mastaba du prêtre Khâbaousokar (IIIe dynastie).

#### Temple de Seth

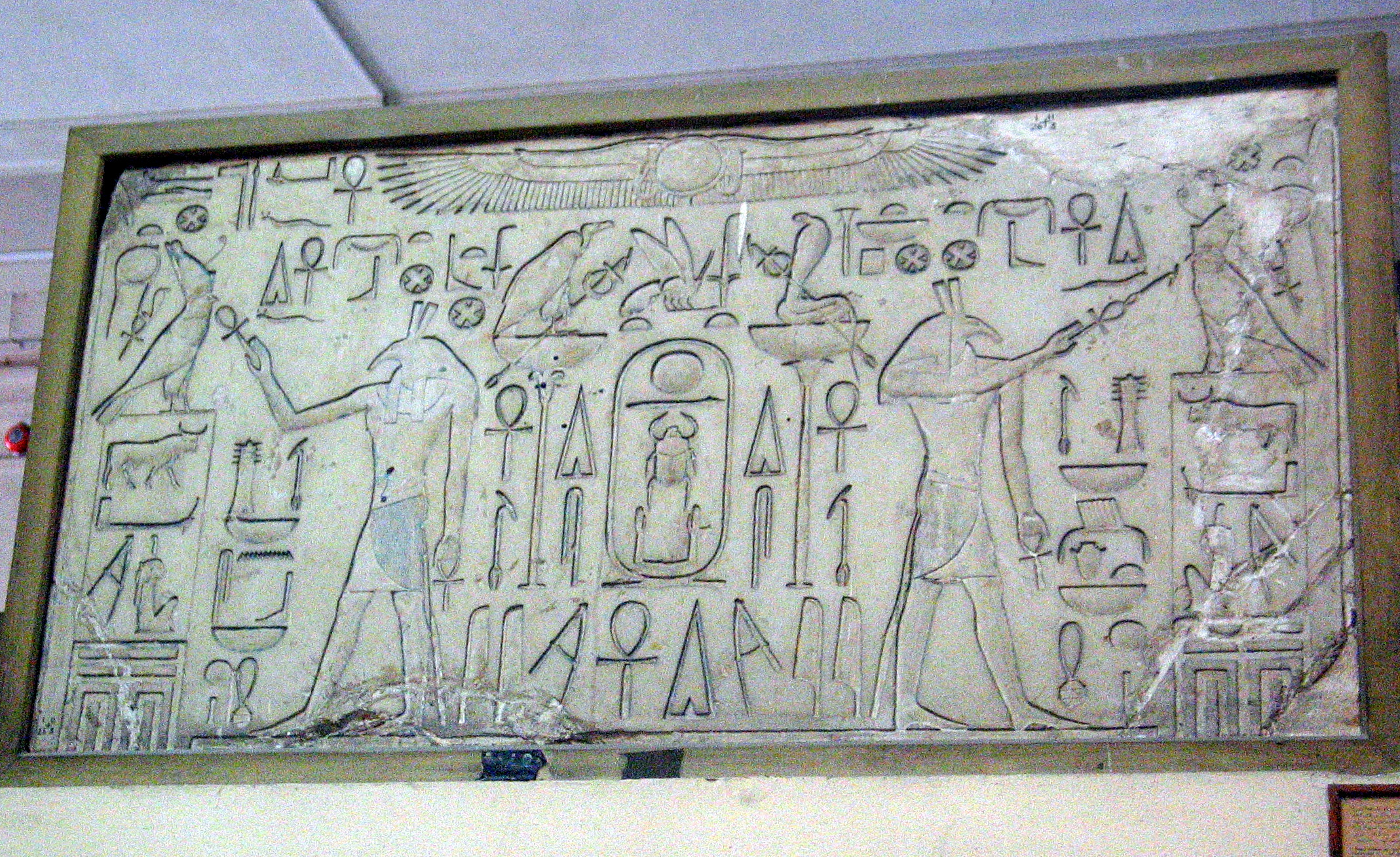
Linteau du temple de Seth. XVIIIe dynastie, Musée égyptien du Caire.

Le temple, aujourd'hui arasé, fut reconstruit et remanié plusieurs fois au cours de l'histoire. Des fouilles menées à la fin du XIXe siècle par les Anglais William Petrie (1853-1943) et James E. Quibell (1867-1935) ont montré que le dernier état remonte pour l'essentiel au Nouvel Empire. Il est probable que le culte se soit maintenu jusqu'à la Basse époque. Le temple suivait un axe est-ouest. Le sanctuaire construit en blocs de calcaire était enfermé dans une enceinte de briques crues longue d'une soixantaine de mètres et ouverte à l'est et à l'ouest par deux pylônes également en briques crues. La plupart des blocs retrouvés datent de la XVIIIe dynastie et notamment de Thoutmôsis Ier. Le Musée du Caire conserve un linteau de porte au nom de ce pharaon où l'on peut voir « Seth de Noubt » faisant face à la titulature royale du souverain et lui tendre les signes de la vie et de la puissance. Certaines indications laissent à penser que le monument fut restauré sous Ramsès II. D'après le Papyrus Harris, un long texte qui résume les bienfaits de Ramsès III envers les dieux, le roi a procédé à des reconstructions et a doté le lieu en personnels et en fournitures diverses :

« J'ai restauré le domaine de Soutekh, seigneur d'Ombos, et j'ai rebâti les murs de son temple qui étaient tombés en ruine. j'y ai fondé une maison, vouée à son nom divin, bâtie de manière parfaite (…). Je l'ai pourvue d'esclaves, de prisonniers de guerre et de gens que j'ai formé ; j'ai constitué en sa faveur un troupeau dans la partie nord du pays, afin d'en consacrer les bêtes à son alimentation par ration quotidienne ; j'ai nouvellement institué en sa faveur des offrandes divines, en sus de celle qui y étaient auparavant consacrées en sa présence ; je lui ai donné des champs, des terres qayt, des terres nékhébou et des îles dans les parties sud et nord du pays, produisant orge et blé amidonnier ; enfin, son trésor est empli des biens que mes deux bras sont allés quérir, afin de réitérer les fêtes en face de toi, chaque jour. »

— Papyrus Harris 59,4-59,7. Traduction de Pierre Grandet.

#### Sceptre Ouas monumental

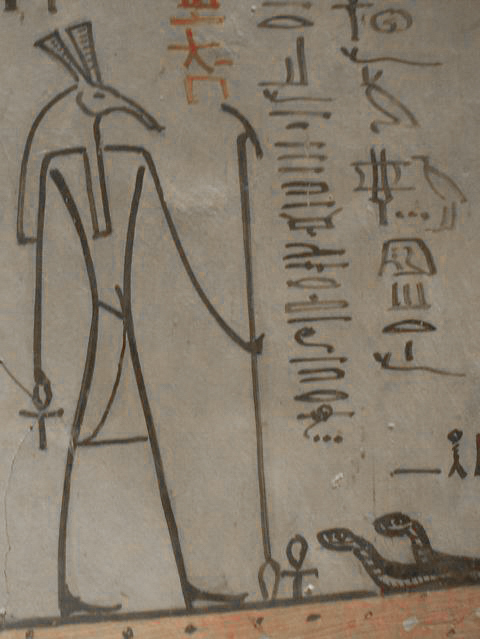
Seth tenant dans sa main un sceptre Ouas (tombe KV34).

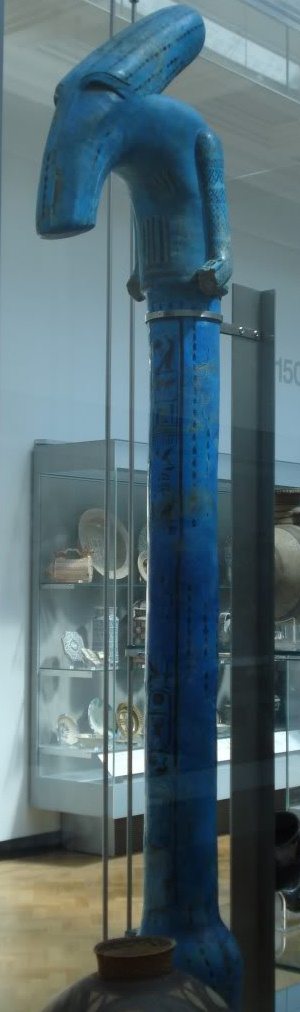
Sceptre Ouas monumental du temple de Noubt. XVIIIe dynastie, Victoria and Albert Museum.

Dans la salle nord-ouest du temple de Seth à Noubt, les fouilleurs ont découvert en 1895 une grande quantité de fragments en émail bleu qui se sont trouvées être les parties d'un gigantesque sceptre Ouas dédicacé par le pharaon Amenhotep II. Restauré, cet artefact mesure quelque 2,10 mètres de haut pour 60 kg. Il est depuis conservé dans une vitrine du Victoria and Albert Museum de Londres. La nature de cet objet n’est pas certaine. Il pourrait s'agir soit d'un ex-voto déposé par le souverain soit de la « statue » à travers laquelle les prêtres rendaient un culte journalier au dieu.
D'une manière générale, le sceptre Ouas est représenté comme une longue canne raide dont la partie inférieure est fourchue à l'imitation des bâtons utilisés pour immobiliser les serpents. L'extrémité supérieure représente une tête de canidé stylisée aux longues oreilles rabattues vers l'arrière. Le sceptre Djam lui ressemble, mis à part le manche qui est ondulé.
Selon Alan Henderson Gardiner (1879-1963), la tête de ces deux sceptres est une figuration de l'animal séthien. Cette identification n'est cependant pas assurée et d'autres propositions ont été avancées (lévrier, oiseau huppé). Gerald Avery Wainwright (1879-1964) a quant à lui fait remarquer que les deux sceptres Ouas et Djam ont entretenu une relation spéciale et privilégiée avec le dieu Seth. Il y a d'une part la découverte du sceptre monumental à Noubt et, d'autre part, le fait que l'emblème du XIXe nome de Haute-Égypte, un territoire voué à Seth, consiste en deux sceptres Ouas, figuration du Ouabou, l'objet sacré local. À l'origine, les sceptres Ouas et Djam ont d'abord été considérés comme de possibles piliers du ciel. Dans la prière figurant sur la Stèle du Mariage de Ramsès II, c'est Seth lui-même qui est décrit comme soutenant le ciel. Ailleurs, dans le Papyrus Bremmer-Rhind, le dieu est accusé d'avoir laissé tombé le ciel sur terre. Le sceptre Ouas dont le nom signifie « pouvoir, domination » est souvent figuré tenu dans la main des dieux. Dans le conte mythologique des Aventures d'Horus et Seth, le dieu Seth se fâche contre l'ensemble des dieux et menace de les tuer tous, un par un, en les assommant avec son sceptre Djam lourd de 4 500 nemes (unité de poids égyptienne). Ces sceptres peuvent donc aussi être perçu comme des symboles du désordre d'autant plus que le verbe ouasy signifie « détruire, mettre en ruine ».

### Nome oxyrhynchite

#### Seper-Merou
| S40 · D58 · S40 · R12 |

| S40 · D58 · S40 · R12 |

Le nome oxyrhynchite (XIXe nome de Haute-Égypte), de son nom égyptien Ouabou « les Deux Sceptres » est un territoire entièrement dévolu au dieu Seth. Sa capitale est la ville de Ouab qui se trouve située le long du Bahr Youssouf, un antique canal qui relie le Nil à la région du Fayoum. De ce fait, la cité est aussi dénommée Seper-Merou « qui atteint les canaux » ou Sepet Merou « le bord des canaux ». La ville et ses temples n'ont laissé que peu de vestiges. Durant l'époque ramesside, Seper-Merou est la capitale régionale d'un XIXe nome administrativement autonome. D'après le Papyrus Wilbour daté du règne de Ramsès V, Seth et sa parèdre Nephtys y bénéficient de sanctuaires et de fondations terriennes vouées au financement de ces cultes. La plus grande de ces institutions est le temple nommé « Maison de Seth, Seigneur de Seper-Merou ». Le petit temple dédié à Nephtys est quant à lui dénommé la « Maison de Nephtys de Ramsès-Mériamon ». On ignore l'époque de la fondation du temple de Seth, mais il est toutefois évident que le temple de Nephtys est une création spécifique (ou pour le moins une rénovation) de Ramsès II de la XIXe dynastie. Le culte de Seth a probablement décliné après la XXe dynastie, en raison de la diabolisation de plus en plus grande de cette divinité. Après cette époque, l'administration du nome a été déplacée, plus au sud, à Oxyrhynque. Toutefois, il se peut que le culte de Seth ait survécu sous une forme ou une autre à Seper-Merou, longtemps après le déclin politique de la ville. En effet, d'après une inscription tardive gravée dans le temple ptolémaïque d'Edfou, (dédié à Horus le neveu et le rival de Seth), il est toujours fait mention de « Seth de Seper-Merou » mais sous la forme d'une imprécation insultante.

#### Oxyrhynque

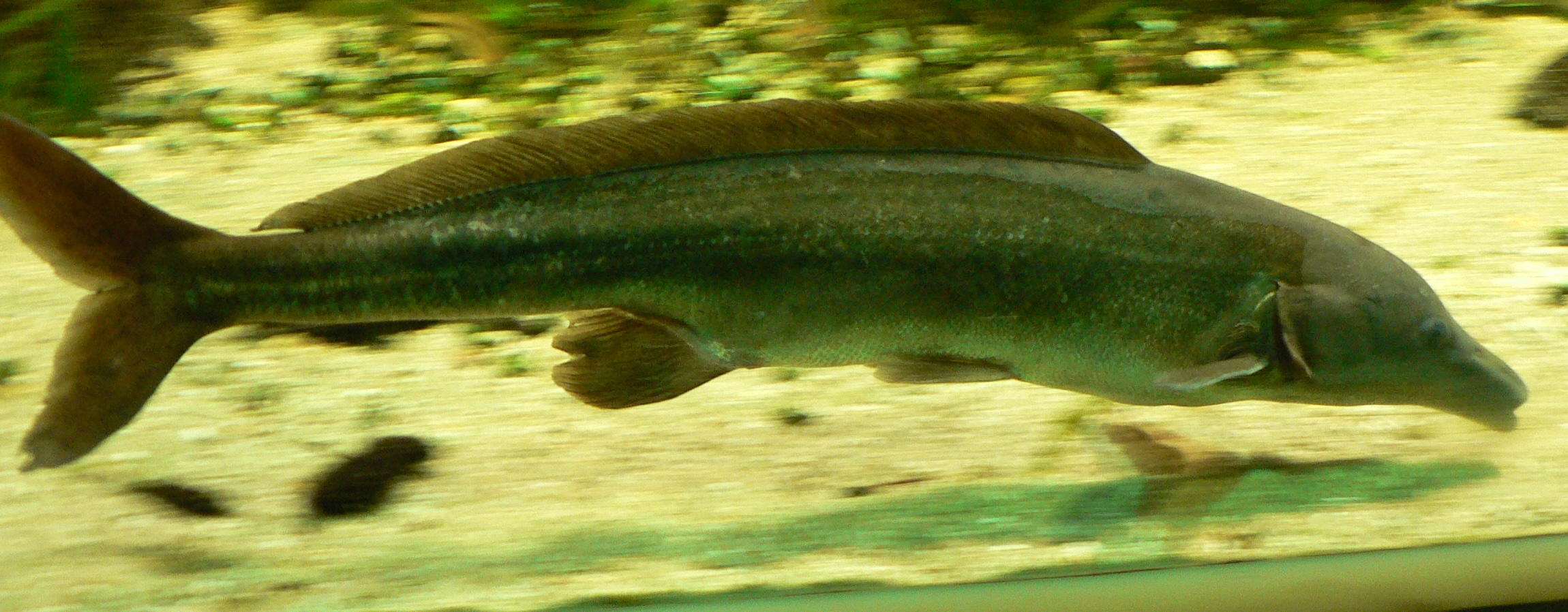
Poisson Oxyrhynque.

Le site le mieux renseigné de ce nome est la ville de Per-Medjed connue sous les toponymes grecs de Πέμπτη (Pémptê) et Ὀξύρυγχος (Oxyrhynchos). Ce dernier nom signifie « nez effilé » et fait référence au poisson Oxyrhynque vénéré par les habitants de cette cité. Ce poisson a la particularité d'être dotée d'un barbillon en forme de trompe ce qui fait vaguement ressembler sa tête à celle de l'animal séthien. Le lien entre le poisson et Seth ne sont pourtant pas établis avec certitude. Durant la période gréco-romaine, le poisson a été représenté par une multitude de petites statuettes en bronze coiffées du disque solaire entouré de cornes bovines. Ce symbole lie le poisson à la déesse Hathor mais une inscription sur une figurine conservée au Musée d'archéologie méditerranéenne de Marseille indique clairement que l'animal était consacré à la déesse hippopotame Taouret (Thouéris). À cette époque, la divinité principale de la ville est alors Thouéris assimilée à la grecque Athéna. Toutefois, cette déesse ne fait que remplacer l'hippopotame de Seth primitivement adoré en cette ville et dont elle est la parèdre. Le culte de Seth n'est pas absent et jusqu'au début du IIIe siècle de notre ère, le temple de la déesse conservait aussi une statuette de Typhon, à savoir Seth.

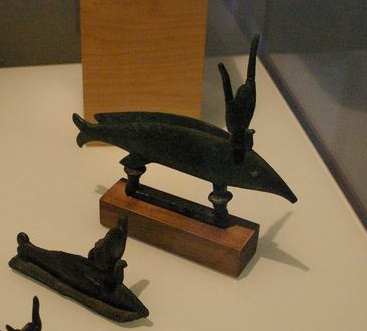
Figurines votives en bronze. Période ptolémaïque, Musée égyptien de Barcelone.

Au IIe siècle, alors que l'Égypte est sous occupation romaine, le grec Plutarque rapporte que les habitants de ce nome, sectateur du dieu Seth, étaient constamment en conflit avec leurs voisins du nome cynopolite (XVIIe nome de Haute-Égypte), sectateurs du dieu chacal Anubis :

« De nos jours, les Oxyrhynchites parce que les Cynopolitains avaient mangé de l'oxyrhynque, prirent des chiens, les immolèrent et les mangèrent comme victimes. De là naquit une guerre dans laquelle ces deux peuples eurent l'un de l'autre terriblement à souffrir. Dans la suite, ce différend fut réglé par les Romains, qui les châtièrent. »

— Plutarque, Sur Isis et Osiris, § 72. Traduction de Mario Meunier

### Avaris / Pi-Ramsès
(Coordonnées géographiques : 30° 48′ 00″ N, 31° 50′ 00″ E)

#### Occupation hyksôs
Après les règnes glorieux des XIe et XIIe dynasties (Moyen Empire), le royaume égyptien connaît une période d'affaiblissement politique. Durant soixante-dix ans, le principe de la succession héréditaire est remis en cause et la XIIIe dynastie se voit composée d'une soixantaine d'obscurs représentants (militaires, usurpateurs). Tout en réussissant à maintenir la paix sociale, ces derniers ne parviennent pas à éviter la déliquescence de l'État. Dans le delta du Nil, apparaissent conjointement deux royaumes indépendants, l'un à Xoïs, l'autre à Avaris (XIVe dynastie). Située dans l'est du Delta, Avaris est alors un port fluvial prospère situé sur la branche pélusiaque du Nil occupé à commercer le cuivre avec Byblos (Liban actuel). Durant tout le Moyen Empire, la Basse-Égypte voit s'installer une population sémite syro-palestinienne. Au milieu du XVIIe siècle, lors d'un nouvel afflux, un groupe de rois sémites, les Hyksôs, parvient à prendre le contrôle des régions du Delta (XVe dynastie) et à faire payer tribut aux roitelets thébains de la XVIIe dynastie. Durant plus d'un siècle, approximativement entre -1650 et -1540, les rois Hyksôs font d'Avaris leur résidence et place forte.

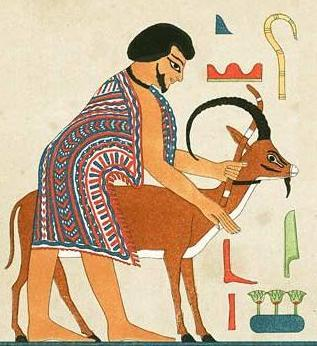
Un Hyksôs arrivant en Égypte. D'après une tombe de Beni Hassan, Moyen Empire.

Sous le Nouvel Empire, lorsque le pays fut à nouveau libre, l'occupation des rois Hyksôs fut noircie à l'extrême et ces derniers furent accusés d'impiété. Dans la région d'Avaris, les occupants imposèrent certes leur civilisation avec des sépultures dans les habitations, le sacrifice d'ânes et le culte de divinités cananéennes tels Adad et Baal. Toutefois, ces derniers s'approprièrent aussi des éléments de la culture pharaonique comme la titulature royale, l'architecture et certaines pratiques cultuelles. La présence d'un temple de Seth à Avaris remonte peut-être à la XIIIe dynastie. Une des premières attestations certaines est sa mention sur l'obélisque du roi Néhési probable fondateur de la XIVe dynastie. Durant l'occupation hyksôs, le culte de Seth ne cessa pas mais fut encouragé avec son assimilation à Baal, divinité de l'orage et de la fertilité. La vénération des Hyksôs envers Seth se reflète dans le Conte d'Apophis et Seqenenrê (papyrus Sallier I, British Museum), une histoire consignée durant le règne de Mérenptah. Le roi hyksôs Apophis y est décrit comme un adorateur exclusif de Seth, une manière de montrer ses origines étrangères et la bizarrerie de ses croyances :

« Alors le roi Apophis fit de Seth un seigneur et il n'a servi aucun des autres dieux du pays, sauf Seth. Et il lui a construit un temple comme une maison parfaite d'éternité, à côté du palais du roi Apophis. Il apparaissait au point du jour pour faire les sacrifices quotidien de … à Seth et les grands du palais venaient voir sa présence avec des petits bouquets, comme il est fait dans le temple de Rê-Harakhty »

— Conte d'Apophis et Seqenenrê (extrait). Traduction de Christian Bégaint.

#### Période ramesside

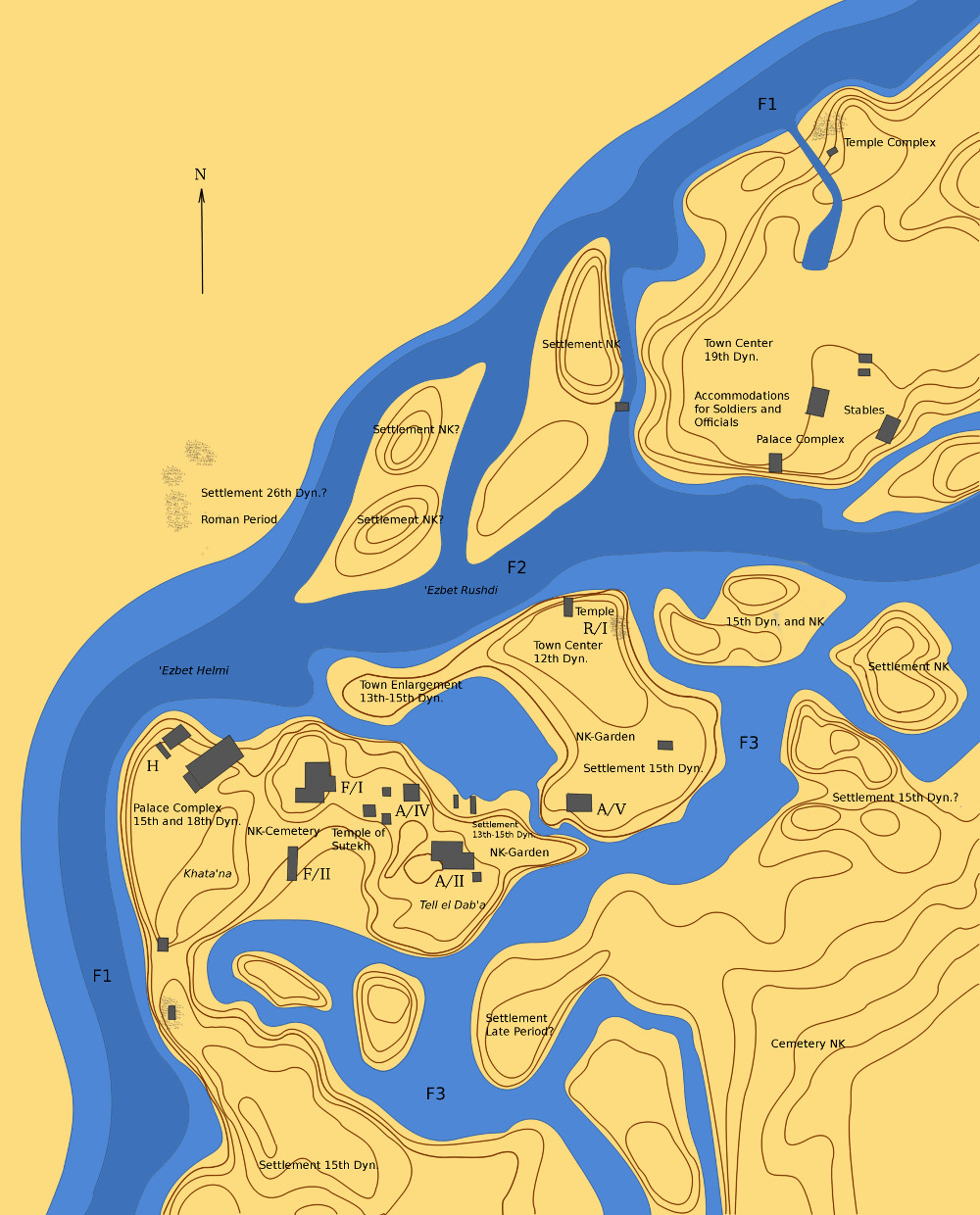
Plan du site archéologique d'Avaris / Pi-Ramsès.

Après le pillage d'Avaris par les forces thébaines du pharaon Ahmôsis, la ville est en grande partie abandonnée. Le site retrouve quelques activités durant la XVIIIe dynastie en devenant un site militaire voué à la protection du royaume face aux Hittites et aux Bédouins. Un militaire originaire de la région, le pharaon Séthi Ier fait de la ville une résidence royale. Son fils, Ramsès II porte le site à son apogée et le baptise à son nom ; Per-Ramsès Mery-Amon, la « Demeure de Ramsès, l'aimé d'Amon » ; mentionné dans la Bible sous le toponyme de Ramsès,. Dès son accession au trône, Ramsès II fait de la ville sa capitale et la dote de somptueux palais et temples, de quartiers résidentiels luxueux ou populaires, de zones portuaires et de camps militaires. Très vite, la ville nouvelle, répartie sur différents îlots, déborde largement l'ancienne Avaris vers le nord et s'étend sur une superficie considérable de 10 km2. La ville conserve sa puissance durant quelque 150 années. Sous Ramsès III, la réputation de la ville est intacte. Par la suite, Pi-Ramsès décline lentement du fait de la décadence socio-politique du pays et à cause de l'assèchement de la branche pélusiaque du Nil sur laquelle elle est installée. Au début de la Troisième Période intermédiaire, la ville de Tanis la surpasse et récupère ses monuments après leur démantèlement et déménagement. Un hymne à la gloire de la ville mentionne quatre temples majeurs. Celui de Seth est situé au sud sur l'emplacement de l'ancienne Avaris :

« Chacun a abandonné sa ville et s'est installé dans son territoire. Son Occident est le temple d'Amon, son Midi est le temple de Seth. Astardé se manifeste en son levant et Ouadjyt en son Nord. »

— Papyrus Anstasi II et IV (extrait). Traduction de Claude Obsomer
.
D'après le Papyrus Harris, et à l'instar du temple séthien de Noubt, le pharaon Ramsès III a fait procéder à des travaux d'entretien et de décoration dans le temple de Seth à Pi-Ramsès, sans oublier les habituelles dotations (personnels, troupeaux, matières précieuses) et les diverses offrandes alimentaires destinées au dieu et à ses desservants :

« J'ai fait un grand temple, de haute élévation dans le domaine de Soutekh (…), bâti, revêtu de pierre, paré, illustré de décorations, muni de montants de porte en pierre de taille et de portes en pin (…) Je lui ai assigné une collectivité de serfs composés de gens que j'ai formés et d'esclaves des deux sexes et que j'ai ramenés prisonniers de mon bras puissant. J'ai fait pour lui des offrandes divines, qui ont été versées au complet, ayant été purifiées, afin de les sacrifier pour son alimentation chaque jour. (…) »

— Papyrus Harris I, 60,2-60,5 (extraits). Traduction de Pierre Grandet.

#### Stèle des quatre cents ans

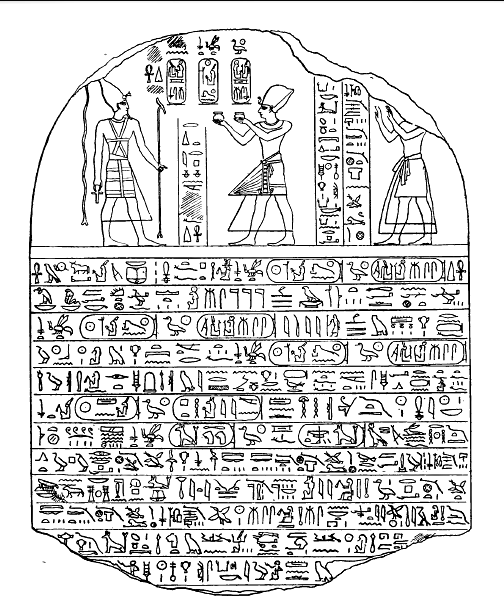
Relevé de la Stèle des quatre cents ans.

La Stèle des quatre cents ans est une pièce archéologique découverte à Tanis en 1863 par Auguste Mariette et redécouverte en 1931 par Pierre Montet après désensablement. Elle est à présent conservée au Musée égyptien du Caire. La stèle, en granite rose, haute de 2,20 mètres, fut érigée à Pi-Ramsès par le pharaon Ramsès II afin de commémorer ses ancêtres : son père Séthi Ier, son grand-père Ramsès Ier, son arrière-grand-père l'officier Séthi ainsi que le dieu Seth présenté comme le père de cette dynastie. Le décor montre Ramsès II, au centre, en train d'offrir du vin au dieu Seth. Derrière le souverain se tient un autre personnage, probablement l'officier Séthi. Le dieu est représenté d'une manière inaccoutumé mêlant influences égyptiennes et étrangères. Tel le dieu cananéen Baal, Seth est couronné d'une tiare conique dotée de deux cornes de taureau munie d'un long ruban pendant à l'arrière. Les traits du visage sont ceux d'un sémite, sa poitrine est barrée par un baudrier et son pagne, exotique, est ornée de glands. Dans les mains, Seth tient toutefois des attributs typiquement égyptiens, le signe de la vie et de sceptre de la puissance. La stèle remonte dans le temps, quatre cents ans en arrière, à une époque où la domination, tant abhorrée, des Hyksôs ne s'étaient pas encore exercée. Elle dédouane ainsi la famille royale de porter des noms séthiens et de rendre un culte à un dieu égyptien jadis récupéré par les envahisseurs. Dans une réécriture de l'histoire, Ramsès II tente de montrer que le culte de Seth sous sa forme baalienne est déjà vieux de quatre cents ans, qu'il ne s'agit pas d'un syncrétisme orchestré par les Hyksôs, mais d'une vieille coutume égyptienne en rien répréhensible. Le souverain montre à ses sujets, et plus particulièrement aux officiers de l'armée égyptienne qu'il ne manifeste aucune objection à ce qu'ils rendent un culte à Seth sous la forme asiatique de Baal, une pratique alors très en vogue dans cette région jadis occupée par des princes étrangers,.

## Aspects religieux

### Unfriponégyptien

#### Mythes de la transgression

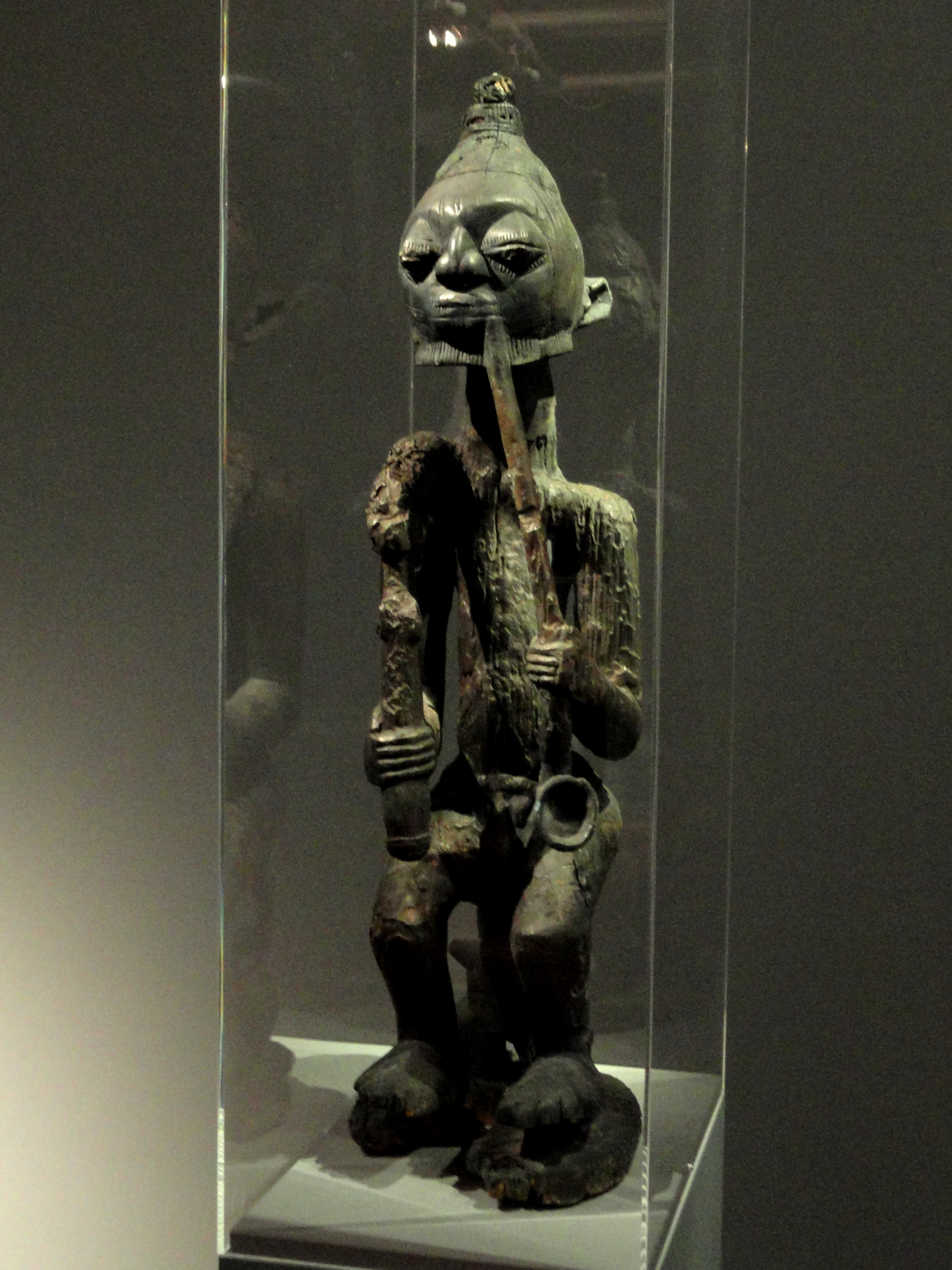
Statue du dieu Eshu. Art Yoruba, XIXe siècle, Musée national d'ethnologie de Munich.

Dès 1928, l'historien des religions norvégien William Brede Kristensen (en) (1867-1953) a rangé Seth parmi les « décepteurs divins » du fait de ses paroles et actions ambiguës. En 1967, dans une étude magistrale sur Seth « dieu de confusion », le néerlandais Hermann te Velde, a utilisé le terme anglophone trickster, l'équivalent du français fripon ou farceur, pour illustrer certains aspects de ce personnage divin. L'année suivante, en 1968, le même auteur a développé ce propos dans un article qui lui est plus spécialement consacré : « The Egyptian God Seth as a Trickster ». Le personnage du fripon ou du décepteur apparaît dans de nombreux mythes africains, amérindiens et océaniens. Sa présence se manifeste aussi, en Europe, dans le corpus des contes et légendes. Le fripon coexiste avec le Dieu créateur et, par malice, dérange ses plans. Sa personnalité se caractérise par ses comportements fourbes, comiques, amoraux et tricheurs. Sa morphologie est le plus souvent animale ; il prend les traits du coyote, du corbeau ou du lièvre en Amérique du Nord, du renard pâle ou du chien blanc en Afrique, du jaguar en Amérique du Sud. Il existe dès les temps primordiaux lorsque les sphères divine et terrestre sont encore indifférenciées. Guidés par sa ruse, sa sexualité débridée et son appétit surdimensionné, ses tours mettent en place un nouvel ordre du monde, celui que les humains connaissent actuellement, marqué par la présence du mal, du chaos et par le cycle de la vie et de la mort. En ce qui concerne le continent africain, on peut citer trois exemples de fripons contemporains. Dans la cosmogonie des Dogon du Mali, Ogo-Yurugu est le Renard pâle criard qui vient à la lumière incomplet et unique. Après sa révolte contre Amma le dieu créateur, il est en lutte continuelle contre son jumeau androgyne Nommo, le génie de l'eau et de la parole. Chez les Anyuak, un peuple nilotique désormais partagé entre l'Éthiopie et le Soudan du Sud, le chien Medho s'allie au couple primordial et contrecarre la mauvaise humeur du dieu Jwok hostile aux humains après les avoir jugé trop imparfaits par rapport aux animaux. Ses ruses et tromperies exercées contre Dieu, permettent aux humains d'entrer la civilisation en se voyant doté d'années d'existence avant la mort, du feu pour se réchauffer et cuire les aliments et de lances puissantes pour la chasse. Chez les Yoruba (Bénin, Nigeria) le dieu Eshu (ou Legba) est un fauteur de troubles qui transgresse les interdits. Il couche avec sa belle-mère, sa sœur, sa nièce et la fille du chef. Dans la statuaire, il est souvent représenté comme un être ithyphallique ou comme un homme aux cheveux tressés en une longue queue terminée soit par un phallus soit par une tête humaine. Il provoque le désordre et les crises que seul un sacrifice sanguinolent peut résoudre.

#### Désordres et transgressions séthiennes

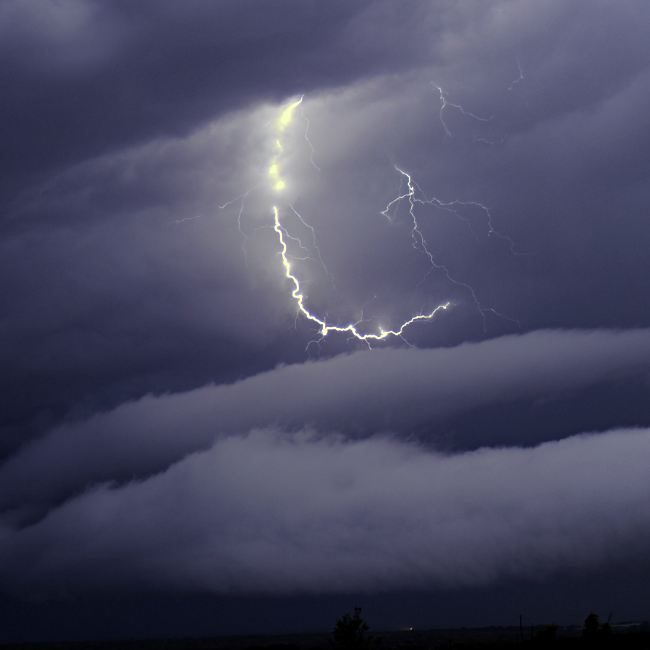
Seth, semeur d'orages.

Selon l'historien des religions italien Ugo Bianchi (1922-1995), à l'image du Renard pâle des Dogon, les méfaits accomplis par Seth font de lui un fripon. Pour les Anciens Égyptiens, la Maât est la déesse qui personnifie l'Ordre cosmique et social. Il s'agit aussi d'un ensemble de valeurs éthiques et de règles de conduite ; en bref, une morale qui constitue un lien puissant entre la sphère humaine et la sphère divine.
D'après la littérature sapientale égyptienne, le Silencieux est le sage par excellence, capable de maîtrise, d'écoute, de justice et de retenue. À contrario, le Bavard se perd dans sa colère, son ignorance, ses bavasseries ineptes et ses comportements indignes. Cet être inéduqué et immature apparaît sous le terme égyptien de shed kherou qui signifie littéralement « élever la voix » et plus généralement « être incorrect, corrompre, attiser les conflits, provoquer l'agitation ». Très naturellement, les lettrés égyptiens déclarent dans leurs biographies n'avoir jamais commis de pareilles déviances contraires à la Maât. Parmi les dieux et les hommes, seul le dieu Seth est rangé dans la catégorie des shed kherou. Dans un hymne à Osiris, il ainsi est affirmé qu'Isis combat grâce à sa magie les « occasions de désordre » c'est-à-dire les troubles causés par Seth et ses complices. Dans le chapitre 39 du Livre des Morts, Seth lui-même admet être un semeur de confusion et d'orages, des phénomènes qui troublent la paix sociale et le calme du ciel.
Sa première transgression est sa naissance volontaire, prématurée et hors norme, craché ou vomi par sa mère Nout. Contrairement au couple Osiris-Isis, Seth est en dehors de la gémellité, son association avec Nephtys étant inféconde.
Incomplet, Seth est lié au monde réel par une classe de mots qui recouvrent les aspects négatifs de la vie cosmique, sociale ou personnelle (orage, tonnerre, maladie, tumulte, etc.). Le plus notable est le terme khenen / khenenou qui signifie « troubler, agiter, transgresser la Maât ». Comme d'autres fripons, Seth est à l'origine de la mort. Homicide, il noie grâce à une ruse cruelle son frère Osiris en l'enfermant dans un coffre-sarcophage. Ce geste funeste conduit à l'invention des rites funéraires par Isis, Anubis et Thot. Comme Eshu l'africain ou Maui l'océanien, Seth est exubérant sur le plan sexuel. Il viole ou tente de violer plusieurs déesses (Isis, Anat, Ouadjet) et il est homosexuel avec Horus. Comme les grands fripons amérindiens, Seth présente des traits démiurgiques. Il permet l'existence du monde en soutenant le ciel de ses bras et libère le soleil en chassant Apophis, la personnification du Chaos primordial. Seth est aussi doté de traits comiques et d'une naïveté quasi-enfantine. Dans les Aventures d'Horus et Seth, à plusieurs reprises, il se laisse facilement berner par Isis, et tel un idiot tente de gagner une course nautique contre Horus en se construisant un bateau en pierre alors que son concurrent, plus malin, se fabrique une barque en bois plaquée de plâtre.

### Protecteur de la Création

#### Harponneur d'Apophis

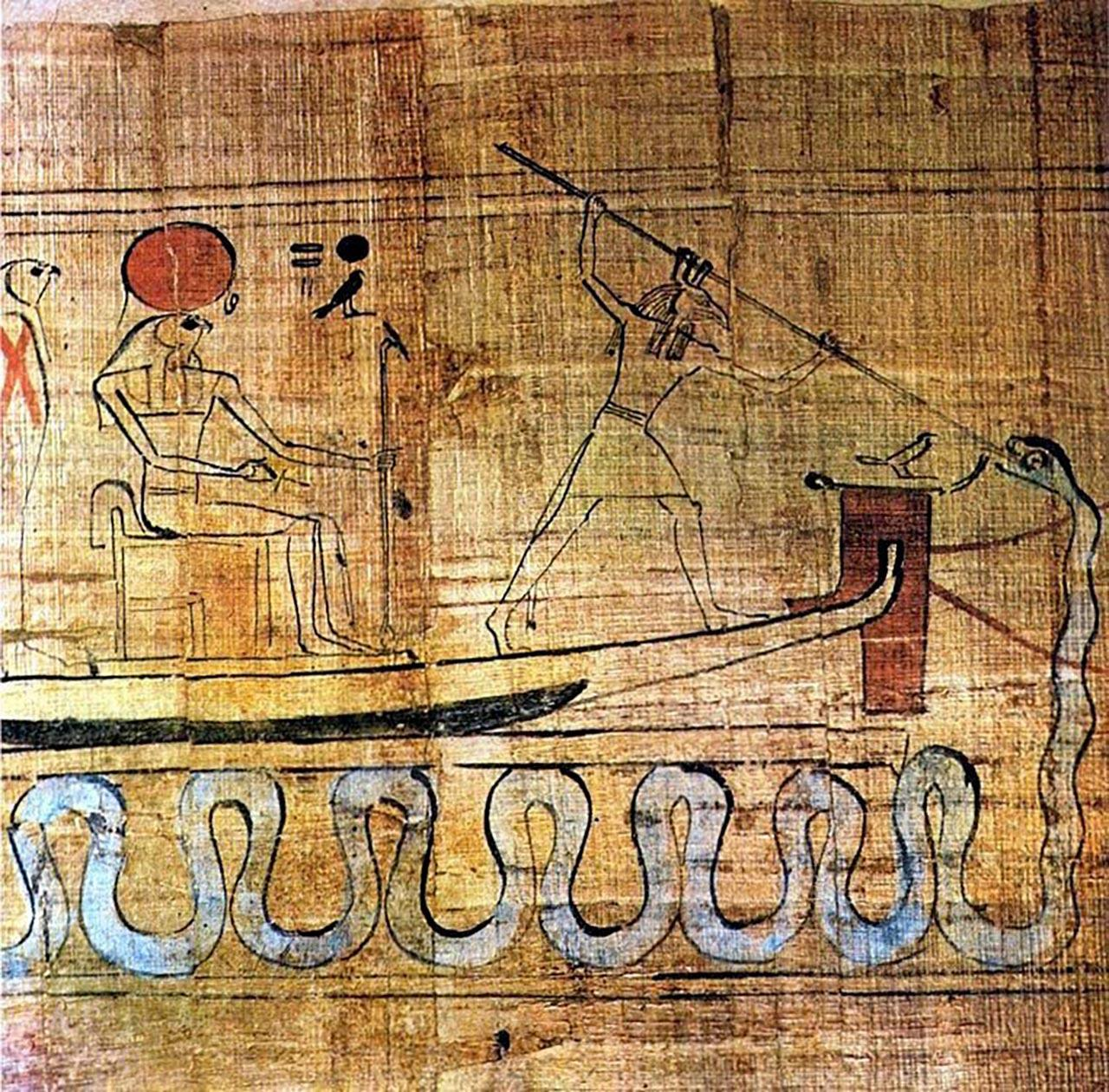
Seth harponnant Apophis. Illustration du Livre des Morts.

Dans la mythologie égyptienne, Seth est avant tout représenté comme un être négatif et brutal. Il est l'assassin d'Osiris et l'usurpateur des droits monarchiques d'Horus. Malgré ces traits sauvages, il apparaît également comme étant celui qui repousse le serpent Apophis, l'incarnation du chaos primordial. Cet épisode positif fait de Seth un dieu protecteur dont la force et la puissance sont au service des cycles cosmiques. Le soir, lorsque la barque de Rê passe du ciel au monde souterrain, elle est assaillie par le serpent Apopis, lové derrière les montagnes de l'horizon. Rê doit vaincre cet être chaque nuit pour assurer le renouveau du jour et la continuation du monde. Au cours de cette navigation nocturne dans le monde inférieur, Seth se tient à l'avant de la barque et transperce le serpent de sa lance, protégeant ainsi Rê et son équipage :

« Je connais cette montagne de Bakhou sur laquelle repose le ciel ; elle est en pierre-ti et a trois-cents perches de longueur et cent-vingt perches de largeur ; Sobek, maître de Bakhou, est à l'est de cette montagne et son temple est en cornaline. Un serpent est au sommet de cette montagne ; il a trente coudées de longueur, et trois coudées de sa partie antérieure sont en silex ; je connais le nom de ce serpent : Celui-qui-est-sur-sa montagne-de-feu est son nom. Or, c'est au moment du soir qu'il tourna son œil contre Rê, et il en résulta une pause chez les matelots et une grande surprise dans la navigation. Alors Seth se pencha contre lui. Discours qu'il dit en magie: « Je me dresse contre toi afin que la navigation reprenne dans l'ordre ; toi que j'ai vu de loin, ferme ton œil ! Je t'ai enchaîné, car je suis le Mâle. Cache ta tête, car si tu es valide, je suis valide aussi. Je suis Celui dont le pouvoir magique est grand ; cela m'a été donné contre toi (…) »

— Textes des sarcophages, chapitre 160 (extrait). Traduction de Paul Barguet

#### Celui au deux visages

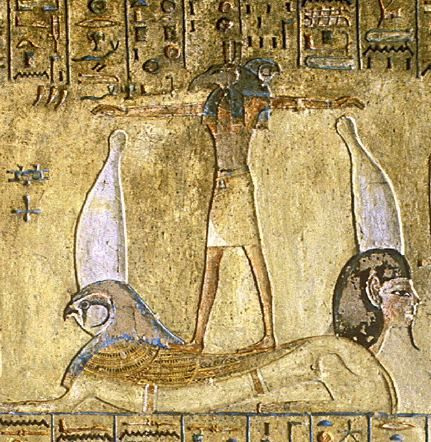
Seth-Horus, dieu bicéphale. Tombe de Sethnakht,.

D'après le texte de la Pierre de Chabaka, un jugement prononcé par Geb a permis de réconcilier Horus et Seth et de faire du premier le souverain légitime du royaume :

« (…) Horus et Seth sont en paix et réunis. Ils fraterniseront désormais et cesseront leurs querelles en tout lieu où ils se rendront (…) »

— Pierre de Chabaka (extrait). Traduction de Claire Lalouette.
L'égyptologue Hermann Kees a démontré que dans plusieurs nomes égyptiens existait un culte rendu à une paire de faucons. Cette paire représente les deux dieux Horus et Seth réconciliés et vénérés conjointement en une divinité unique. Tel est le cas d’Antywy seigneur de la ville de Tjébou (Antaeopolis) et dieu principal du Xe nome de Haute-Égypte. Sur une stèle datée du Nouvel Empire, à présent conservée à l'Institut oriental de Chicago, Ântyoui est représenté comme s'il s'agissait de Seth et le texte dénomme indifféremment la divinité sous ces deux noms. Jusque très tardivement, ce dieu a bénéficié d'un personnel sacerdotal à son service dont le prêtre Sehotep netjerouy « qui réconcilie les deux dieux ». Dans la littérature funéraire, à la 10e Heure du Livre des Portes par exemple, l'union d'Horus et Seth est représentée par l'image d'un homme bicéphale muni d'une tête de faucon et d'une tête de Seth. Là, cet être est connu sous le nom d'Horouyfy « Celui qui a deux visages ». Il apparaît donc que si dans le mythe Horus et Seth sont deux divinités distinctes, dans certains cultes locaux, ils ne forment plus qu'une seule puissance divine. De même, les défunts lors de leurs voyages souterrains découvrent que les deux forces contraires Ordre / Désordre sont dépassées et transcendées. Cette réconciliation des contraires dans la Douât (le monde des morts) est d'autant plus importantes qu'elle se produit à la 10e Heure lorsque la Barque de Rê est stoppée par le terrifiant serpent Apophis. Pour Horus et Seth, il ne s'agit plus de se battre entre eux mais ensemble et uni contre l'ennemi de la Création.

#### Seth-Montou et Seth-Amon

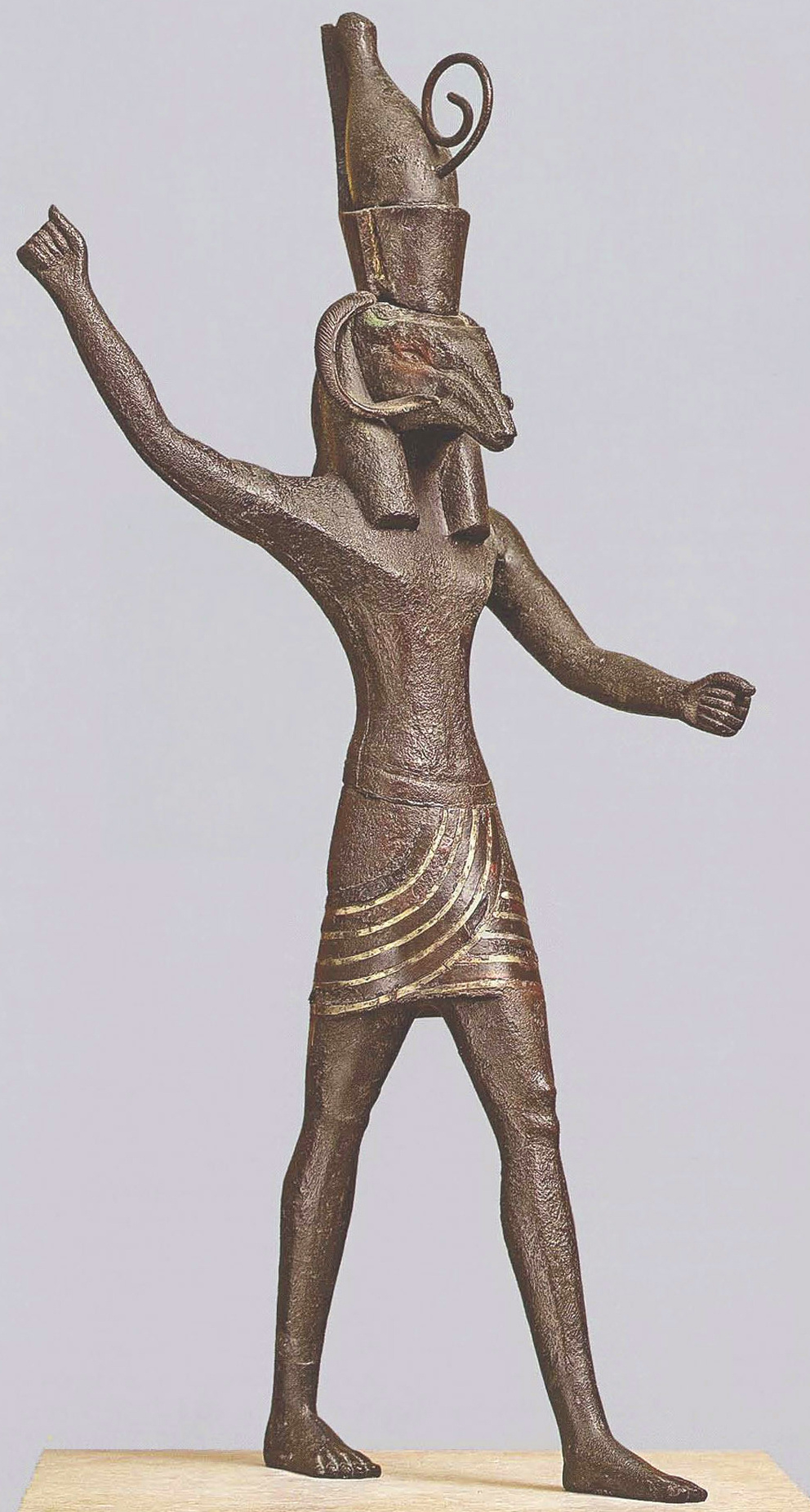
Statuette de Seth-Amon, Époque ramesside, Ny Carlsberg Glyptotek.

Dans la ville de Thèbes et ses alentours, Seth entretient d'étroits rapports avec Montou. Ce dernier, le plus ancien patron du nome thébain, est un dieu guerrier généralement représenté anthropomorphe avec une tête de faucon. Cependant Montou s'est facilement assimilé au belliqueux Seth sous la forme de « Montou-Seth, fils de Rê ». Même à la Basse époque lorsque le culte de Seth est proscrit, ce lien ne faiblit pas et l'on trouve des représentations de Montou avec la tête de Seth. Le taureau Boukhis, hypostase de Montou, indique les liens tenaces entre les deux déités. Une description tardive du taureau rapporte en effet que « les Deux Seigneurs sont en lui, unis ensemble, car sa nuque est blanche et son visage noir ». Les Deux Seigneurs en question sont Horus et Seth réconcilés.

Le syncrétisme entre Amon et Seth est lui aussi attesté. Une petite statuette en bronze à présent conservée à la Ny Carlsberg Glyptotek de Copenhague et datée de la fin du Nouvel Empire (époque ramesside) représente Seth coiffé du pschent (couronnes rouge et blanche imbriquées) dans l'attitude du harponneur d'Apophis, l'ennemi de la barque solaire. La lance qu'il tenait dans la main est cependant perdue. Le dieu est figuré avec son habituelle tête séthienne mais ses oreilles caractéristiques sont remplacées par les cornes recourbées du bélier d'Amon. Les deux dieux, Amon et Seth, partagent jusqu'à la période tardive certains traits essentiels. Le nome thébain, tout comme le très séthien nome oxyrhynchite est symbolisé par le sceptre Ouas. De plus, le territoire thébain (comme les territoires voués à Seth) est lui aussi situé au débouché de plusieurs routes caravanières menant au désert Libyque. De plus, jusqu'à la période gréco-romaine, les oasis libyques sont considérées comme des zones où les dieux Ammon et Seth partagent leurs puissances protectrices et divinatoires.  

### Protecteur de la monarchie

#### Pharaons séthiens

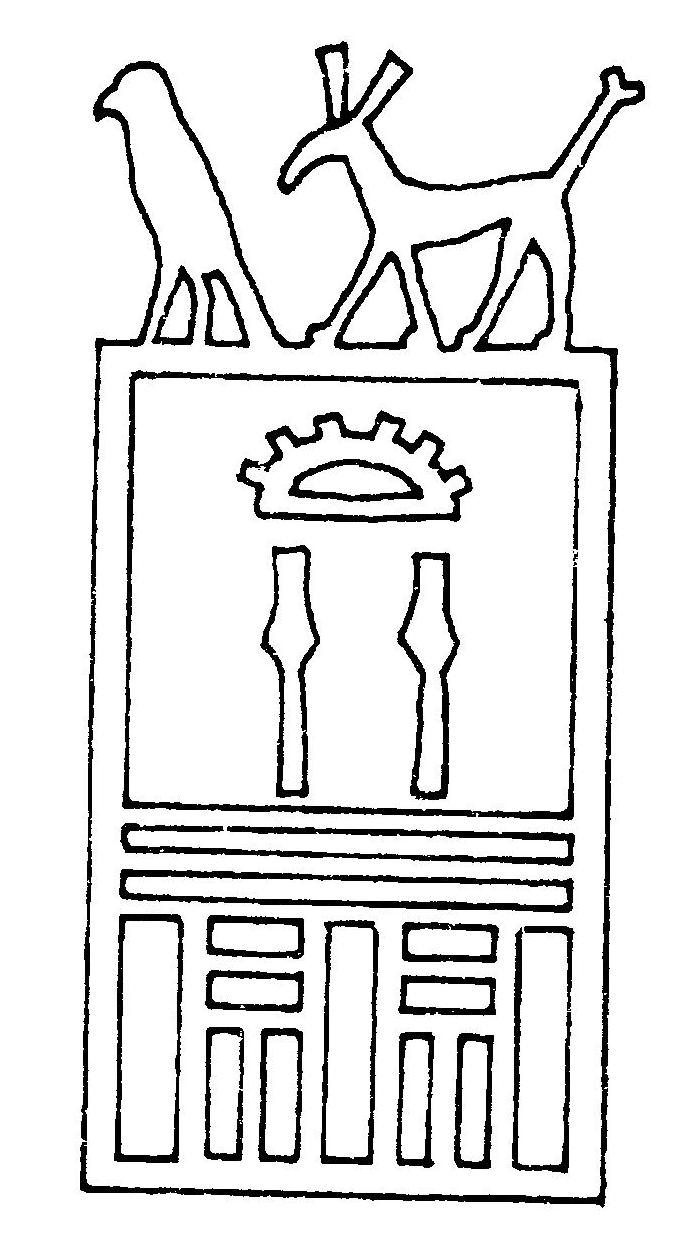
Titulature de Khâsekhemoui.

Titulature de Péribsen.

Malgré sa mauvaise réputation, le dieu Seth a réussi à trouver des adeptes dans la plus haute couche de la société égyptienne, à savoir la famille royale. Sous la IIe dynastie (aux alentours du XXVIIe siècle), le culte royal jusqu'alors centré sur la figure du dieu faucon Horus connaît un profond bouleversement. Le pharaon Horus-Sekemib « L'Horus au cœur puissant » abandonne son nom d’Horus et met le dieu Seth au rang de divinité principale en devenant Seth-Péribsen « Seth, espoir de tous les cœurs ». Ce changement radical de titulature est jusqu'à présent largement inexpliqué. Il s'agit peut-être d'une victoire des adorateurs de Seth ou le reflet de la division de l'Égypte en deux royaumes concurrents. Sekhemib a peut-être été chassé du Nord pour trouver refuge dans le Sud où il a changé de nom pour devenir Péribsen. Un de ses successeurs, le roi Khâsekhemoui « Horus-Seth, les deux puissances apparaissent » incorpore, fort diplomatiquement, les deux dieux à sa titulature, peut-être une manière de symboliser la réconciliation des deux parties du pays. Selon le Français Jean Sainte Fare Garnot (1908-1963), il n'est nul besoin de faire appel à une hypothétique guerre entre deux factions rivales. Le nom de Péribsen est une phrase verbale qui signifie « leurs sentiments à tous deux se révèlent » et fait référence aux dieux Horus et Seth. Ainsi, autant que le nom de Khâsekhemoui, qui parfois se complète par l'expression « les deux seigneurs qui sont en lui sont réconciliés », le nom de Péribsen fait référence à la réconciliation mythique des deux divinités antagonistes dans la personne du pharaon. D'après une remarque formulée en 1956 par le Gallois John Gwyn Griffiths (1911-2004), durant tout l'Ancien Empire, dans la titulature royale composées de cinq noms, le Hor Nebou ou « Nom Horus d'Or » a été interprété comme un « Nom d'Horus et Seth ».

#### Au service des pharaons

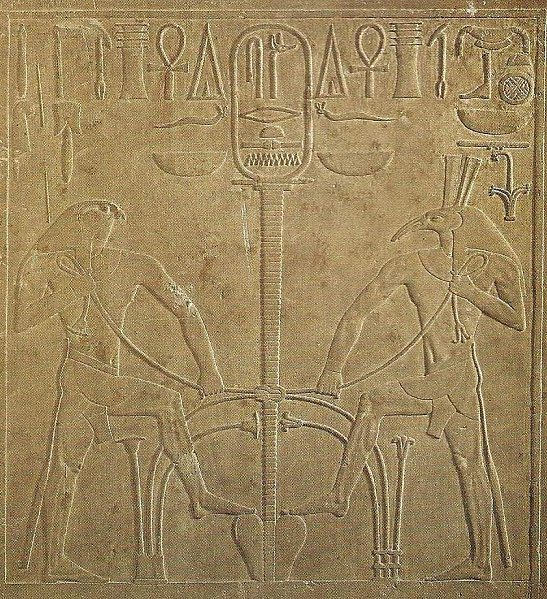
Détail du trône de Sésostris Ier montrant les dieux Horus et Seth procéder à l'unification symbolique de l'Égypte. Musée égyptien du Caire,.

Après la IIe dynastie, plus aucun pharaon n'a daigné évincer Horus au profit de Seth ou à associer les deux divinités dans une titulature royale. Le nom et le culte de Seth ont néanmoins fortement profité du soutien royal en de maintes occasions. Durant le Moyen Empire, sur les statues de Sésostris Ier montré assis sur son trône, le siège royal fait figurer sur ses deux côtés les dieux Horus et Seth en train d'accomplir le rite du Sema-taouy ou « Réunion des Deux-Terres ». Les deux divinités, debout et les muscles saillants, lient vigoureusement ensemble le lotus et le papyrus (les plantes héraldiques de la Haute et Basse-Égypte) autour d'un poteau symbolisant le pouvoir politique et pacificateur de pharaon. Au Nouvel Empire, durant la glorieuse XVIIIe dynastie, le pharaon guerrier Thoutmôsis III surnommé « l'aimé de Seth » n'hésite pas à se faire représenter en compagnie de ce dieu. Sur un bas-relief de Karnak, Seth est représenté tel un instructeur en train d'apprendre au jeune Thoutmôsis le maniement de l'arc. Placé derrière son élève, le dieu enseigne au roi à bien se positionner en face de sa cible tout en le guidant de la main afin qu'il apprenne à bien viser ses coups de flèches. Plus tard, durant la XIXe dynastie, Seth est mis à l'honneur par Ramsès II de diverses manières. Seth devient un des quatre grands dieux nationaux avec Amon, Rê et Ptah. À Pi-Ramsès, le roi se fait intituler comme « le taureau de Seth ». Dans une scène qui retranscrit le déroulement de la bataille de Qadesh, le souverain combat les Hittites, ses ennemis, tel Seth qui est « Baal sur le champ de bataille ». Une fois le calme revenu, un traité de paix est rédigé en caractères cunéiformes sur une plaquette en argent avec une image de « Seth, souverain du ciel » pour garantir son application effective. Sous la XXe dynastie, si Ramsès III ne fait plus de Seth un grand dieu national à l'image d'Amon, Rê et Ptah, il continue toutefois à entretenir ses lieux de culte à Noubt et à Pi-Ramsès. Ces travaux sont cependant bien moins dispendieux que ceux accomplis pour les trois autres divinités à Thèbes, Memphis et Héliopolis. La période ramesside constitue l'âge d'or du dieu Seth où pas moins de trois pharaons ont porté des prénoms théophores forgés sur le nom du dieu, Séthi Ier, Séthi II « né de Seth » et Sethnakht « Seth est victorieux ».

### De l'ambivalence à la proscription

#### Martelages rituels
En tant que personnification du conflit et du désordre, le dieu Seth a permis aux Anciens Égyptiens d'expliquer et de comprendre la fragilité des structures humaines, le déclin politique et le retour incessant du chaos dans le corps social. Par rapport aux autres dieux, considérés comme plus parfaits et bénéfiques, Seth est une figure excessive et déroutante. Dans les rituels religieux, sa capacité de nuisance a été circonscrite par d'infinis précautions oratoires et iconographiques. Dans les Textes des pyramides, sa présence est amoindrie : le hiéroglyphe de l'animal séthien est rejeté au profit d'un groupe de signes unilitères (voir plus haut Tableau 1). Au Nouvel Empire, alors que Seth est comblé par les faveurs des premiers ramessides, le dieu est étrangement absent à Abydos la cité d'Osiris. Alors que partout ailleurs, le pharaon Séthi Ier n'hésite pas à faire figurer l'animal séthien dans son cartouche royal, dans son temple funéraire abydéen, le souverain exclu Seth de sa titulature et le remplace par le hiéroglyphe d'Osiris. À partir de la Troisième Période intermédiaire, l'éradication de Seth prend une tournure systématique et d'une ampleur nouvelle. Si la présence de Seth reste acceptée durant la XXIe dynastie, sous la XXIIe dynastie, entre les règnes d'Osorkon II et de Sheshonq III (IXe et VIIIe siècles av. J.-C.), se manifeste la volonté de faire disparaître tous les hiéroglyphes représentant Seth. De nombreux monuments antérieurs portent alors les traces d'un martelage systématique. Ces dégradations rituelles coïncident avec la montée des cultes d'Osiris et d'Horus l'Enfant. En tant que meurtrier d'Osiris et rival d'Horus, Seth devient indésirable. Il perd ses côtés bénéfiques de combattant de Rê et ne sont plus retenus que ses traits malfaisants. Sa capacité de nuisance est symboliquement éloignée des lieux de cultes par l'effacement de ses images hiéroglyphiques ou par la transformation de sa tête en bélier d'Amon.

Deux photographies du cartouche royal de Séthi Ier
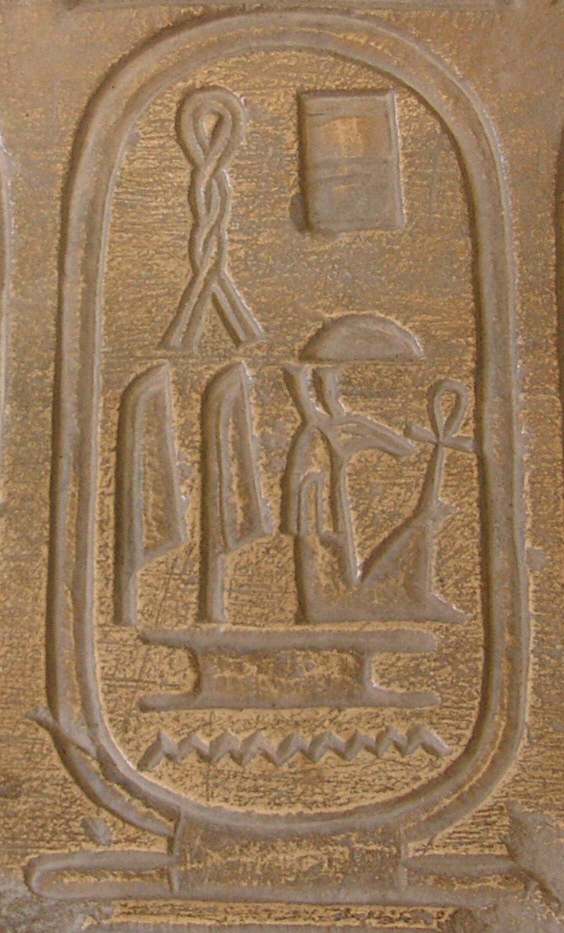
Hiéroglyphe de Seth intact.
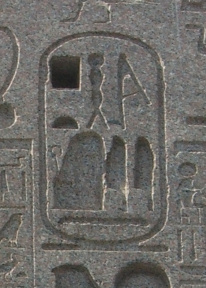
Hiéroglyphe de Seth martelé.

#### Damnation

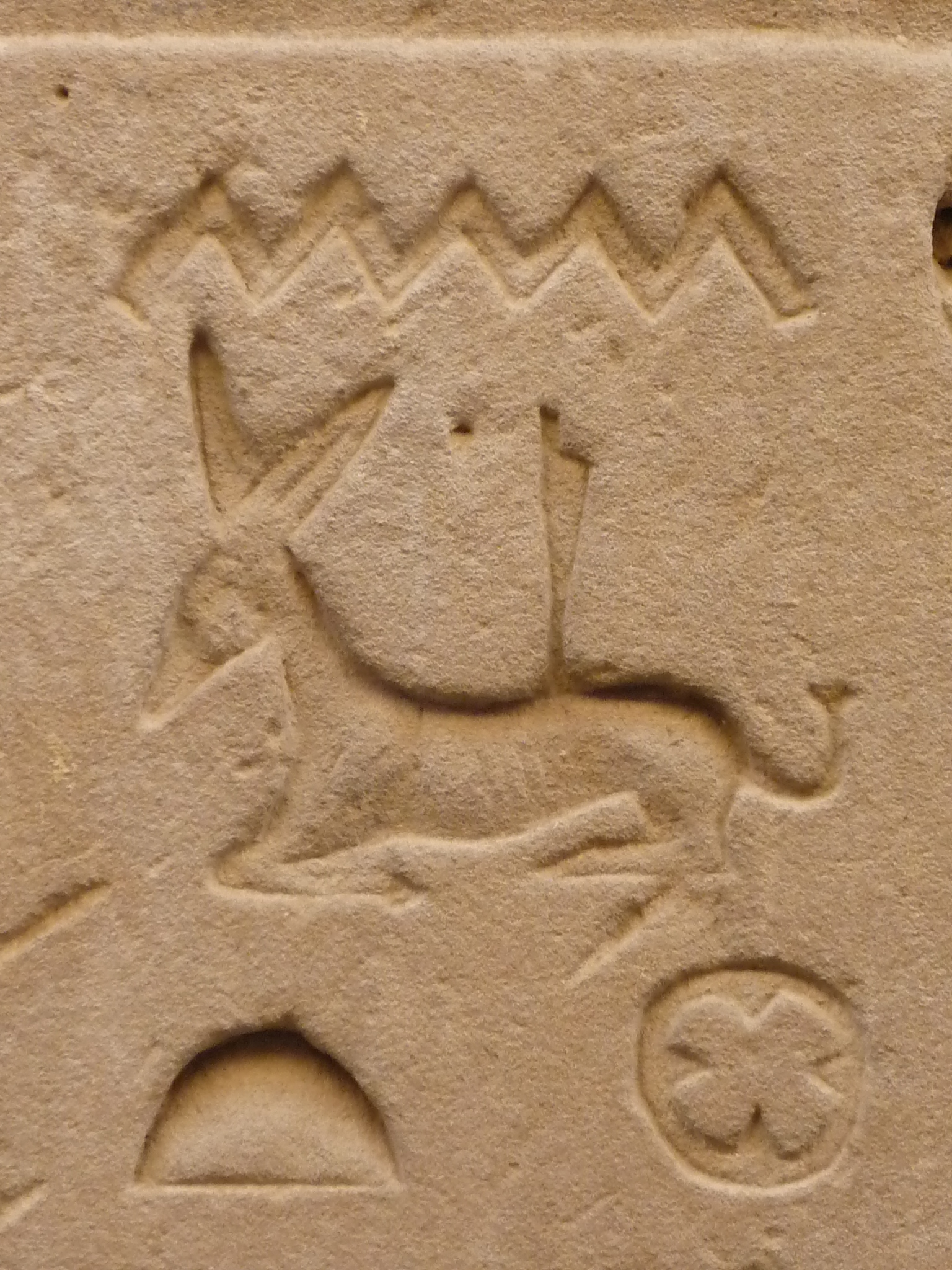
Âne séthien lardé de coups de couteau. Temple d'Edfou, période gréco-romaine.

Durant le premier millénaire avant notre ère, la plus grande mutation de la religion égyptienne est la montée en puissance du culte d'Osiris au sein des temples. La dévotion du dieu des morts ne se limite plus aux nécropoles et se diffuse au sein de la population sous les traits d'une religion du salut. Chaque sanctuaire d'importance (Karnak, Dendérah, Edfou, Philæ, etc.) se voit attribuer des chapelles spécialement dédiées aux rituels osiriens. Les Mystères du mois de Khoiak sont la plus grande célébration annuelle. Durant plusieurs semaines de petites effigies momiformes sont confectionnées par les officiants puis rituellement inhumées dans des tombeaux présentés comme le sépulcre mythique d'Osiris. À partir de l'Époque saïte (-664 à -525), Seth n'est plus montré que sous les aspects négatifs du meurtrier dégénéré. Par divers moyens rituels le dieu est combattu par les prêtres afin de réduire à néant sa présence mortifère. Sa présence est niée, son nom est omis ou remplacé par celui de Geb ou Thot. L'animal séthien est banni et remplacé par l'image d'un âne entravé ou lardé de coups de couteau. Dans le Rituel pour renverser Seth élaboré durant la XXXe dynastie Seth est présenté comme un être exilé en Asie par Rê mais qui revient en Égypte pour détruire les temples divins et massacrer les animaux sacrés avant d'être à nouveau banni. La démonisation et la damnation de Seth se mettent en place à une époque où l'Égypte doute d'elle-même après une série d'invasions issues du Proche-Orient (menaces assyriennes puis dominations perses des XXVIIe et XXXIe dynastie achéménides). Pour les prêtres égyptiens, longuement traumatisés par le pillage de Thèbes en -663 par les troupes d'Assourbanipal, ces présences sémitiques sont perçus comme des désordres cosmiques et un retour au chaos primordial. Seth, le turbulent dieu des contrées frontalières devient l'étranger, l'ennemi politico-religieux et l'incarnation des valeurs néfastes des envahisseurs. Tous, Pharaon et sacerdotes égyptiens doivent combattre cet ennemi par les armes et les rituels magiques d'exécrations sur le modèle mythologique d'Horus, le défenseur de son père Osiris.

#### Rituels d'annihilation
L'assimilation de Seth aux envahisseurs et aux barbares impies fait de lui le prototype de l'être néfaste à éliminer. Son caractère de défenseur de Rê lui est confisqué au profit d'Horus et, sauf quelques exceptions dans les oasis du désert Libyque, Seth le harponneur d'Apophis est un motif iconographique qui ne se rencontre plus. Tout au contraire, Seth est maintenant rangé au côté du maléfique serpent Apophis et des rites sont élaborés afin de l'éliminer magiquement. Dans le Rituel de renverser Seth, le dieu proscrit est présenté sous un portrait parlé des moins flatteur :

« …combattant dans le sein, accomplissant le mal, transgressant le droit chemin, aimant le combat, se plaisant au désordre, refusant le respect à plus ancien que lui, créant le mal, excitant le malaise par hostilité au père de ses pères, méprisant les lois, agissant en bandit prêt à tuer et à voler, seigneur du crime, haïssant la concorde, outrecuidant parmi les dieux, fomentant la guerre, suscitant le meurtre… »

— Rituel de renverser Seth (extrait). Traduction de Étienne Drioton

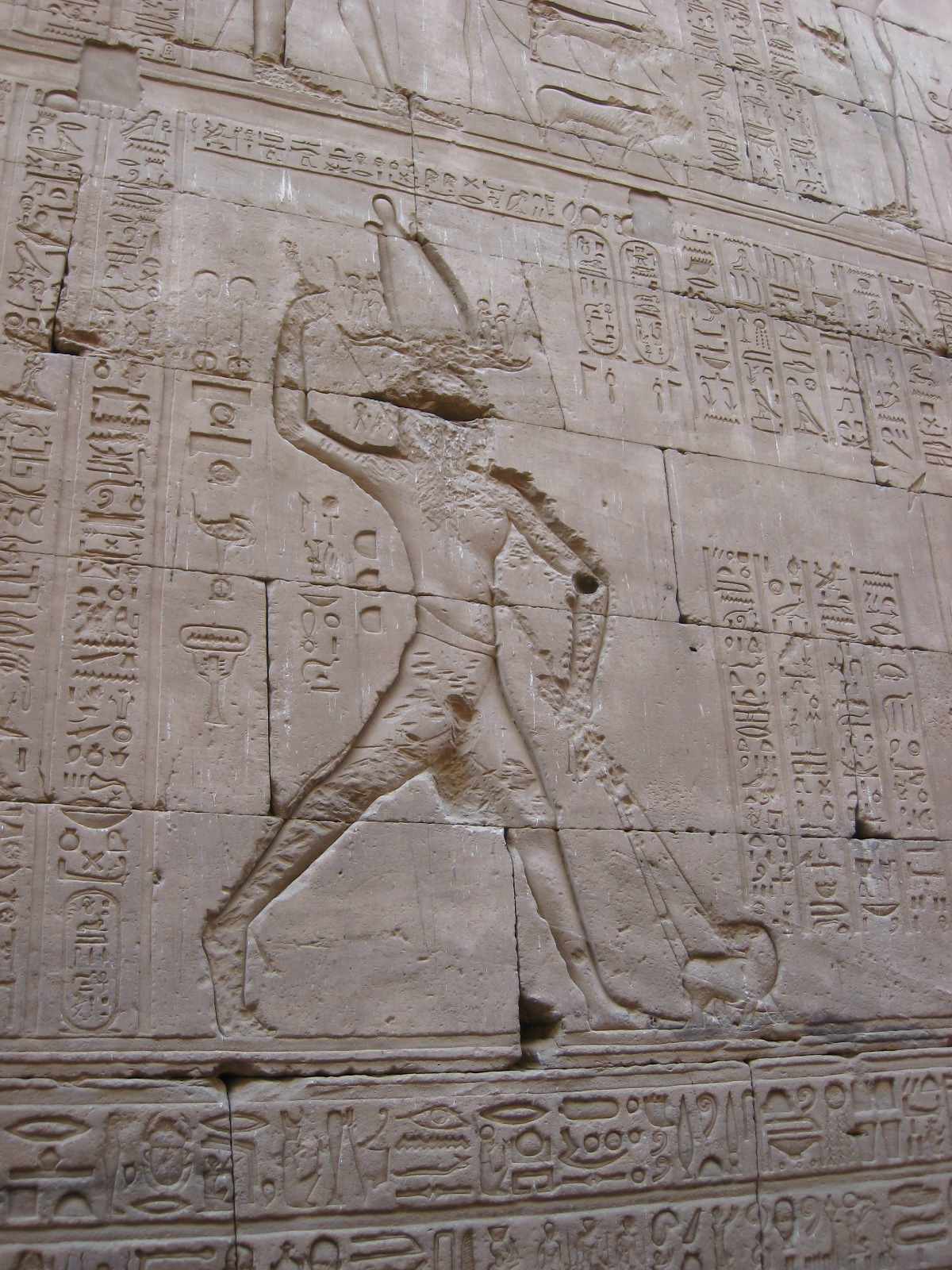
Horus harponnant rituellement une figurine séthienne d'hippopotame (temple ptolémaïque d'Edfou).

Au sein des temples, chaque jour, dans la crainte de voir le monde disparaître, la présence de Seth est annihilée au moyen de figurines en cire rouge sous forme de taureaux et d'ânes sur lesquelles son nom était inscrit. Tandis que des chants glorifiaient sa défaite et son émasculation, des prêtres crachaient sur les figurines séthiennes puis les piétinaient, les tailladaient et les jetaient au feu. Plusieurs rituels nous sont parvenus : le Rituel pour repousser Seth et ses complices, le Rituel pour repousser l'Agressif, le Rituel pour la conservation de la vie (papyrus Salt 825), le Livre de protéger la barque du dieu, etc. À Dendérah, dans les chapelles consacrées à la renaissance d'Osiris, le dieu assassiné est protégé de Seth par la présence de nombreux dieux-gardiens figurés sur les parois. En sus, plusieurs dieux d'importance sont montrés chacun en train d'annihiler Seth en harponnant rituellement une petite figurine :

« Le couteau est dans ma main, j'occis le Malfaisant, je repousse sa marche vers la place d'Osiris, je suis celle dont le feu est grand qui s'enflamme dans le ventre de Seth, la flamme de Sekhmet est dirigée contre ses complices. » (paroles de Ouadjet).
« Je tire contre le Calamiteux, je mets en pièces son corps, tous ses membres sont réduits à néant, je préserve le Temple-de-l'or de la rebelion et de la destruction, je tue l'ennemi, il ne vient plus, sont corps est réduit en cendres. » (paroles de Ounet)
« Je massacre Seth lorsque le disque solaire se montre, la cour divine s'en réjouit, je me déchaîne contre l'ennemi, son corps est anéanti. (…) Je découpe les morceaux des figurines des ennemis, je les livre à l'œil d'Horus (= la flamme), je supprime le Malfaisant, je porte le feu sur son visage. (…) Je découpe le corps de Celui dont le nom est maudit, ses os sont livrés au grand feu, les messagers de Sekhmet ont puissance sur ses chairs. » (Paroles d'Anubis). »

— Dendara, Les chapelles osiriennes (extraits). Traduction de Sylvie Cauville.

#### Exécution du Malfaisant
Chaque année, lors des Mystères osirien, les prêtres et prêtresses du temple commémorent la renaissance d'Osiris en rejouant les moments cruciaux du mythe. Entre les 22 et 26 Khoiak deux jeunes femmes tiennent les rôles d'Isis et Nephtys. Longuement, elles se lamentent et chantent des stances destinées à faire venir auprès d'elles l'âme du dieu assassiné. Cependant, pour que ce retour puisse s'effectuer, Seth en tant que personnification de la mort doit être exécuté :
« Viens, veux-tu, enfant qui rajeunis en paix,

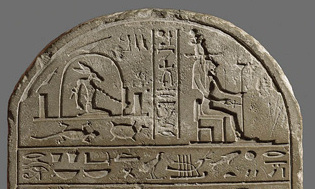
Seth gardé prisonnier par Sekhmet sur son lieu d'exécution. Cintre d'une stèle magique, Musée August Kestner.

Notre maître, afin que nous te contemplions,

Et que tu t'unisses à nous comme un mâle.

Tebeha est à son billot !

Viens en paix, veux-tu, puissant rejeton de son père,

Demeure dans ton domaine, sans avoir de crainte,

Ton fils Horus te protège. C'est Neki qui s'en va,

Il est dans sa fournaise quotidienne,

Une fois son nom éradiqué parmi les dieux,

Tebeha est mort massacré,

Tandis que tu es voué à ton domaine, sans avoir de crainte.

Seth est sous le coup de chaque mauvaise action qu'il a commise,

Après qu'il a donné l'impulsion au désordre du ciel,

Après qu'il a étouffé à notre détriment la pensée,

Après que la terre s'est approché de nous… »
— Extrais de la Cérémonie des deux oiselles-milan, traduction de Pascal Vernus
Dans les chapelles osiriennes du temple de Dendérah, Seth est montré sous la forme d'un homme à tête d'âne. Sa présence est rendue inoffensive en le faisant figurer attaché à un poteau d'exécution lardé de coup de couteaux ou en train d'être assommé par une massue brandie par Horus. Chaque fois que Seth est montré en train d'être rituellement sacrifié, son nom est maudit. Plus d'une trentaine de surnom évoquent ainsi ses aspects maléfiques : le Calomnieux, le Damné, le Fils-manqué, le Furieux, l’Insensé, le Malfaisant, etc.

#### Hippopotames séthiens

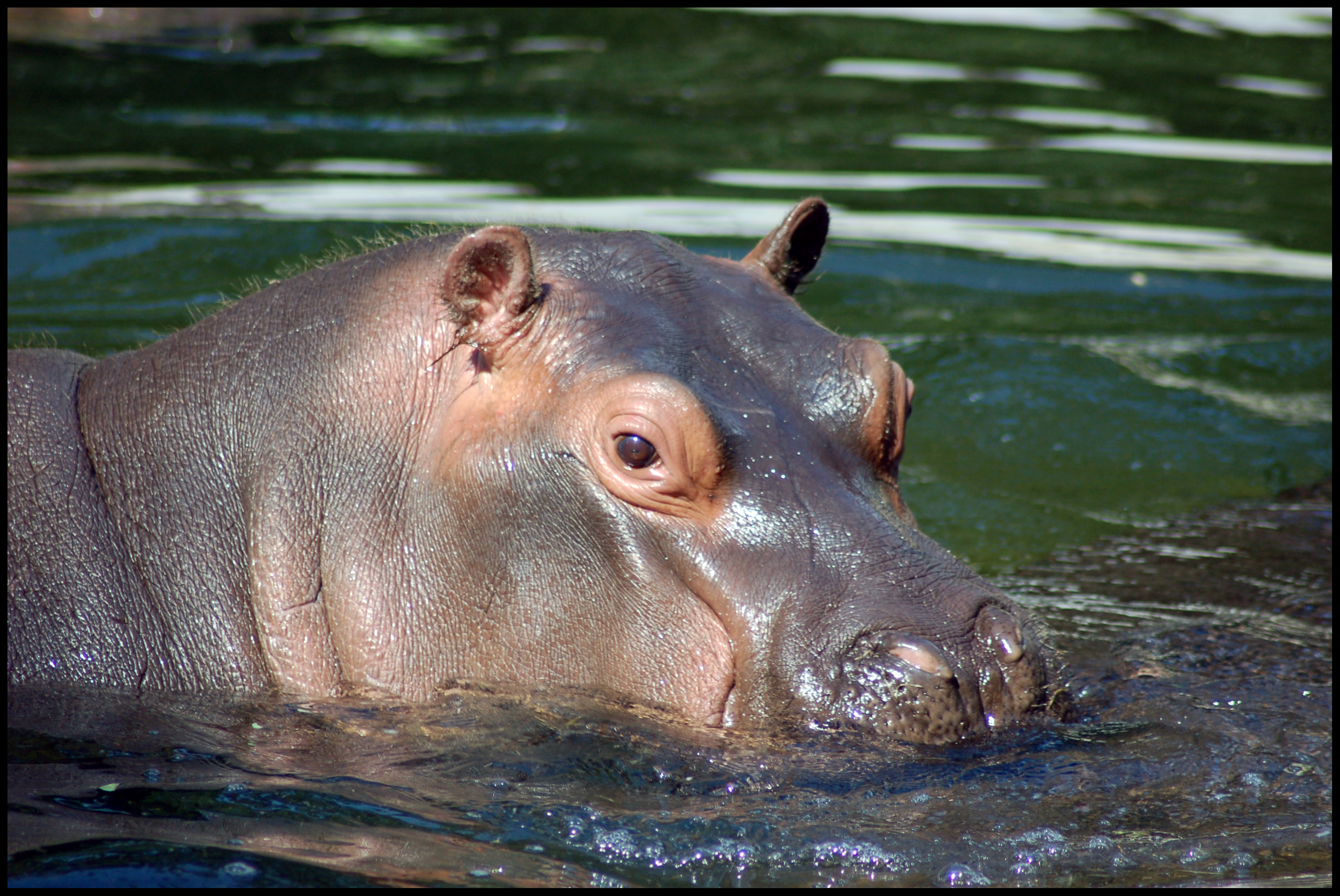
Hippopotame nageant dans l'eau.

Dans les temples tardifs, des scènes gravés sur les parois montrent certains animaux être sacrifiés rituellement telle une marque de triomphe sur Seth. À Edfou dans le temple d'Horus, le dieu et ses desservants sont ainsi figurés en train de massacrer une figurine d'un petit hippopotame. L'hippopotame mâle, en tant que symbole de Seth, a été perçu comme un animal destructeur. Le jour, il passe sa vie dans l'eau et renverse les barques qui sont dans son sillage. La nuit, il vient sur terre chercher sa nourriture et peut ainsi saccager les précieuses récoltes de céréales. Dès la Ire dynastie, l'iconographie montre des chasses royales d'hippopotame en les présentant comme des victoires d'Horus sur Seth. Dans les mastabas de l'Ancien Empire, les nobles se font représenter voguant dans les marécages, debout sur une barque en papyrus et harponnant l'animal à plusieurs reprises. Aucun individu de cet imposant animal n'a été momifié. Cependant, si aucune véritable momification n'a été entreprise, des restes ont été découverts à Thèbes, Antaeopolis et El-Matmar sous la forme de quelques ossements enveloppés dans des linges. Les adorateurs de Seth ont très peu rendu hommage à leur dieu sous la forme d'un hippopotame. Quelques exceptions sont à signaler sous la XIXe dynastie. Dans le Xe nome de Haute-Égypte, un gouverneur de la ville de Tchebouy s'est fait représenter en adoration devant Seth-hippopotame sur une stèle en calcaire découverte à Qau. À Deir el-Médineh, plusieurs stèles érigées par les artisans chargés de creuser les tombes royales font référence à Seth. Sur l'une d'elles, Neferrenpet vénère conjointement Amon et Taouret. Cette dernière est suivie par deux petits hippopotames, le premier est « Seth-le-beau », l'autre « Le-fils-de-Nout » (c'est-à-dire à nouveau Seth).

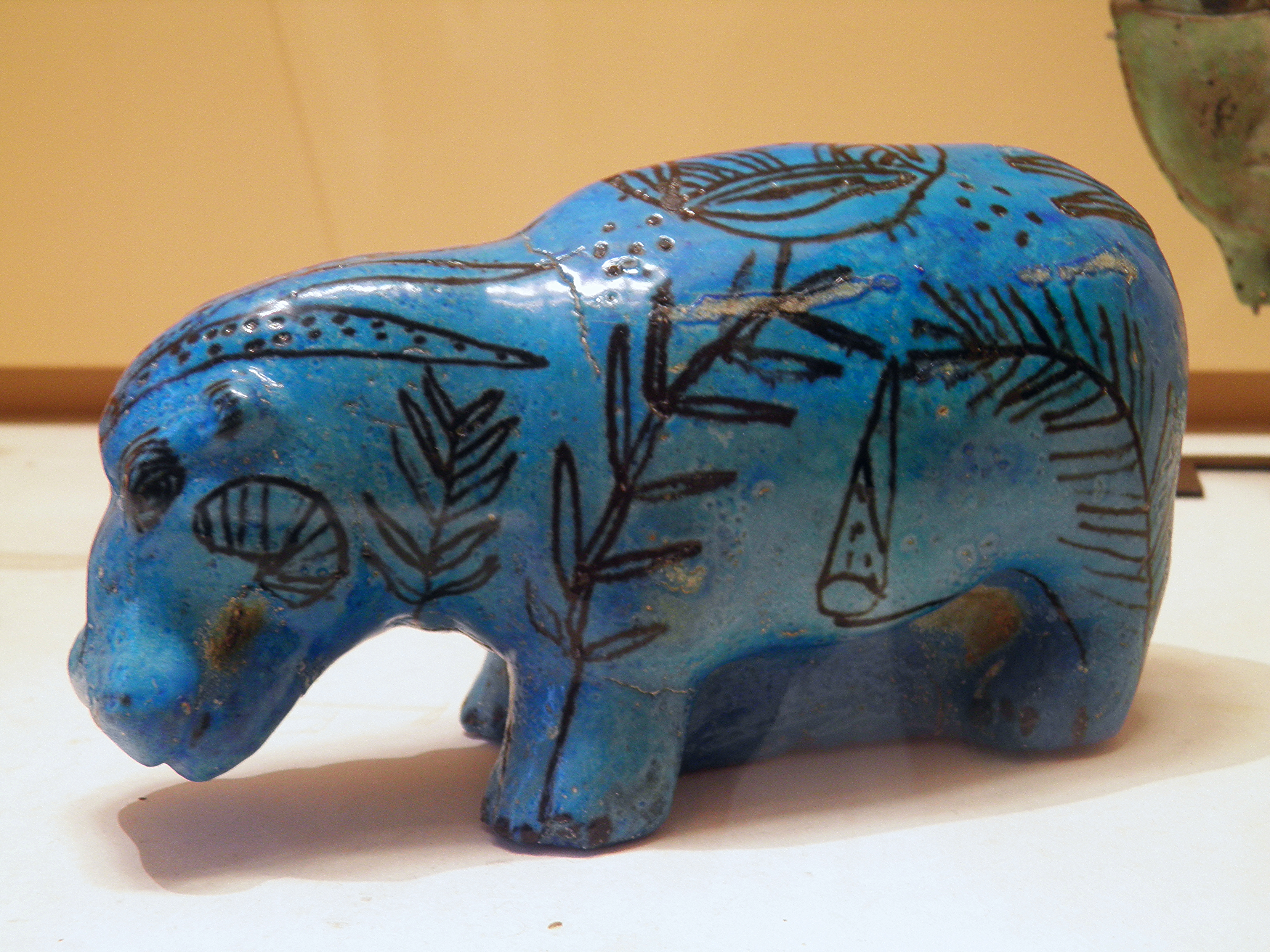
Statuette d'hippopotame en faïence émaillée, région thébaine, Deuxième Période intermédiaire, Musée du Louvre.
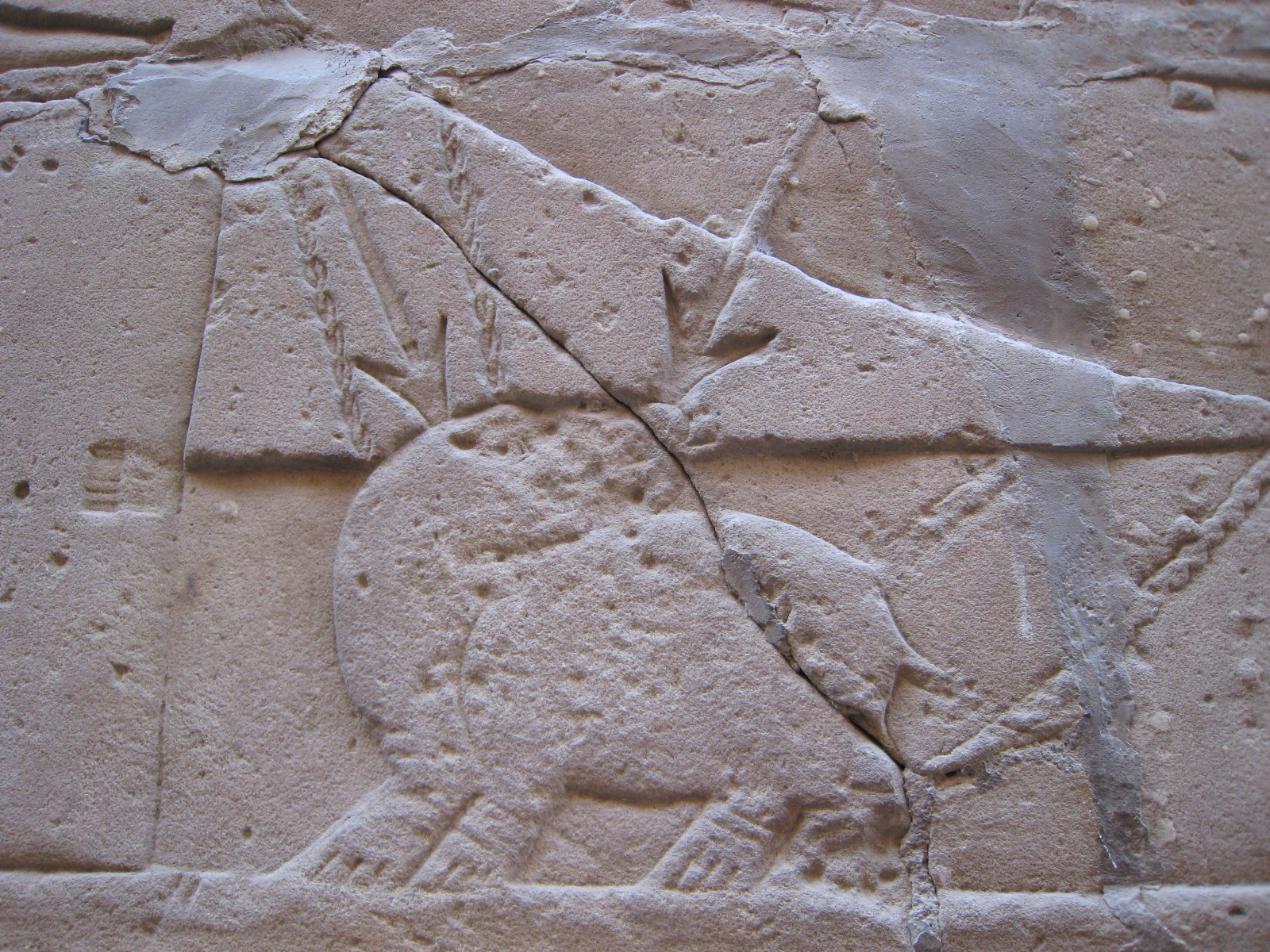
Hippopotame harponné. Bas-relief du temple d'Edfou. période gréco-romaine.
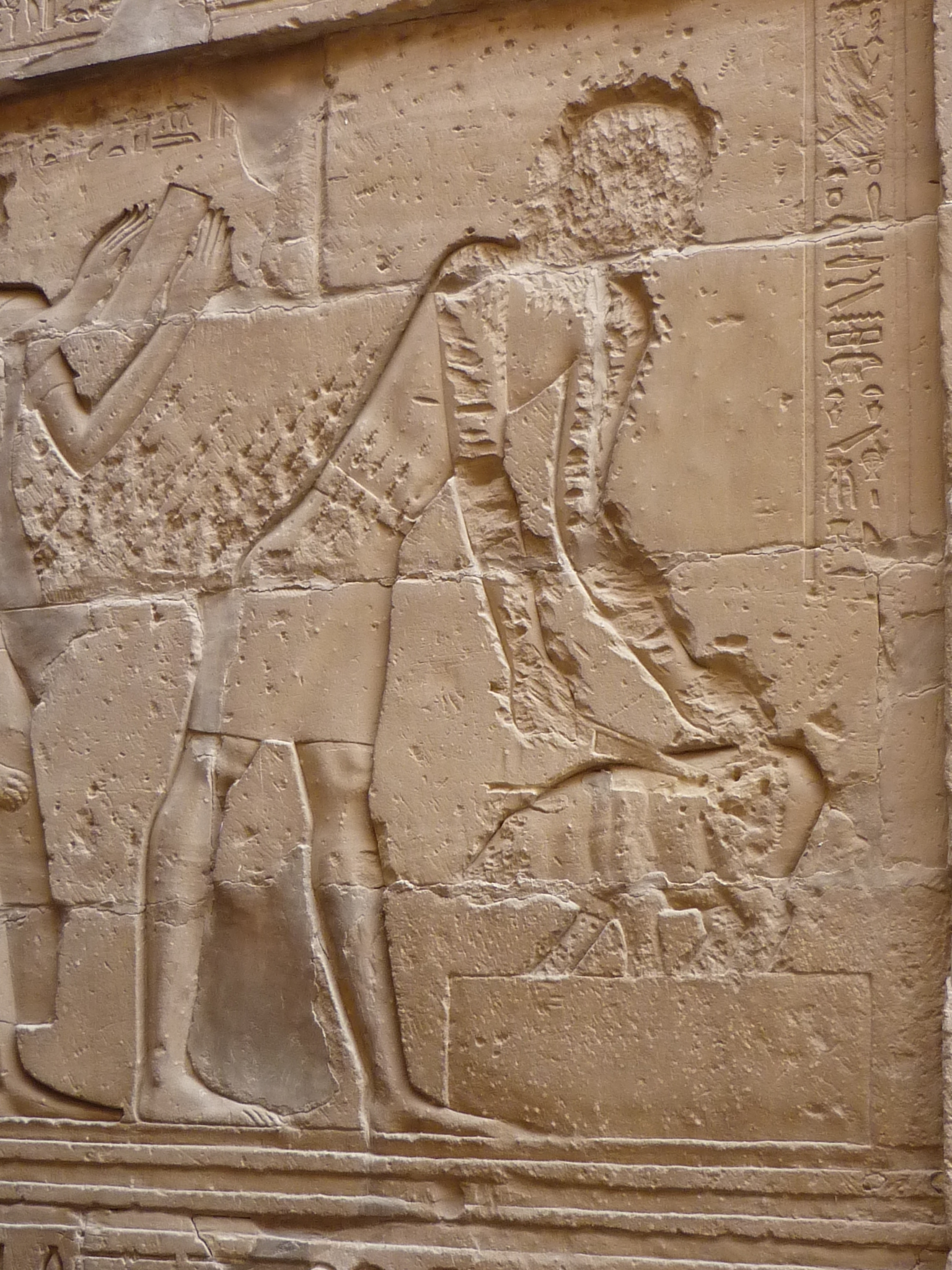
Figurine d'hippopotame massacrée par un prêtre. Temple d'Edfou.

## Culture populaire contemporaine

### Bandes dessinées
Le dieu Set du peuple des Styges est un être démoniaque inventé en 1932 par le romancier américain Robert E. Howard (1906-1936). Son nom apparaît dans la nouvelle Le Phénix sur l'épée (The Phoenix on the Sword, 1932), récit d'une aventure de Conan le Barbare durant l'époque mythique de l'Âge hyborien. Les traits de Seth l'Égyptien s'amalgament à ceux de l'Hydre de Lerne dotée de sept têtes et à ceux du serpent Apophis. Les aventures de Conan sont ensuite adaptées dans les comics publiés par Marvel à partir des années 1970.
Par ailleurs, dans les comics dédiés à Thor, dieu du tonnerre et super-héros, les éditions Marvel mettent en scène un autre personnage basé sur la divinité égyptienne. Voulant régner sans partage sur l'Héliopolis céleste, royaume situé dans une autre dimension, le dieu maléfique Seth enferme Isis, Osiris et Horus dans une pyramide. Mais, en contactant Odin, roi des dieux d'Asgard, les captifs parviennent à faire apparaître la pyramide aux États-Unis,.
Dans la bande dessinée Papyrus, Seth est un adversaire ponctuel de Papyrus. Dans la série télévisée dérivée par contre, Seth est l'antagoniste principal avec son grand prêtre, Aker.

### Jeux vidéo
En 1999, les dieux Seth et Horus sont mentionnés dans le jeu vidéo d'action-aventure Tomb Raider : La Révélation finale développé par Core Design et édité par Eidos Interactive. Dans le cours de l'action, la jeune héroïne Lara Croft libère par mégarde l'esprit de Seth qui veut se venger d'Horus. Elle parvient toutefois à vaincre le dieu malfaisant grâce à une amulette. La même année, l'entreprise Sierra-On-Line sort le jeu de gestion Pharaon. Un culte assidu à Seth permet au joueur de bénéficier de son assistance lors d'une invasion ennemie. En remerciement des prodigalités passées (constructions de temples et chapelles, organisation de fêtes), le dieu guerrier annihile les rangs adverses et renforce le courage des troupes locales.
En voyant les envahisseurs foudroyés par Seth, les défenseurs massacrent allègrement les derniers rescapés ou les mettent en fuite dans une piteuse débandade. Au contraire, si le joueur néglige Seth, ce dernier se venge en rendant toute victoire militaire quasiment impossible.
Dans le MOBA de Hi-Rez Studios SMITE, Seth est un dieu jouable.

### Stargate

Symbole du Goa'uld Seth.

Dans la série télévisée américano-canadienne Stargate SG-1, diffusée sur la chaine M6 entre 1998 et 2007, Seth est l'un des nombreux Goa'uld — une race d'extraterrestres parasites — qui sème la mort et la désolation sur les planètes habitées de l'univers. Seth est un ancien Grand Maître qui a trahi son congénère Râ et qui a emprisonné son frère Osiris. Dans le deuxième épisode de la Saison 3, la Tok'ra (une ligue de Goa'ulds alliés aux humains) découvre que Seth est présent sur Terre depuis de nombreux siècles et qu'il se fait passer pour un dieu au sein de plusieurs groupes sectaires violents. Il dirige ainsi une secte lourdement armée dans l'État de Washington après avoir fait subir un lavage de cerveau à ses adeptes avec un produit dénommé nish'ta. Au cours d'une opération militaire, il est tué par l'officier Samantha Carter avec un gant goa'uld, une puissante arme de tir. Les miliciens Jaffas aux ordres de Seth portent un casque muni de deux longues oreilles.
Cette particularité est un sujet de blague (la blague est faite à propos du nez des gardes setesh) auprès des Jaffas affiliés aux autres faux-dieux.

### Doctor Who
Dans la série télévisée britannique Doctor Who, Seth est l'un des nombreux noms de Sutekh, une entité humanoïde aux pouvoirs divins issu de la race des Osiriens. Ceux-ci sont originaires de la planète Phaester Osiris et ont directement influencé de nombreuses civilisations à travers l'univers : l'Égypte antique en fait donc partie.
Sutekh est présenté comme le dieu de la mort, la considérant comme une offrande libératrice qu'il se doit de délivrer à toute forme de vie. Souhaitant imposer sa supprématie, il assassine son frère Osiris, détruit sa planète d'origine et fait l'objet d'un emprisonnement qui durera assez longtemps pour faire de lui le dernier de son espèce.
Le personnage de Sutekh sera confronté au Docteur à plusieurs reprises et incarne sans doute, par sa nature, l'un des antagonistes les plus puissants de la série.

### Astronomie égyptienne
- Anne-Sophie von Bomhard, Le calendrier égyptien : Une œuvre d'éternité, Londres, Periplus, 1999, 105 p. (ISBN 1-902699-04-1)
- Anne-Sophie von Bomhard, « Ciels d'Égypte. Le « ciel du sud » et le « ciel du nord », ENiM, Montpellier, vol. 5,‎ 2012, p. 73-102 (lire en ligne)

### Généralités
- Jan Assmann (trad. de l'allemand par Nathalie Baum), Mort et au-delà dans l'Égypte ancienne [« Tod und Jenseits im alten Ägypten »], Monaco, Éditions du Rocher, coll. « Champollion », 2003, 684 p. (ISBN 2-268-04358-4)
- S. Aufrère, J.-Cl. Golvin, J.-Cl Goyon, L’Égypte restituée : Tome 2, Sites et temples des déserts, Paris, Errance, 1994, 278 p. (ISBN 2-87772-091-8)
- Sydney H. Aufrère, Thot Hermès l'Égyptien : De l'infiniment grand à l'infiniment petit, Paris, L'Harmattan, coll. « Kubaba », 2007, 369 p. (ISBN 978-2-296-04639-9)
- Sylvie Cauville, L'offrande aux dieux dans le temple égyptien, Paris-Leuven (Belgique), Peeters, 2011, 291 p. (ISBN 978-90-429-2568-7)
- Peter A. Clayton, Chronique des Pharaons : l'histoire règne par règne des souverains et des dynasties de l'Égypte ancienne, Paris, Casterman, 1995, 224 p. (ISBN 2-203-23304-4)
- Jean-Pierre Corteggiani (ill. Laïla Ménassa), L'Égypte ancienne et ses dieux, dictionnaire illustré, Paris, éditions Fayard, 2007, 589 p. (ISBN 978-2-213-62739-7)
- Françoise Dunand, Roger Lichtenberg et Alain Charron, Des animaux et des hommes : Une symbiose égyptienne, Monaco, Le Rocher, 2005, 271 p. (ISBN 2-268-05295-8)
- (en) Alan Henderson Gardiner, The Library of A. Chester Beatty. Description of a Hieratic Papyrus with a Mythological Story, Love Songs, and Other Miscellaneous Texts, no 1, Londres, sans éditeur, 1931
- Colette J. Manouvrier, Ramsès le dieu et les dieux ou la théologie politique de Ramsès II, Paris, ANRT diffusion, 1996, 790 p. (ISBN 978-2-7295-1545-4)
- Bernadette Menu, Égypte pharaonique : Nouvelles recherches sur l'histoire juridique, économique et sociale de l'ancienne Égypte, Paris, L'Harmattan, 2004, 392 p. (ISBN 2-7475-7706-6, lire en ligne)
- Pierre Montet, Géographie de l'Égypte ancienne : Première partie ; To-Mehou, La Basse Égypte, Paris, Librairie C. Klincksieck, 1957, 224 p. (lire en ligne)
- Pierre Montet, Géographie de l'Égypte ancienne : Deuxième partie ; To-Chemou, La Haute Égypte, Paris, Librairie C. Klincksieck, 1961, 240 p. (lire en ligne)
- (en) Jean-Fabrice Nardelli, Homosexuality and Liminality in the Gilgamesh and Samuel, Amsterdam, Hakkert, 2007
- Massimo Patanè, « Existe-t-il dans l'Égypte ancienne une littérature licencieuse ? », Bulletin de la société française d'égyptologie, no 15,‎ 1991
- Youri Volokhine, « Tristesse rituelle et lamentations funéraires en Égypte ancienne », Revue de l'histoire des religions, vol. [en ligne] 2 : La mort et l'émotion. Attitudes antiques,‎ 2008 (lire en ligne)

### Hiéroglyphes
- Maria Carmela Betrò, Hiéroglyphes : Les mystères de l'écriture, Paris, Flammarion, 1995, 251 p. (ISBN 2-08-012465-X)
- Yvonne Bonnamy et Ashraf Sadek, Dictionnaire des hiéroglyphes : hiéroglyphes-français, Arles, Actes Sud, 2010, 986 p. (ISBN 978-2-7427-8922-1)

### Mythologie
- Ugo Bianchi, « Seth, Osiris et l'ethnographie », Revue de l'histoire des religions, Paris, Armand Colin, vol. 179, fasc. 2,‎ avril-juin 1971, p. 113-135 (JSTOR 23667624)
- Hippolyte Boussac (préf. David Favre), Seth Typhon : Génie des Ténèbres, Marseille, Arqa, 2006, 113 p. (ISBN 978-2-7551-0003-7)
- Christian Cannuyer, « Seth, Ba‘al et Yhwh, dieux des nuées si proches en leurs espaces célestes. Du Seth pharaonique au Seth gnostique », dans Christophe Vielle, Christian Cannuyer et Dylan Esler (éd.), Dieux, génies, anges et démons dans les cultures orientales & Florilegium Indiae Orientalis Jean-Marie Verpoorten in honorem, coll. « Acta Orientalia Belgica (30) », Bruxelles, 2017, p. 17-46.
- Christian Cannuyer, « Seth l’Égyptien, puissant dieu de l’orage, défenseur de la barque solaire et ravisseur de voix », dans René Lebrun et Étienne Van Quickelberghe (éd.), Dieu de l’orage dans l’antiquité méditerranéenne. Actes du colloque international organisé à Louvain-la-Neuve les 5 et 6 juin 2015 par le Centre d’Histoire des Religions Cardinal Julien Ries, coll. « Homo Religiosus (Série II, 17) », Turnhout, 2017, p. 155-192.
- Michel Defossez, « Les laitues de Min », Studien zur Altägyptischen Kultur, vol. 12,‎ 1985, p. 1-4 (JSTOR 25150085)
- Philippe Derchain, « Mythes et dieux lunaires en Égypte », La lune, mythes et rites, Paris, Éditions du Seuil, sources orientales, vol. 5,‎ 1962, p. 17-68
- Wolfgang Helck et Wolfhart Westendorf (éditeurs), « Seth », Lexikon der Ägyptologie, Wiesbaden, vol. V, Lief. 6.,‎ 1982, p. 908–911 (lire en ligne)
- (en) Jens Joergensen, Egyptian Mythological Manuals : Mythological structures and interpretative techniques in the Tebtunis Mythological manual, the Manual of the Delta and related texts, Université de Copenhague, 2013, 163 p. (lire en ligne)
- Pierre Koemoth, Osiris et les arbres : Contribution à l'étude des arbres sacrés de l'Égypte ancienne, Liège, coll. « Ægyptiaca Leodiensia (3) », 1994, 336 p.
- Pierre de Maret, « L’oryctérope, un animal « bon à penser » pour les Africains est-il à l’origine du dieu égyptien Seth ? », BIFAO, Le Caire, vol. 105,‎ 2005, p. 1-20 (lire en ligne)
- Bernard Mathieu, « Seth polymorphe : le rival, le vaincu, l'auxiliaire (Enquêtes dans les Textes des Pyramides, 4) », ENiM, Montpellier, vol. 4,‎ 2011, p. 137-158 (lire en ligne)
- Bernard Mathieu, « Horus : polysémie et métamorphoses (Enquêtes dans les Textes des Pyramides, 5) », ENiM, Montpellier, vol. 6,‎ 2013, p. 1-26 (lire en ligne)
- Dimitri Meeks et Christine Favard-Meeks, « Les dieux et démons zoomorphes de l'Ancienne Égypte et leurs territoires », Les polythéismes, pour une anthropologie des sociétés anciennes et traditionnelles, Action thématique programmée, Carnoules « (1) Seth-De la savane au désert »,‎ 1986, p. 5-51 (lire en ligne)
- (en) Herman te Velde (trad. Mrs. G. E. van Baaren-pape), Seth, God of Confusion. A Study of his Role in Egyptian Mythology and Religion, Leyde, Brill, 1967 (réimpr. 1977) (lire en ligne)
- (en) Herman te Velde, « The Egyptian God Seth as Trickster », JARCE 7,‎ 1968, p. 37-40
- Herman te Velde (trad. Christian Bégaint), Seth, ou la divine confusion : Une étude de son rôle dans la mythologie et la religion égyptienne, Scribd, 2011, 172 p. (lire en ligne)
- Jean Robin, Seth, le dieu maudit, éditions Guy Trédaniel, 1990, 249 p.  (ISBN 978-2857071976)

### Traductions
- Paul Barguet, Le Livre des Morts des Anciens Égyptiens, Paris, Éditions du Cerf, 1967 (ISBN 2-204-01354-4).
- Paul Barguet, Textes des Sarcophages égyptiens du Moyen Empire, Paris, Éditions du Cerf, 1986, 725 p. (ISBN 2-204-02332-9).
- André Barucq et François Daumas, Hymnes et prières de l'Égypte ancienne, Paris, Le Cerf, 1980, 559 p. (ISBN 2-204-01337-4).
- Raphaël Bertrand, Les Textes de la Pyramide d'Ounas, vol. 1./ Traduction et translittération, Paris, Anoup éditions, 2004, 240 p. (ISBN 2-9507515-1-2).
- Michèle Broze, Mythe et roman en Égypte ancienne. Les aventures d'Horus et Seth dans le Papyrus Chester Beatty I, Louvain, Peeters, 1996.
- Claude Carrier (préf. Bernard Mathieu), Textes des Sarcophages du Moyen Empire Égyptien, Éditions du Rocher, coll. « Champollion », 2 décembre 2004, 2732 p. (ISBN 2-268-05229-X).
- Claude Carrier, Textes des Pyramides de l'Égypte ancienne : Tome II, Textes de la pyramide de Pépy Ier, Paris, Cybèle, 2009 (ISBN 978-2-915840-12-4), p. 423 à 1149..
- Pierre Grandet, Le Papyrus Harris I, vol. 1, Le Caire, IFAO, coll. « BiEtud 109/1 », 2005, 342 p. (ISBN 2-7247-0141-0).
- Claire Lalouette (préf. Pierre Grimal), Textes sacrés et textes profanes de l'ancienne Égypte II : Mythes, contes et poésies, Paris, Gallimard, 1987, 315 p. (ISBN 2-07-071176-5).
- Dimitri Meeks, Mythes et légendes du Delta : d'après le papyrus Brooklyn 47.218.84, Le Caire, IFAO, 2008, 498 p. (ISBN 978-2-7247-0427-3).
- Plutarque (trad. du grec ancien par Mario Meunier), Isis et Osiris, Paris, Guy Trédaniel Éditeur, 2001, 237 p. (ISBN 2-85707-045-4).
- Jacques Vandier, Le Papyrus Jumilhac, Paris, CNRS, 1961, 349 p..
- Pascal Vernus, Chants d'amour de l'Égypte antique, Paris, Imprimerie nationale Éditions, coll. « La Salamandre », 1992, 220 p. (ISBN 2-11-081147-1).